# FFH-Gebiet Wellspanger-Loiter-Oxbek-System und angrenzende Wälder

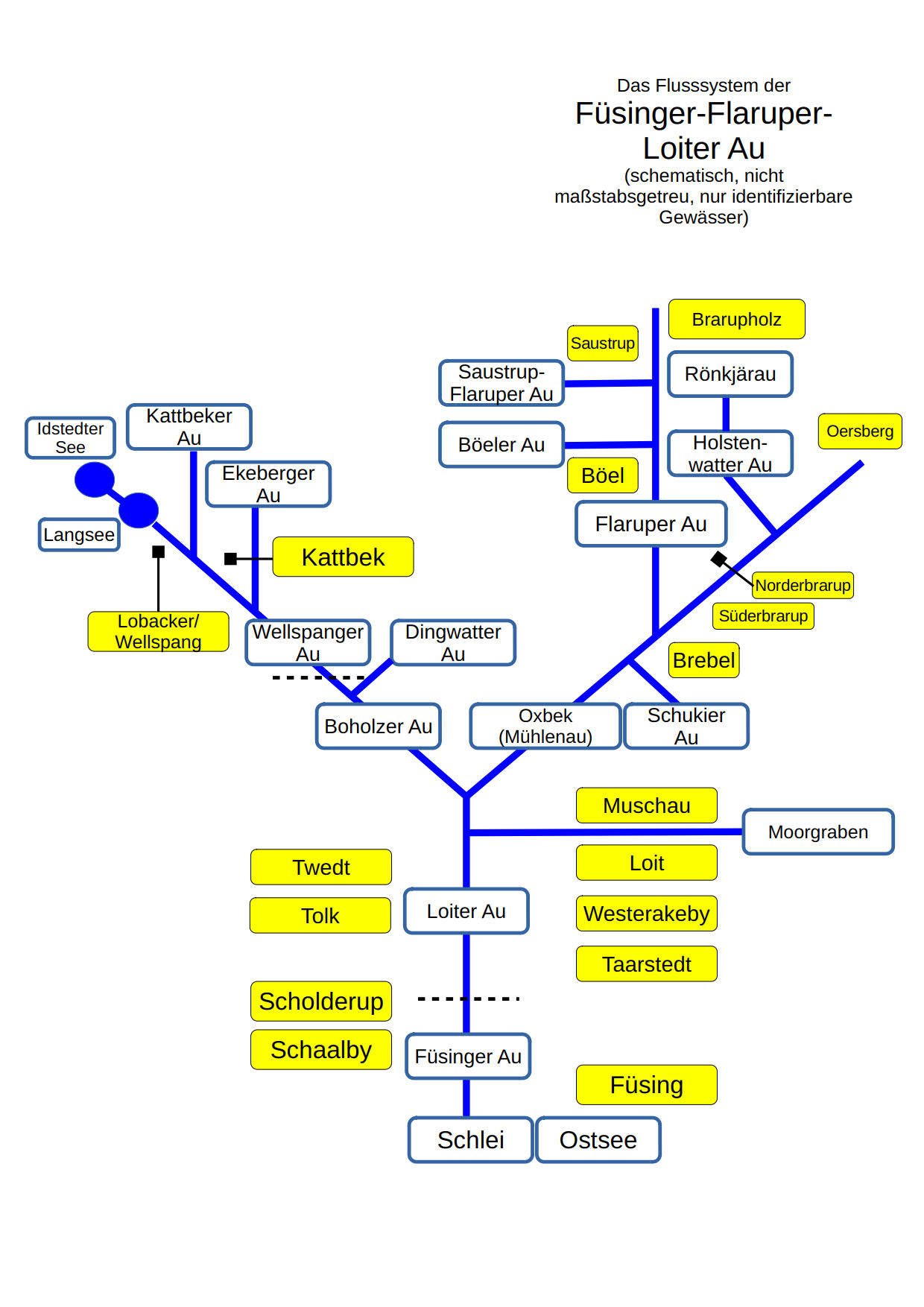
Flusssystem Wellspanger-Loiter-Oxbek

Das FFH-Gebiet Wellspanger-Loiter-Oxbek-System und angrenzende Wälder ist ein NATURA-2000-Schutzgebiet in Schleswig-Holstein im Kreis Schleswig-Flensburg. Es hat eine Fläche von 1434 ha und eine Ausdehnung von 18,7 km in nordöstlicher Richtung. Es umfasst ein Gewässersystem mit einem 5 km langen und bis zu 420 m breiten See und vier Flüssen sowie vier angrenzenden Wäldern und einen Truppenübungsplatz der Bundeswehr. Entlang der Flüsse ist das Gebiet zwischen 80 m und 100 m breit. Die höchste Erhebung liegt im Gehege Idstedtwege mit 52,5 m im äußersten Westen, der niedrigste Punkt liegt mit 0,5 m 1 km vor der Mündung der Füsinger Au in die Schlei an der K 119. Das FFH-Gebiet liegt im Naturraum Angeln, der aus naturfachlicher Bewertung laut Landschaftssteckbrief des Bundesamtes für Naturschutz (BfN) zu den „Landschaften mit geringerer Bedeutung“ zählt.

## FFH-Gebietsgeschichte und Naturschutzumgebung

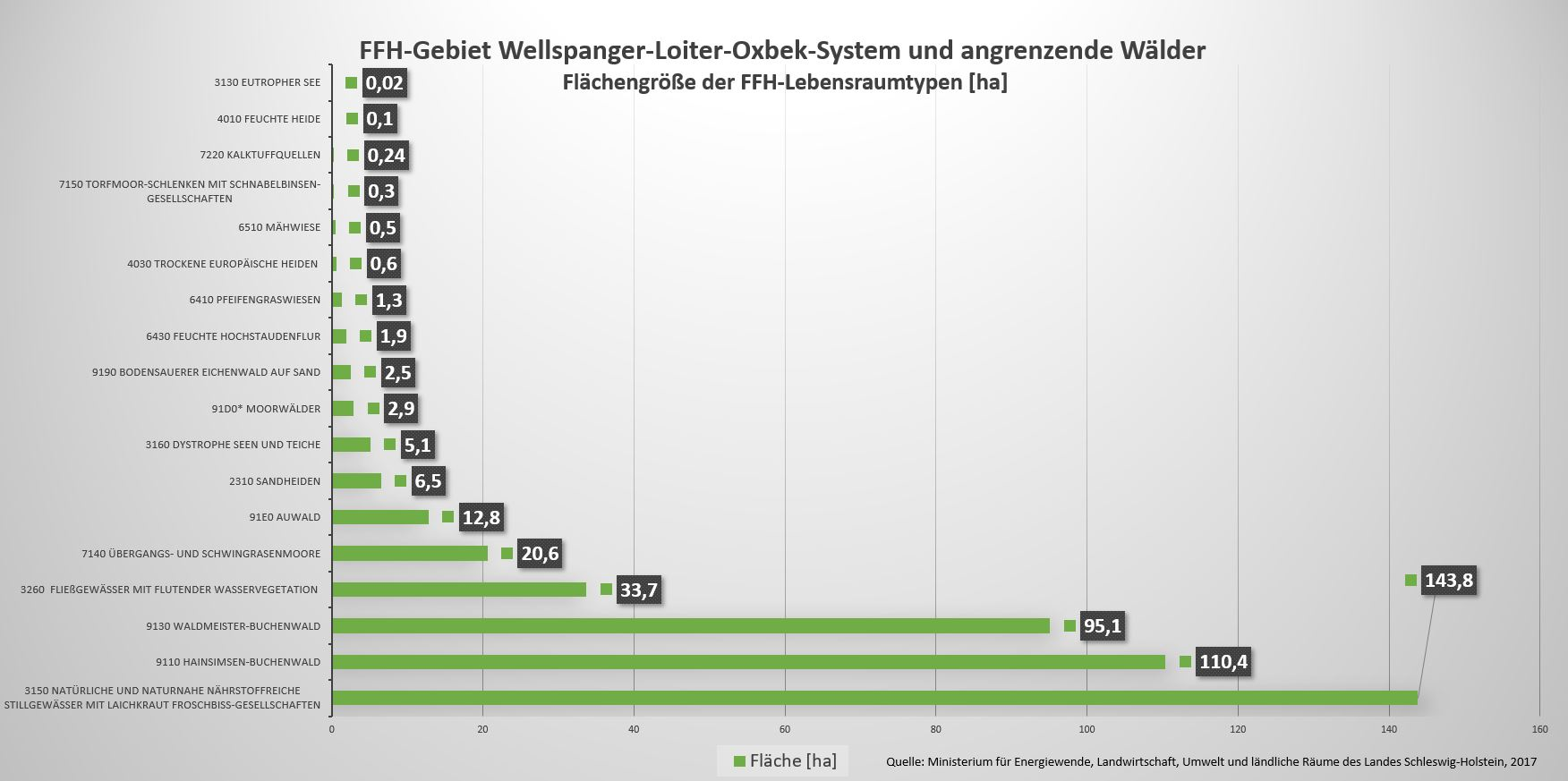
Grafik 1

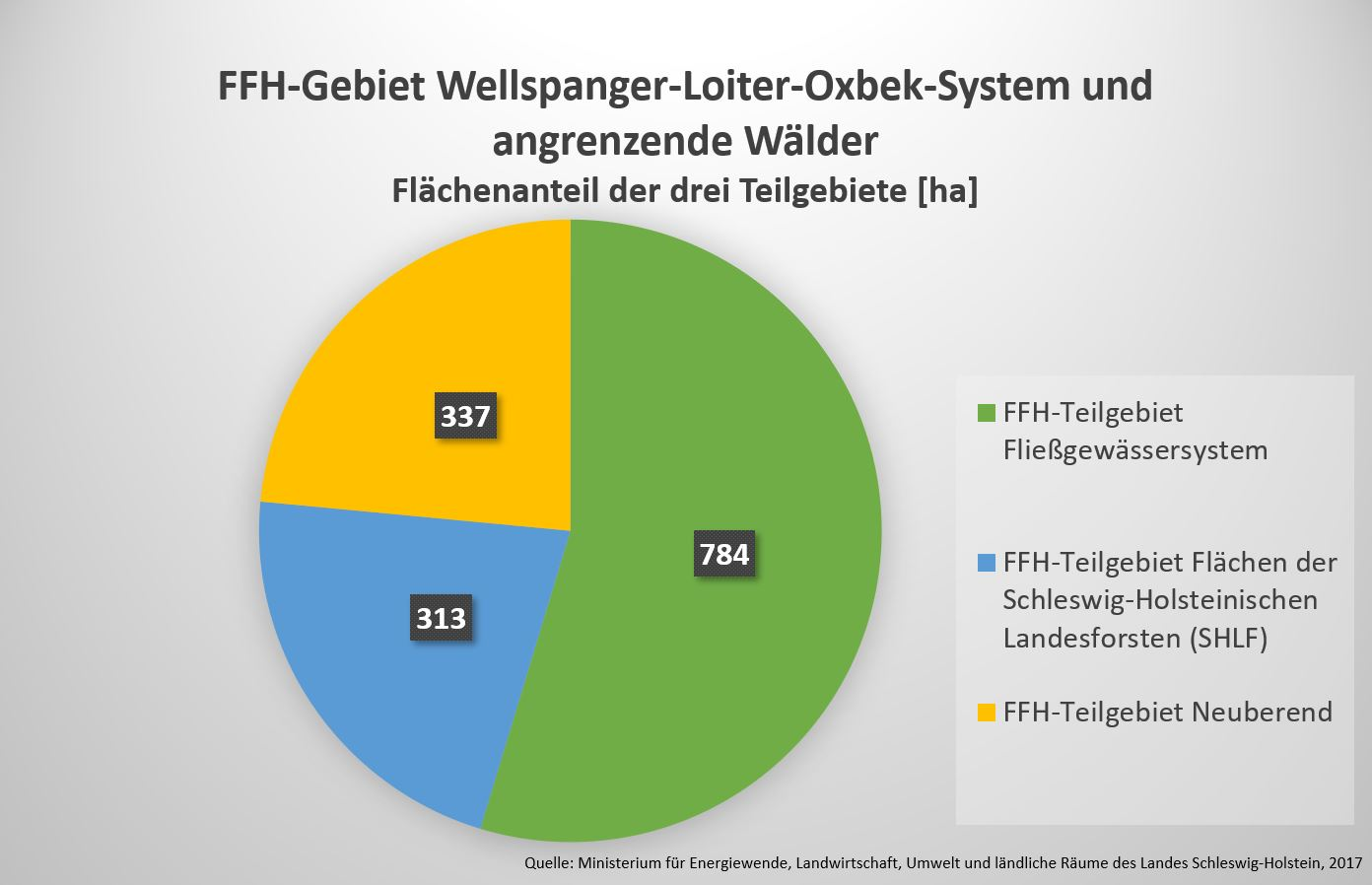
Grafik 2

Der NATURA-2000-Standard-Datenbogen für dieses FFH-Gebiet wurde im Juni 2004 vom Landesamt für Landwirtschaft, Umwelt und ländliche Räume (LLUR) des Landes Schleswig-Holstein erstellt, im September 2004 als Gebiet von gemeinschaftlicher Bedeutung (GGB) vorgeschlagen, im November 2007 von der EU als GGB bestätigt und im Januar 2010 national nach § 32 Absatz 2 bis 4 BNatSchG in Verbindung mit § 23 LNatSchG als besonderes Erhaltungsgebiet (BEG) ausgewiesen. Auf Grund der großen Ausdehnung und der damit hohen Anzahl von Eigentümern und Anliegern wurden für die Teilgebiete „Flächen der Schleswig-Holsteinischen Landesforsten (SHLF)“, „Teilgebiet Fließgewässer“ und „Teilgebiet Neuberend“ eigene Managementpläne mit jeweils gesonderten FFH-Erhaltungs- und FFH-Entwicklungszielen erstellt. Die Flächenanteile der Teilflächen zeigt Grafik 2. Im Standard-Datenbogen sind diese Unterschiede allerdings nicht mehr zu erkennen. Mit Stand Mai 2017 werden im aktuellen Standard-Datenbogen die Flächenanteile der Lebensraumtypen, wie in Grafik 1 dargestellt, angegeben.

## Managementplan FFH-Teilgebiet „Flächen der Schleswig-Holsteinischen Landesforsten (SHLF)“

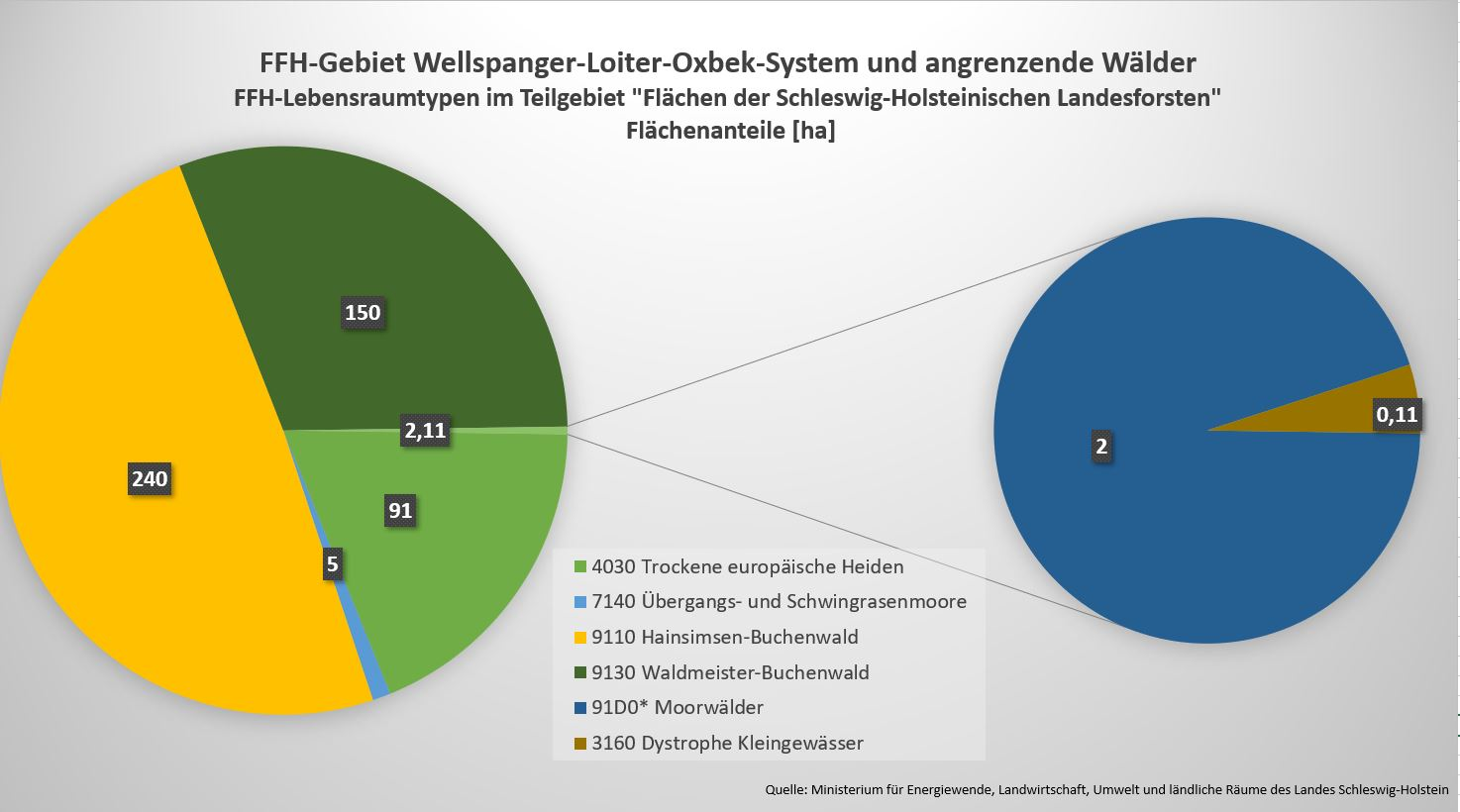
Grafik 3

Im FFH-Teilgebiet „Flächen der Schleswig-Holsteinischen Landesforsten (SHLF)“ befinden sich vier örtlich getrennte Waldgebiete, die im Folgenden als Teilgebiete 1 bis 4 bezeichnet werden. Die im Teilgebiet ausgewiesenen Flächen nach Lebensraumtypen sind in Grafik 3 dargestellt. Mehr als drei Viertel der Fläche besteht aus Buchenwald und knapp ein Fünftel aus Heide.

### SHLF-Teilgebiet 1: Gehege Idstedtwege und Gehege Karenberg
Das Teilgebiet 1 besteht aus dem Gehege Idstedtwege und dem östlich angrenzendem Gehege Karenberg. Es ist flächenmäßig mit ca. 203 ha das größte Waldstück im FFH-Gebiet und grenzt im Westen an das FFH-Gebiet Idstedtweger Geestlandschaft. Es ist Teil des Landschaftsschutzgebietes „Naherholungsgebiet Idstedt-Gehege“, das im Jahre 1973 eingerichtet wurde. Das Teilgebiet 1 ist von Höhenunterschieden bis zu 30 m geprägt. Die höchste Erhebung mit 52,4 m liegt im Gehege Idstedtwege. Auf fast gleicher Höhe liegt der Karenberg im Gehege Karenberg. Der Baumbestand besteht zur Hälfte aus Buchen und zu einem Drittel aus Fichten. Die vermutlich mit über 220 Jahren ältesten Buchen stehen im Norden in der Abteilung 3446 c. Es beinhaltet daneben Moore und mehrere Kleingewässer, die zum Teil in früheren Jahrhunderten als Fischteiche angelegt wurden. Am Westrand unmittelbar an der Kreisstraße K44 befindet sich ein archäologisches Bodendenkmal. Ein Großsteingrab, das im Volksmund „Idstedter Räuberhöhle“ genannt wird. Es ist öffentlich zugänglich und kann besichtigt werden. Parkmöglichkeiten bestehen in unmittelbarer Nähe auf zwei Parkbuchten an der K44. Ein Hinweisschild bietet umfangreiche Informationen zum Thema Großsteingräber. Im südlichen Zentralbereich zeichnen sich im Höhenmodell die im 19. Jahrhundert angelegten Schießbahnen ab. Im Osten im Gehege Karenberg befindet sich ein Sammelgrab, das nach der Schlacht bei Idstedt im Juli 1850 angelegt wurde. Im Süden des Teilbereiches liegt eine Grünlandfläche, die von der Stiftung Naturschutz des Landes Schleswig-Holstein aufgekauft und zur Landschaftspflege durch extensive Beweidung an den Verein Bunde Wischen verpachtet wurde. In der Nähe der Försterei Idstedtwege in den Abteilungen 3441, 3442 a2 und b2, 3439 a2, 3440 a2, 3452 a2, 3446 b, sowie im Gehege Karenberg in der Abteilung 3444 c2 sind Teile des Waldes als Naturwald ausgezeichnet worden. Er ist der forstwirtschaftlichen Nutzung entzogen und wird sich in der Entwicklung selbst überlassen.

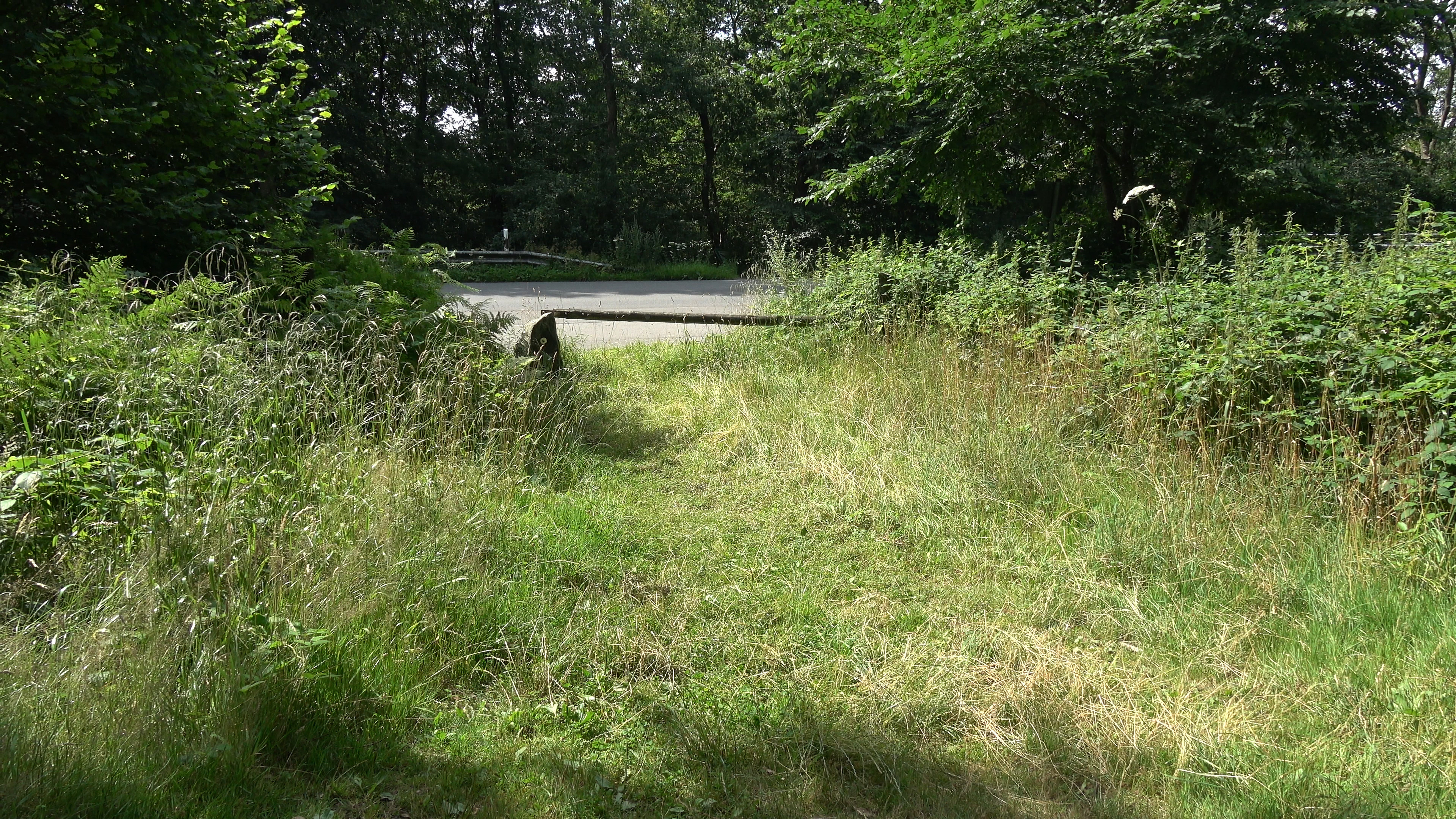
Zugang von der K44 zum Bodendenkmal „Räuberhöhle“ im FFH-Teilgebiet Gehege Idstedtwege
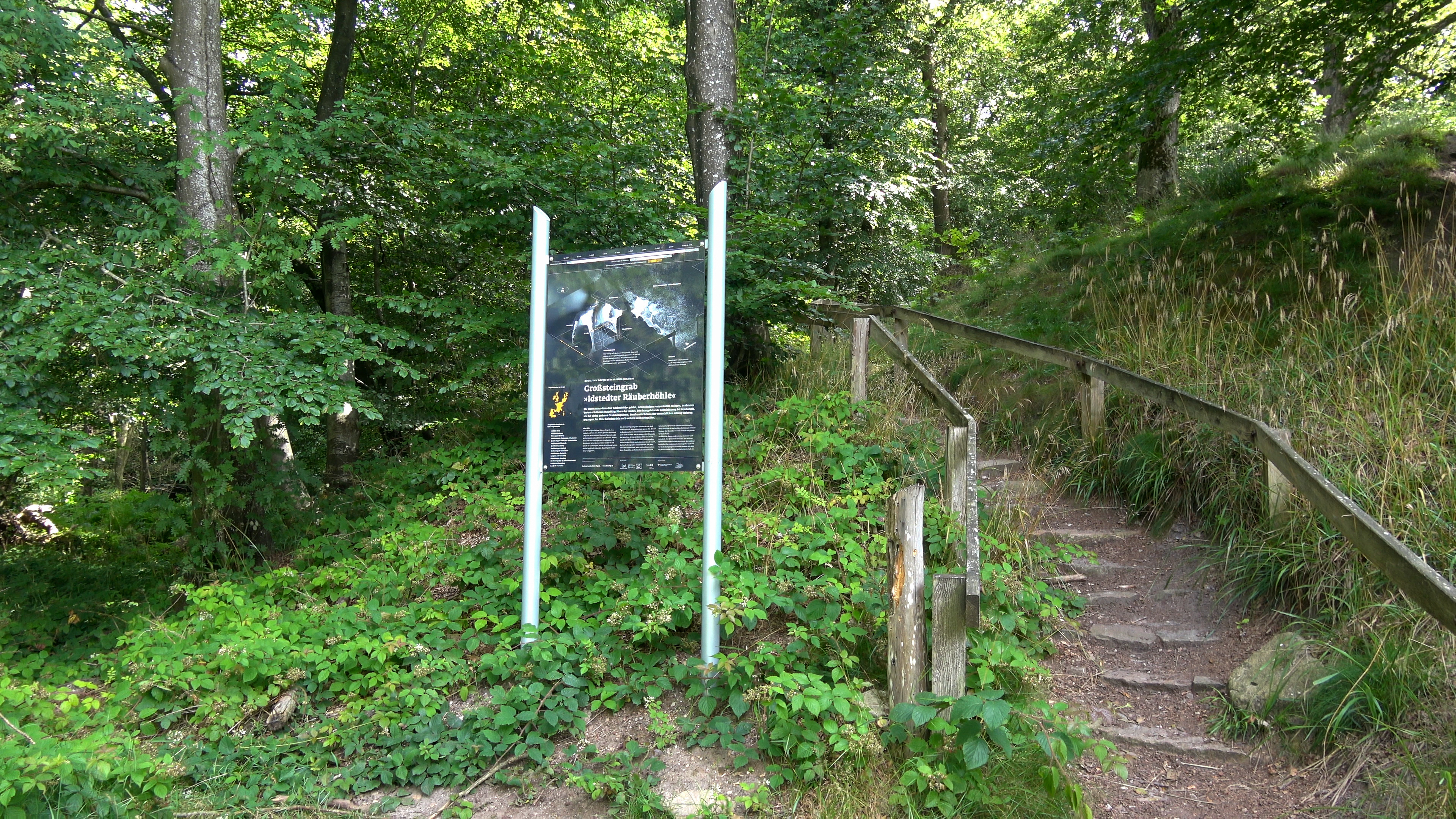
Aufgang zum Bodendenkmal „Räuberhöhle“ im FFH-Teilgebiet Gehege Idstedtwege
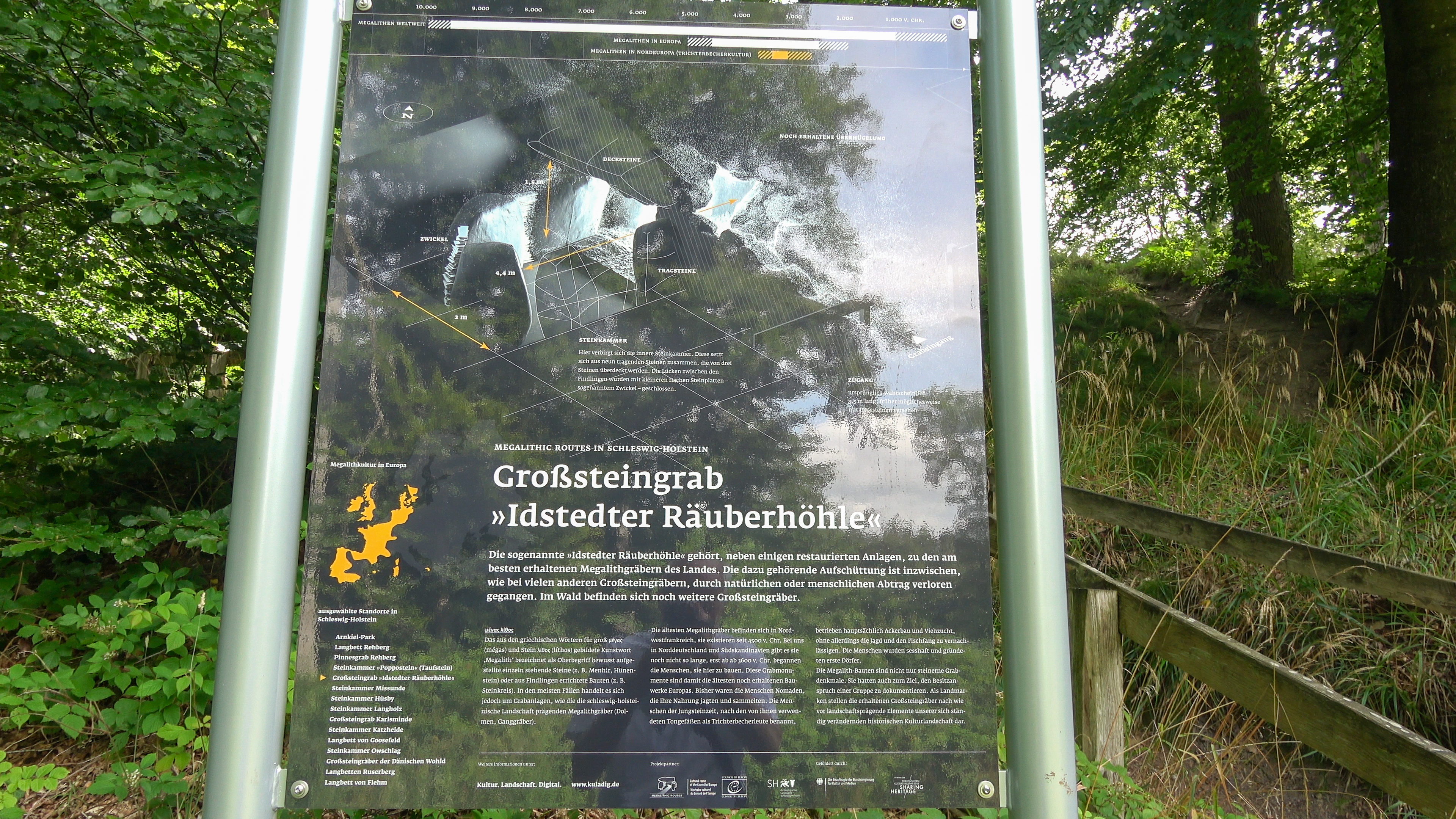
Hinweisschild zum Bodendenkmal „Räuberhöhle“ im FFH-Teilgebiet Gehege Idstedtwege
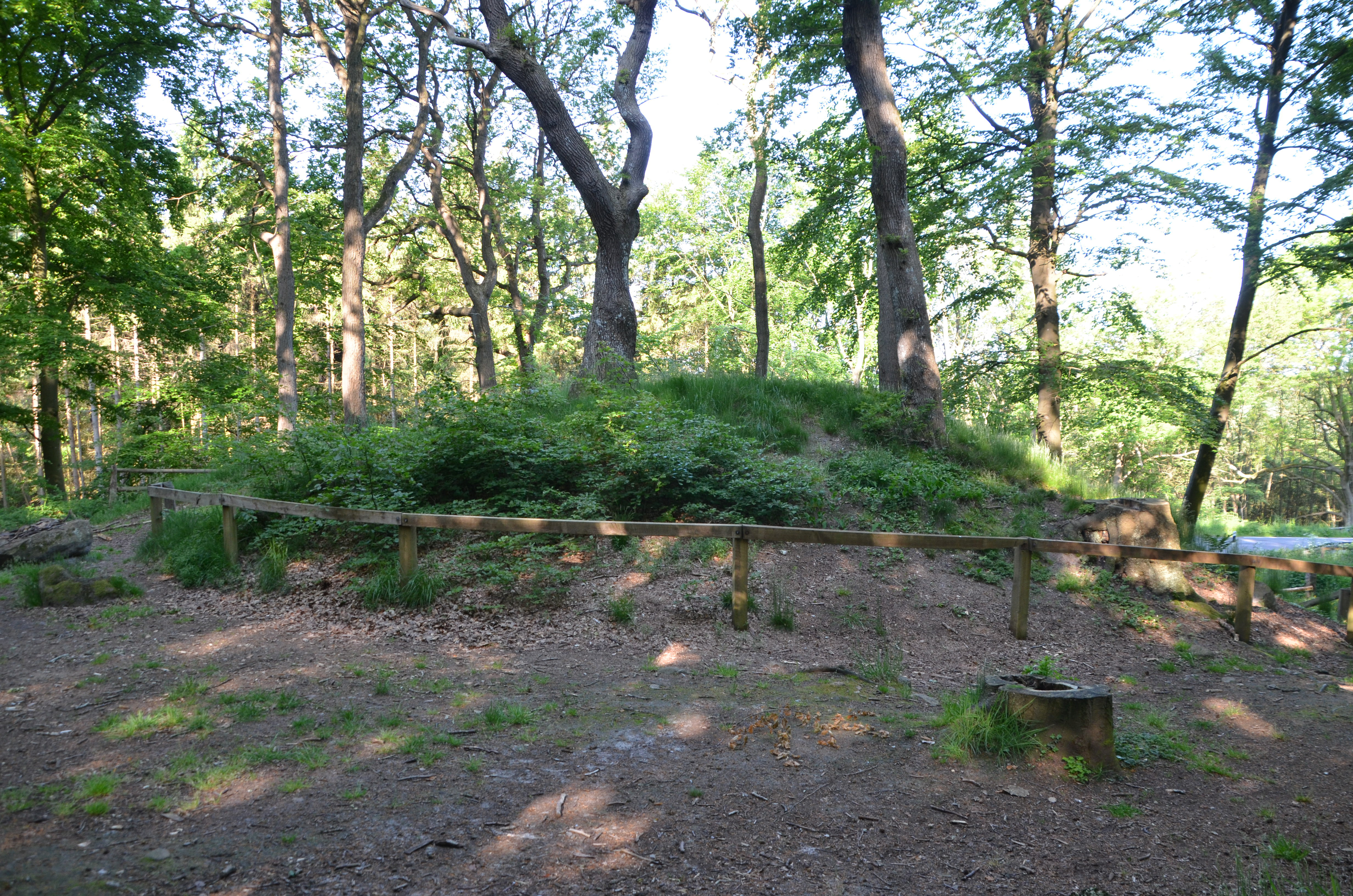
Bodendenkmal „Räuberhöhle“ im FFH-Teilgebiet Gehege Idstedtwege
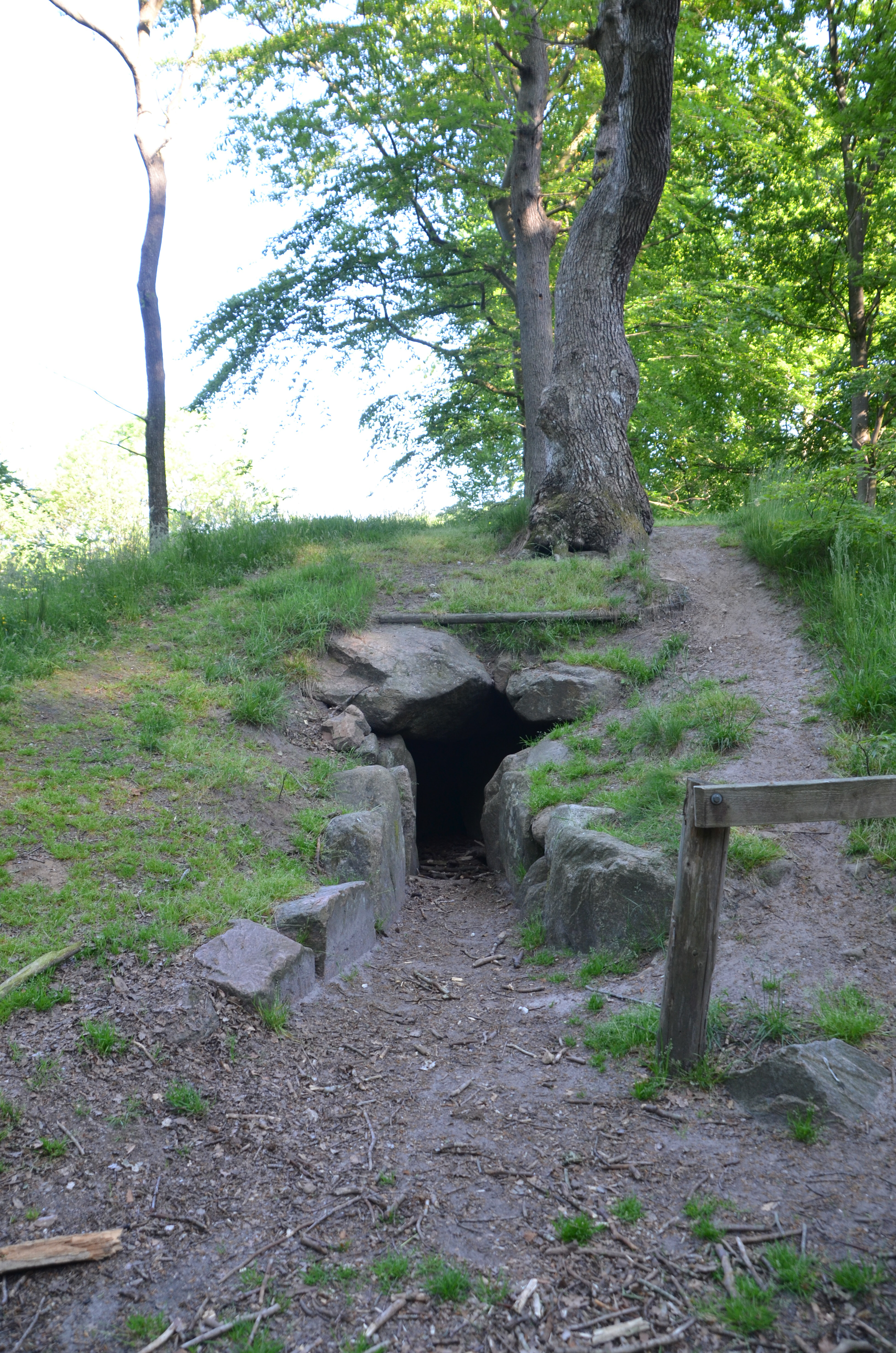
Eingang zum Bodendenkmal „Räuberhöhle“ im FFH-Teilgebiet Gehege Idstedtwege
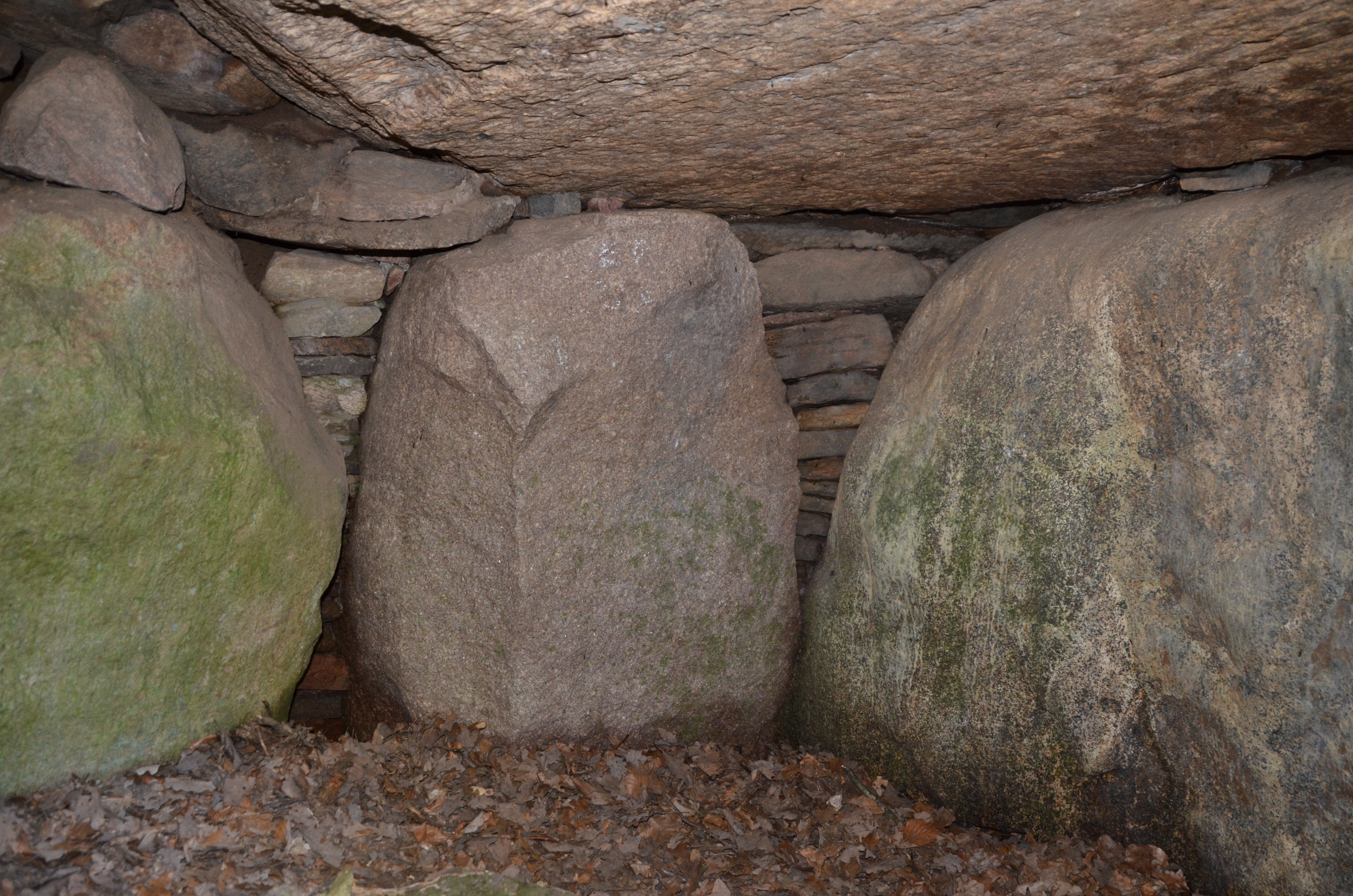
Inneres des Bodendenkmals „Räuberhöhle“ im FFH-Teilgebiet Gehege Idstedtwege

#### FFH-Erhaltungsgegenstand
Im ersten Standard-Datenbogen vom Juni 2004 sind für das Teilgebiet „Flächen der Schleswig-Holsteinischen Landesforsten (SHLF)“ folgende FFH-Lebensraumtypen und Arten der Umweltbehörde der Europäischen Union gemeldet worden (Gebräuchliche Kurzbezeichnung (BfN)):
Fünf FFH-Lebensraumtypen nach Anhang I der EU-Richtlinie: (* = Prioritärer Lebensraumtyp)
- 4030 Trockene Heiden[19]
- 7140 Übergangs- und Schwingrasenmoore[20]
- 9110 Hainsimsen-Buchenwälder[21]
- 9130 Waldmeister-Buchenwälder[22]
- 91D0* Moorwälder[23]
- 3160 Dystrophe Stillgewässer[24]

#### FFH-Erhaltungsziele
Von den FFH-Erhaltungsgegenständen wurden folgende Lebensraumtypen und Arten als Erhaltungsziel von gemeinschaftlichem Interesse erklärt:
- 7140 Übergangs- und Schwingrasenmoore
- 9110 Hainsimsen-Buchenwälder
- 9130 Waldmeister-Buchenwälder
- 91D0* Moorwälder
- 1166 Kammmolch[25]

#### FFH-Analyse und Bewertung
Im Managementplan für das Teilgebiet 1 nimmt die FFH-Analyse und Bewertung des Istzustandes breiten Raum ein. Sie bildet die Grundlage für den Maßnahmenkatalog zur Verbesserung des Erhaltungszustandes der FFH-Erhaltungsziele. Da sich das Gebiet vollständig im Besitz der Schleswig-Holsteinischen Landesforsten befindet, sind notwendige Maßnahmen leichter durchzuführen.

#### FFH-Maßnahmenkatalog
Aus den Erkenntnissen der FFH-Analyse und Bewertung wurde für das Teilgebiet 1 ein FFH-Maßnahmenkatalog erstellt sowie in einer Karte und in den Maßnahmenblättern 1–5, 15–16 und 23–26 festgehalten. Für alle Waldgebiete der Schleswig-Holsteinischen Landesforsten gelten in NATURA-2000-Gebieten gesonderte Handlungsgrundsätze. Die Wirbelstürme der letzten beiden Jahrzehnte und der fortschreitende Klimawandel haben gezeigt, dass der Nadelholzbestand für hiesige Verhältnisse keine Zukunft hat. Deshalb ist eine Hauptaufgabe, diese Bestände in den nächsten Jahrzehnten durch Laubwald zu ersetzen. Zweite Hauptaufgabe ist die Anhebung des Grundwasserstandes, um auch in trockenen Jahren die Bäume vor Austrocknung zu schützen. Hierzu dienen der Rückbau der Entwässerungssysteme in den Wäldern und Einbau zusätzlicher Wasserrückhaltesysteme. Dabei ist der Schutz und die Förderung der Moore in den SHLF-Gebieten von besonderer Bedeutung für die Speicherung von CO2 aus der Atmosphäre.

#### FFH-Erfolgskontrolle und Monitoring der Maßnahmen
Das Monitoring erfolgt in Schleswig-Holstein alle sechs Jahre. Die Ergebnisse des letzten Folgemonitorings wurden im Jahre 2012 durch das beauftragte Planungsbüro Mordhorst-Bretschneider GmbH vorgelegt. Die Verteilung der Biotop- und Lebensraumtypen sind in je 20 Karten festgehalten. Für das Teilgebiet 1 wurden keine signifikanten Veränderungen zur Erstkartierung in 2006 festgestellt.

### SHLF-Teilgebiet 2 bei Idstedt-Osterfeld
Das Teilgebiet bei Idstedt-Osterfeld liegt nördlich des Langsees. Es hat eine Fläche von 13,6 ha und besteht aus Wald, Binnendünen, Moor und Heide. 5,1 ha der Fläche sind als Naturwald ausgezeichnet. Im Zentrum der Binnendüne liegt das Kesselmoor, das sich zum Osten hin bis in den Eichenwald ausdehnt. Die Entwässerung in den am Nordostrand des Gebietes entlang fließenden Lüngmoorbaches ist schon vor Jahren unterbrochen worden. Das Gebiet kann nur an wenigen Stellen betreten werden, da durch die Auszeichnung als Naturwald die Wege nicht mehr gepflegt werden. In den Wäldern lassen sich Reste von Laufgräben erkennen, die während der Schleswig-Holsteinischen Erhebung angelegt wurden, als sich in dem Gebiet am 24. und 25. Juli 1850 die Schlacht bei Idstedt zutrug. Sie unterliegen dem Denkmalschutz.

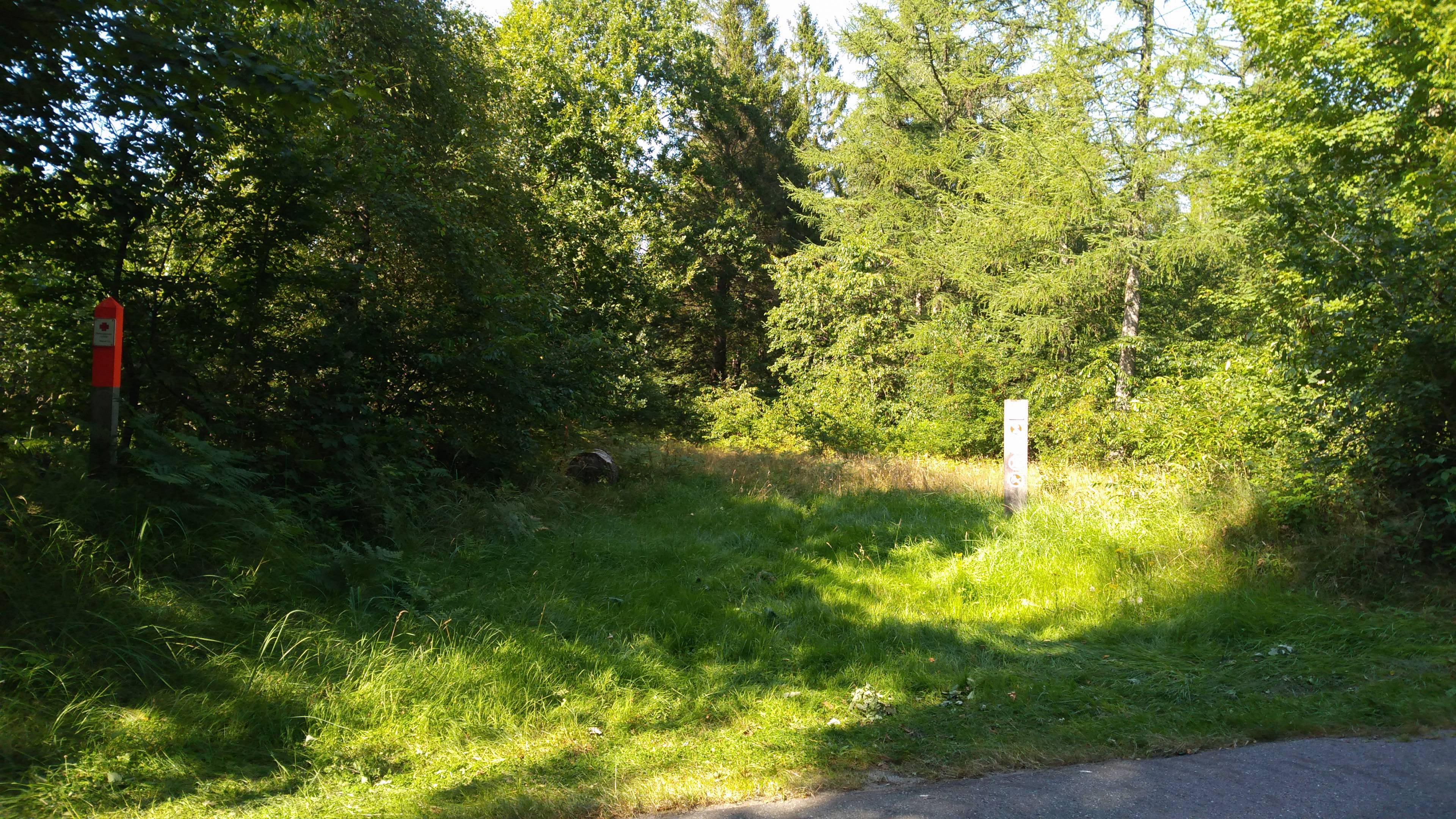
Zugang zum SHLF-Wald im FFH-Teilgebiet Idstedt-Osterfeld
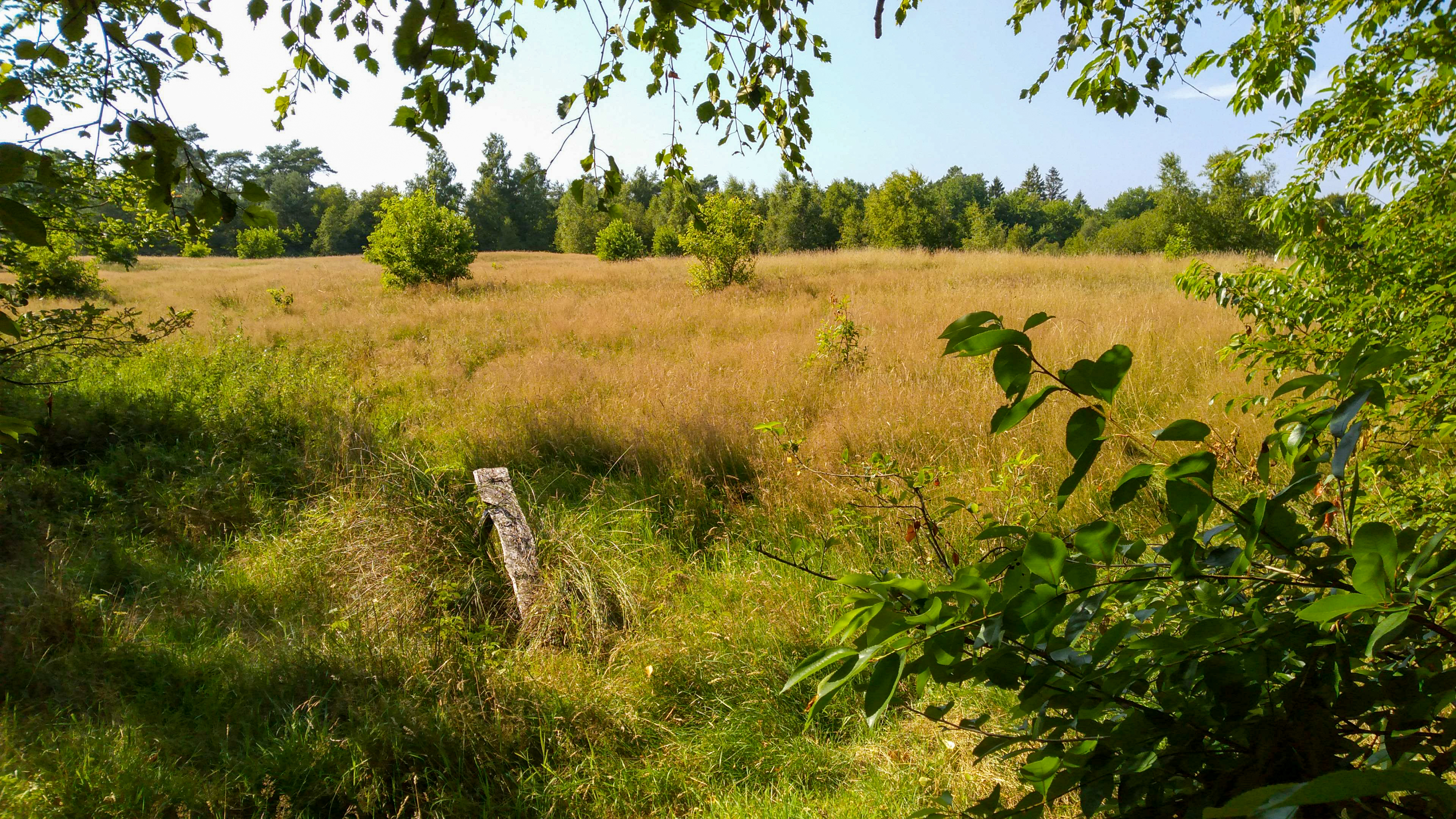
Binnendünen im FFH-Teilgebiet Idstedt-Osterfeld
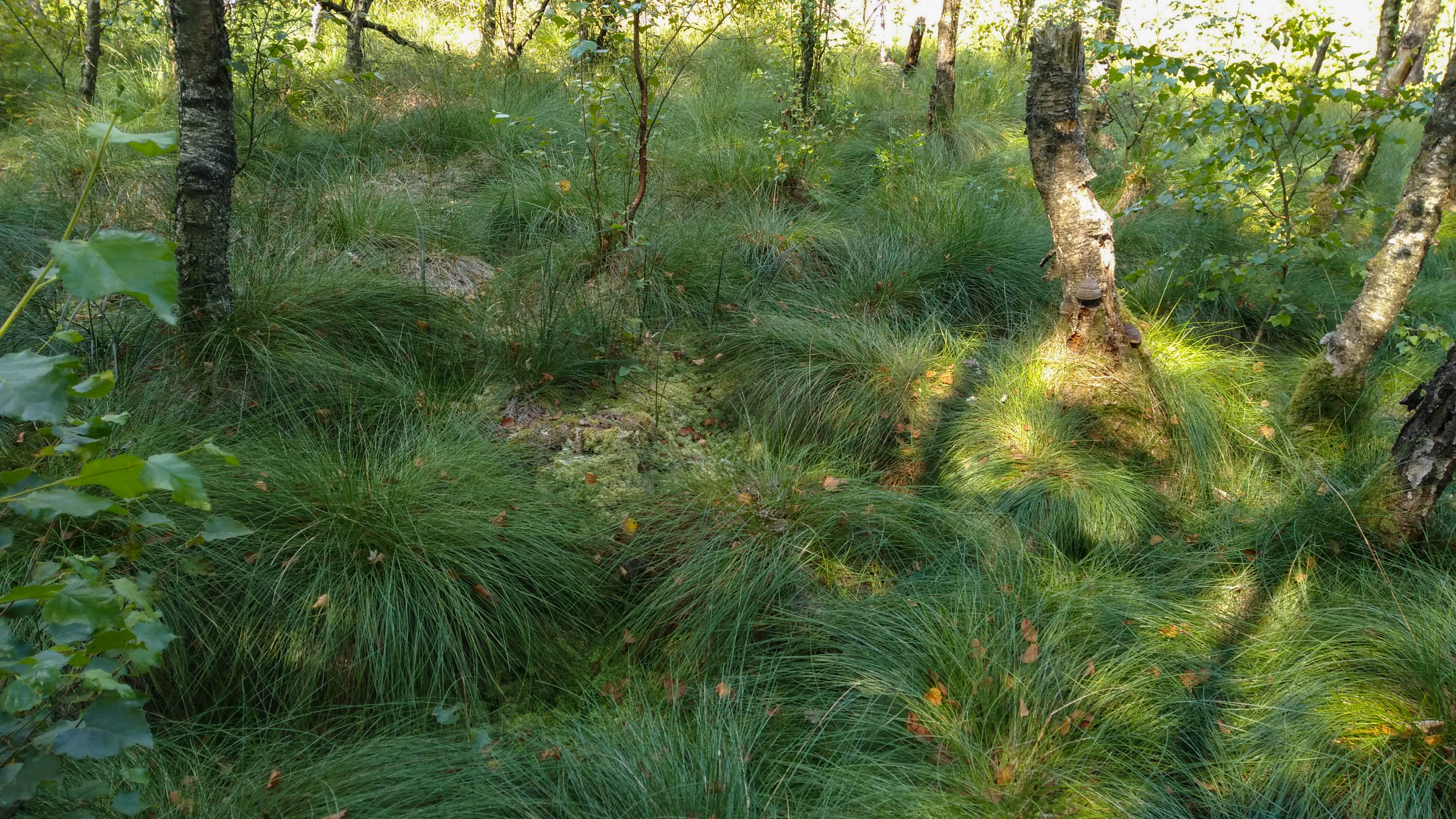
Moorwald vor dem Übergangsmoor im FFH-Teilgebiet Idstedt-Osterfeld
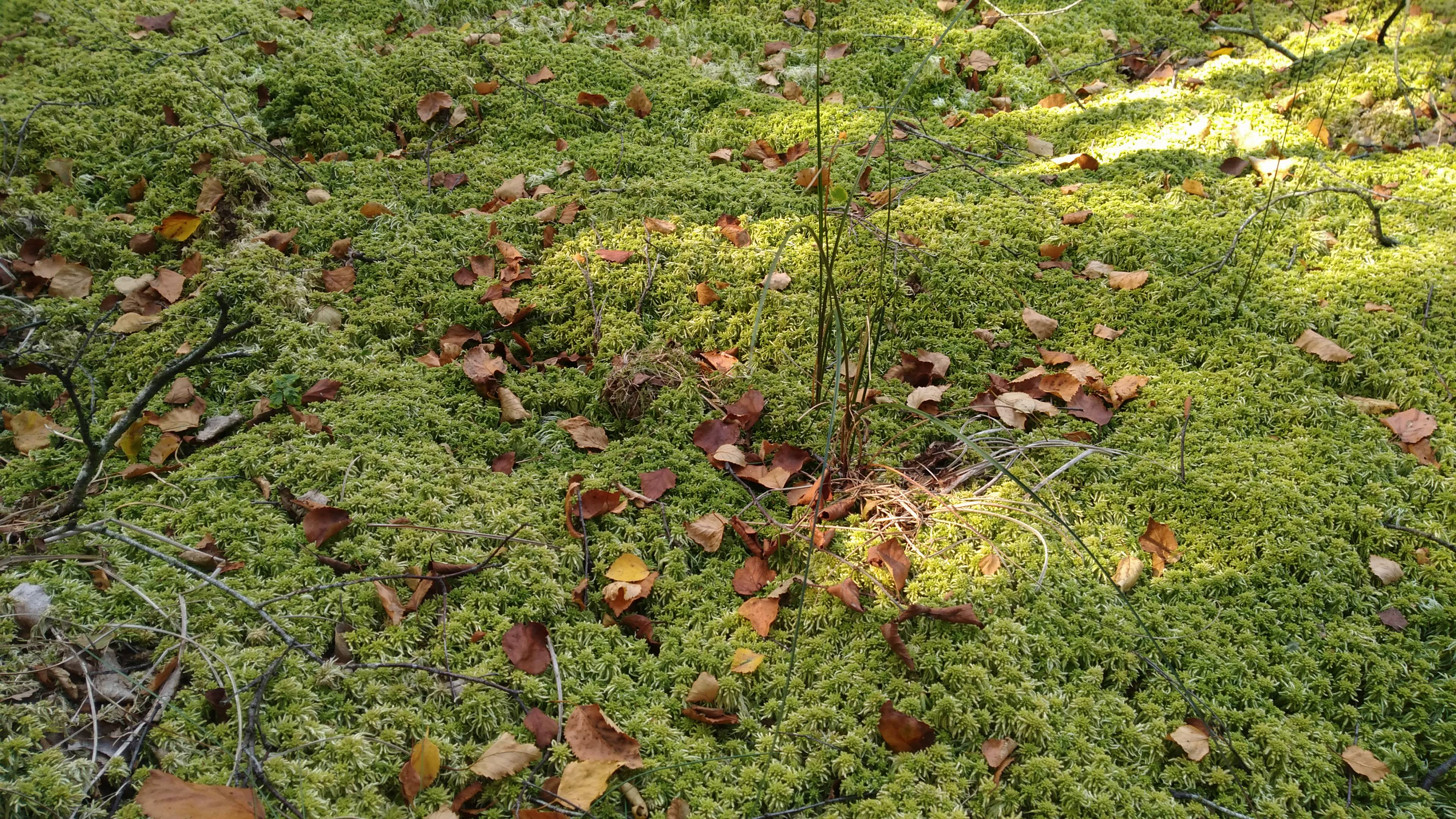
Übergangsmoor im FFH-Teilgebiet Idstedt-Osterfeld
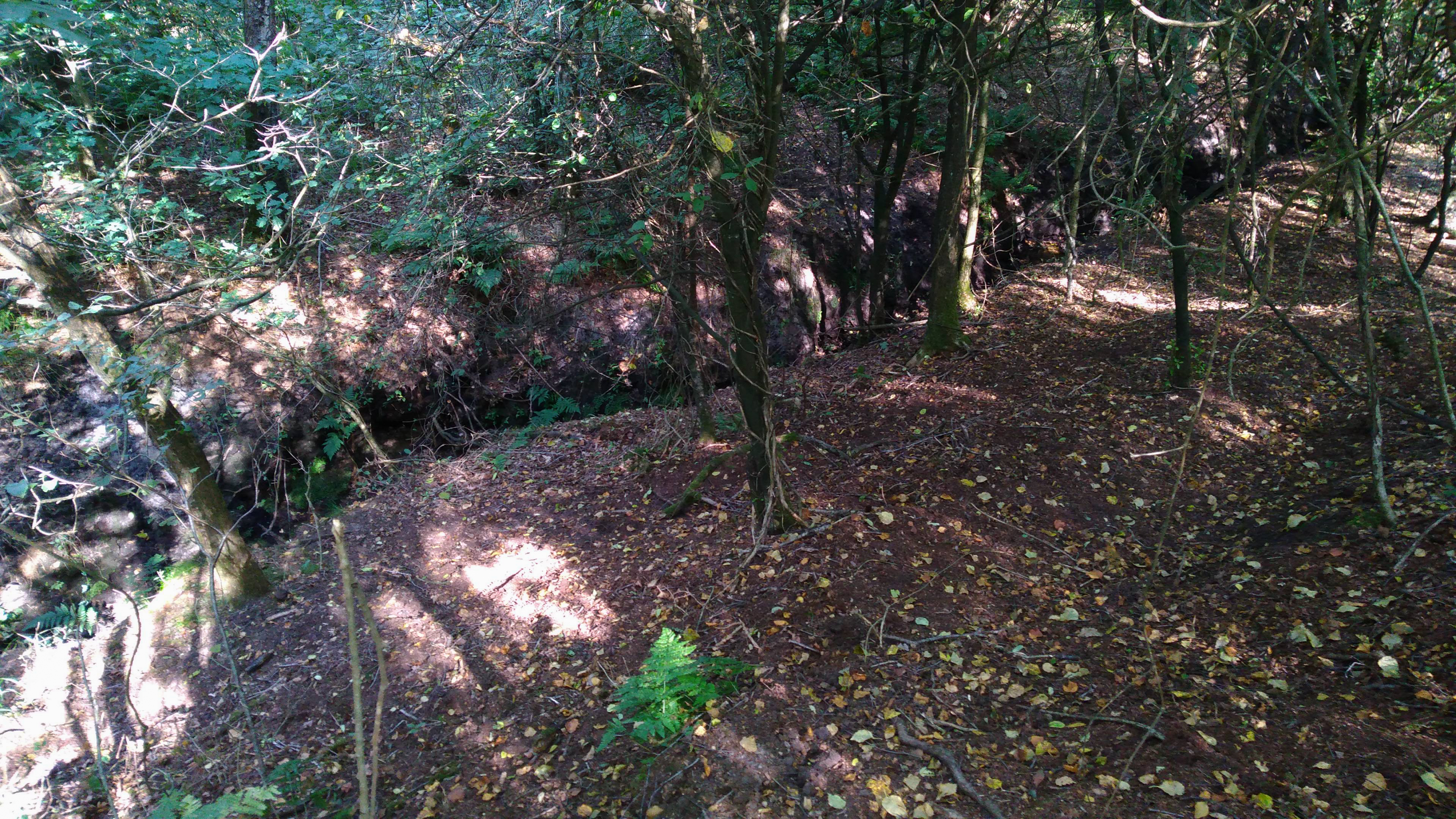
Natürlicher Verlauf des Lüngmoorbachs im FFH-Teilgebiet Idstedt-Osterfeld
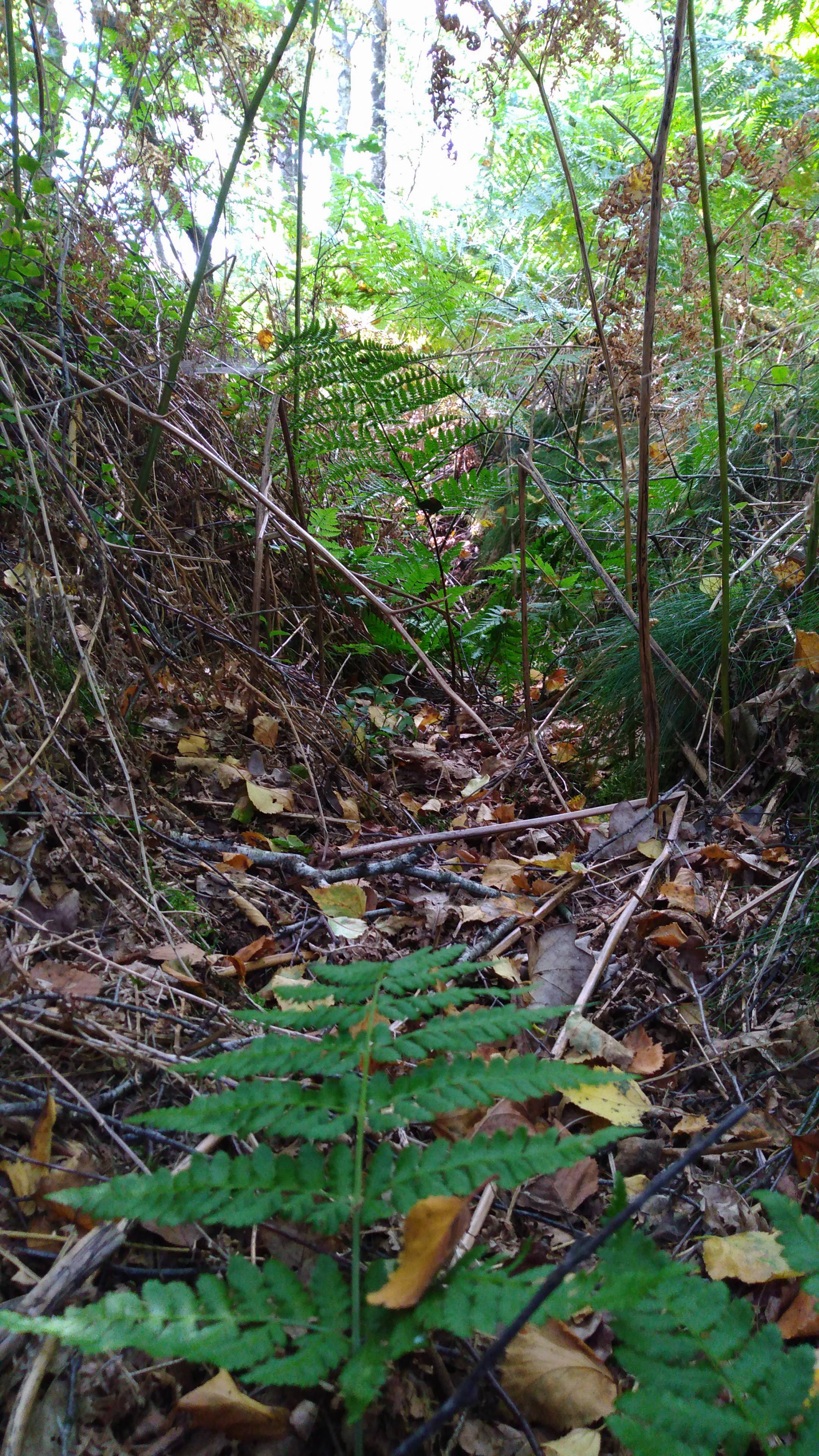
Reste von Laufgräben von 1850 im FFH-Teilgebiet Idstedt-Osterfeld

#### FFH-Erhaltungsgegenstand
Für das Teilgebiet 2 liegen keine gesonderten Flächenangaben und Angaben zum Erhaltungszustand der FFH-Lebensraumtypen vor.

#### FFH-Erhaltungsziele
Für das Teilgebiet 2 wurden keine gesonderten Erhaltungsziele definiert. Für die im Teilbereich 2 vorkommenden Lebensraumtypen und Arten gelten die im Amtsblatt für Schleswig-Holstein festgelegten FFH-Erhaltungsziele.

#### FFH-Analyse und Bewertung
Für das Teilgebiet 2 ist die Erhaltung des natürlichen Wasserhaushaltes von Bedeutung. Das Eindringen von Drainagewasser aus den umliegenden intensiv genutzten landwirtschaftlichen Flächen muss verhindert werden. Zur Erhaltung der Dünen und Heideflächen wäre eine extensive Beweidung nützlich.

#### FFH-Maßnahmenkatalog
Die Maßnahmen zur Erhaltung und Entwicklung des Teilgebietes 2 sind in einer Maßnahmenkarte und den Maßnahmenblättern 6–9 und 17 festgehalten. Die wichtigste Erhaltungsmaßnahme ist die Reparatur der Stauwehre zur Rückhaltung des Wassers im Gebiet und die Anlage eines Knicks im Norden an die angrenzende intensiv genutzte landwirtschaftliche Fläche zur Reduktion des Eintrags von Nährstoffen.

#### FFH-Erfolgskontrolle und Monitoring der Maßnahmen
Das Monitoring erfolgt in Schleswig-Holstein alle 6 Jahre. Die Ergebnisse des letzten Folgemonitorings wurden im Jahre 2012 durch das beauftragte Planungsbüro Mordhorst-Bretschneider GmbH vorgelegt. Für das Teilgebiet 2 wurden keine signifikanten Veränderungen zur Erstkartierung in 2006 festgestellt. Die Verteilung der Biotop- und Lebensraumtypen sind in je 20 Karten festgehalten.

### SH-LF-Teilgebiet 3 Gehege Brebelholz und Billwatt
Das FFH-Teilgebiet 3 Gehege Brebelholz und Billwatt ist 10,8 ha groß und liegt südlich und nördlich der Oxbek, bevor diese sich mit der Boholzer Au zur Loiter Au vereinigt. Es liegt im Gebiet der Gemeinden Loit und Böel in Mittelangeln. Es handelt sich zum größten Teil um Brachland der SHLF, das zum Schutz der Arten Sumpfdotterblume und Knabenkraut nicht aufgeforstet wurde. Die wenigen Waldflächen bestehen aus sehr jungen Baumbeständen. Naturwald ist nicht vorhanden. Das Gebiet ist für den Erholungssuchenden nur bedingt zugänglich. Lediglich in den außerhalb des FFH-Teilgebietes liegenden Teilen des Geheges Brebelholz gibt es einen ausgewiesenen Rundwanderweg, der aber immer mehr zuwuchert und als Rundwanderweg nicht mehr nutzbar ist. Die Grünlandflächen sind verpachtet und werden entweder beweidet oder gemäht. Das Gebiet ist zum größten Teil von Aufforstungen der SHLF, aber auch von landwirtschaftlich intensiv genutzten Flächen, umgeben. Das Teilgebiet wird je nach Lage von den Förstereien Idstedtwege oder Satrup verwaltet.

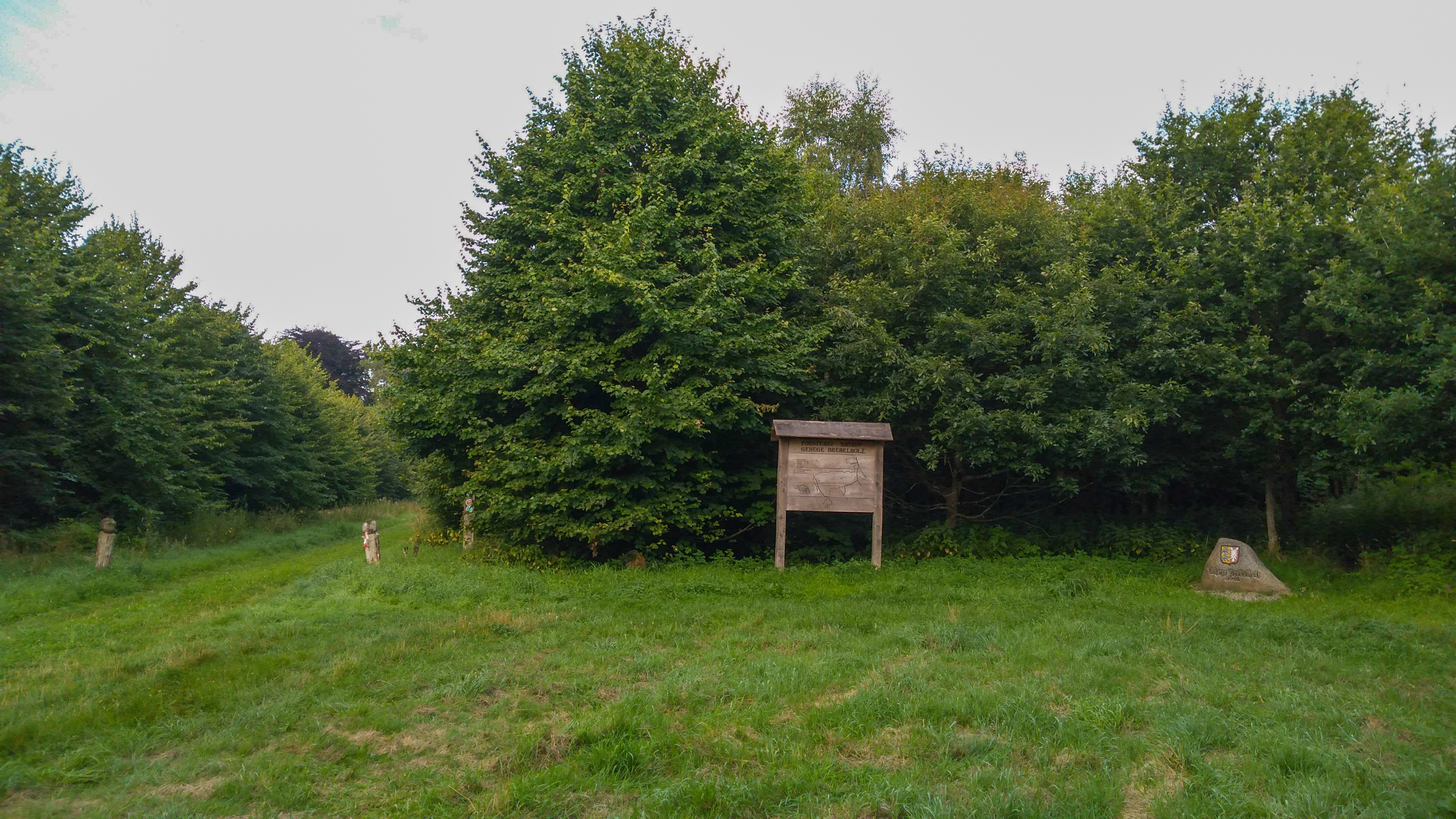
Parkplatz am Gehege Brebelholz außerhalb des FFH-Teilgebietes
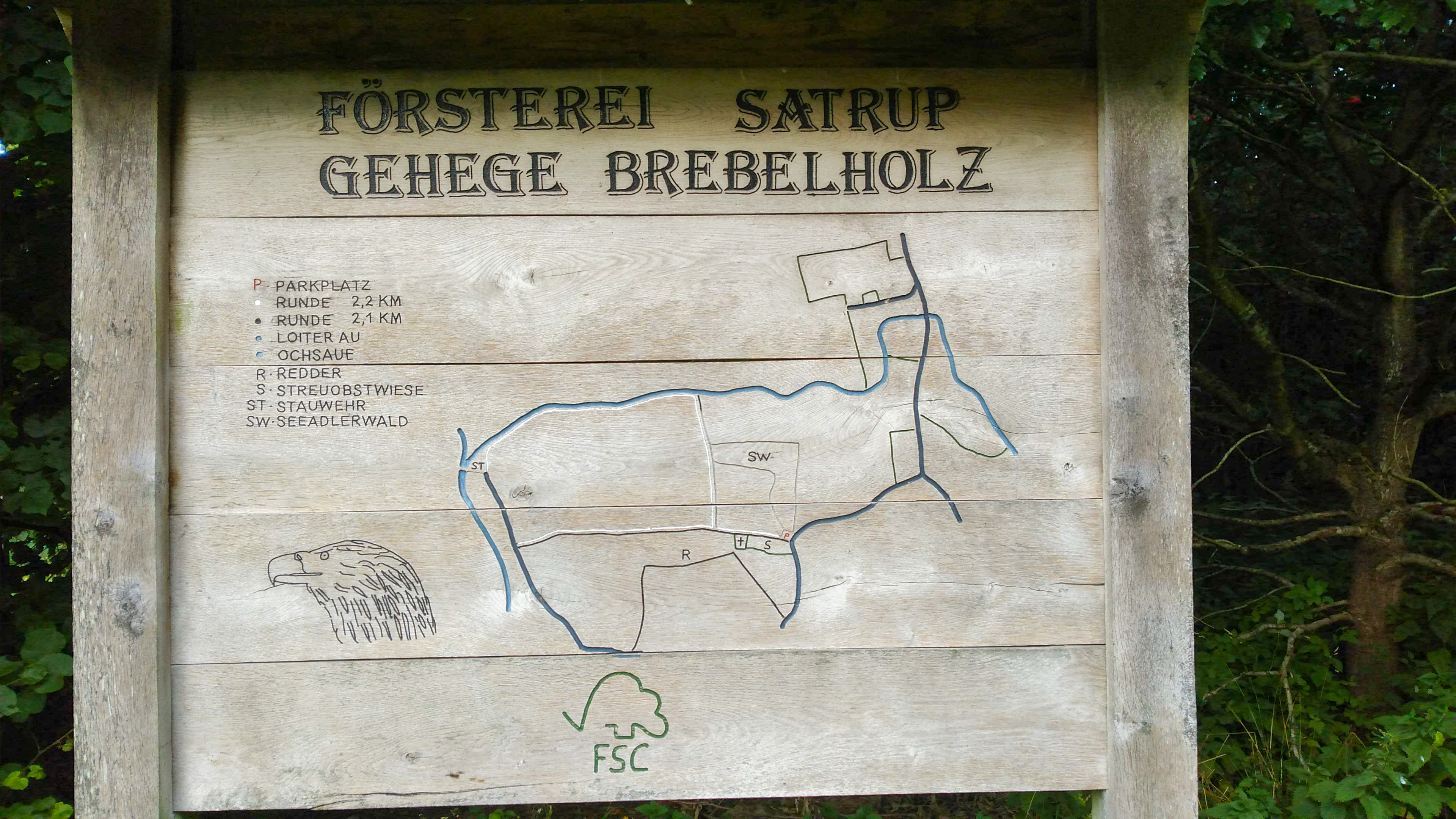
Rundwanderweg im Brebelholz. Nicht mehr nutzbar, da zugewachsen
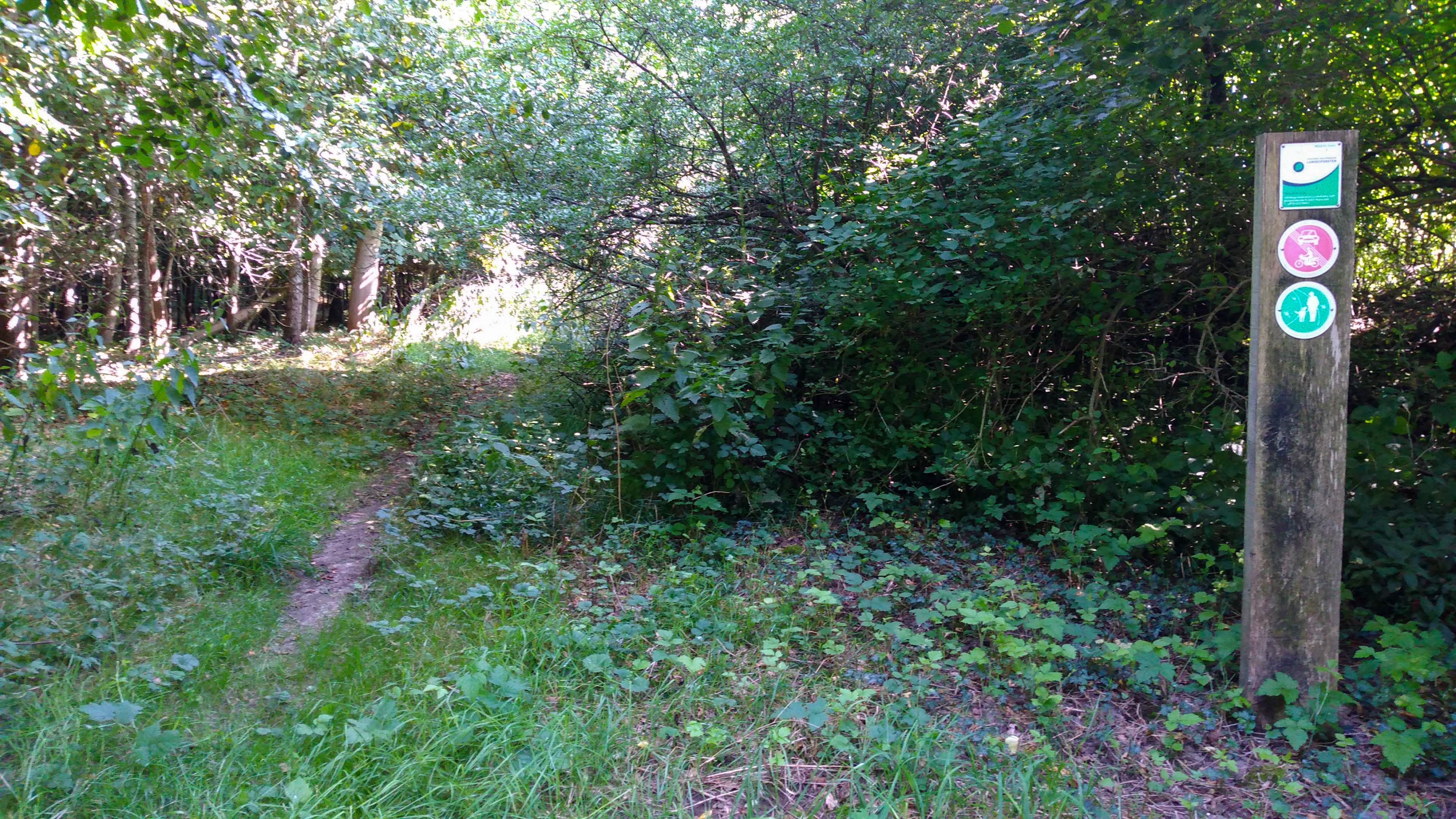
Wanderweg am Westrand des FFH-Teilgebietes Brebelholz
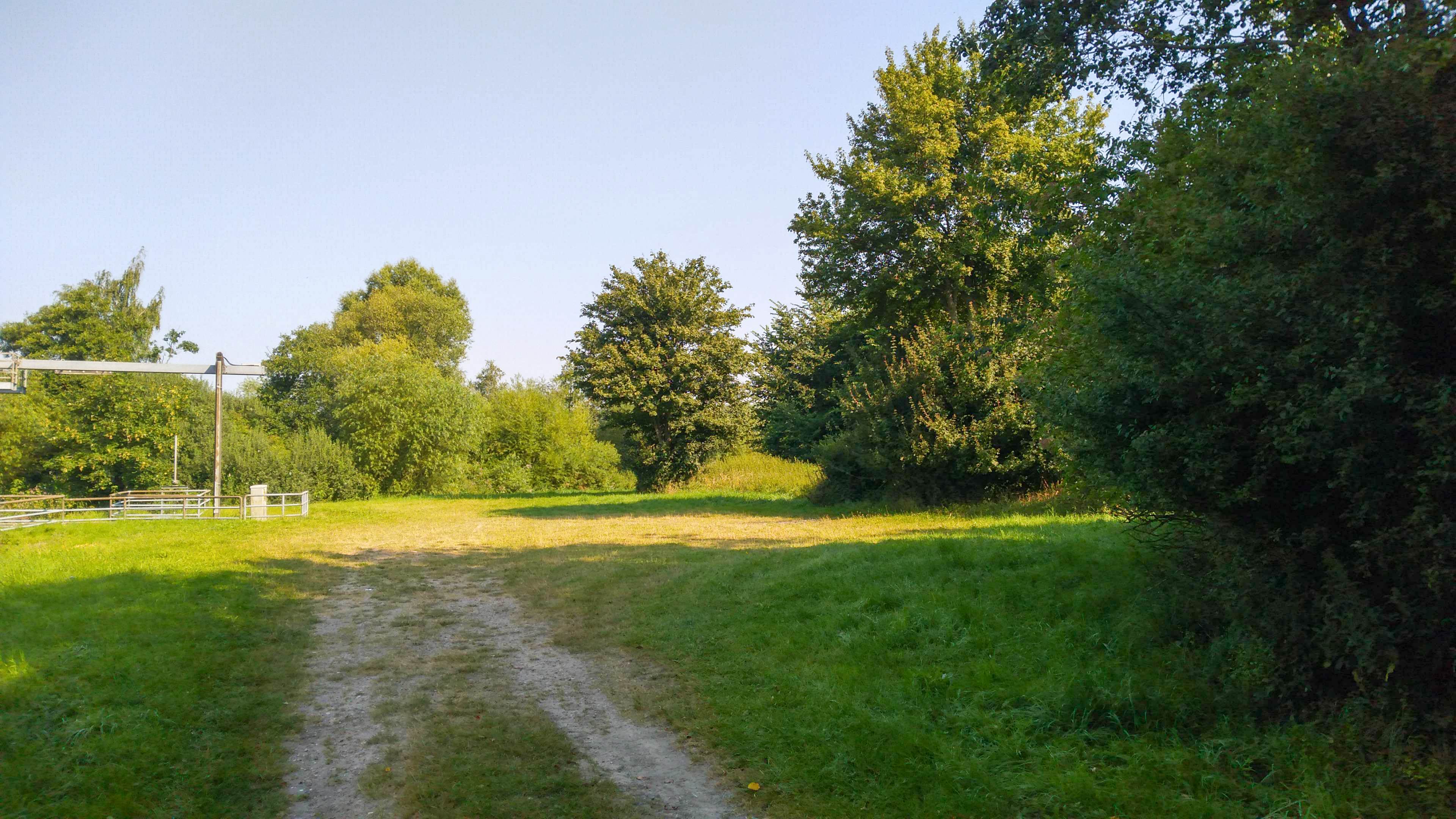
Auweg zum Stauwehr Kreuzau-Bauwerk am Zusammenfluss von Oxbek und Boholzer Au am Westrand des FFH-Teilgebietes Brebelholz
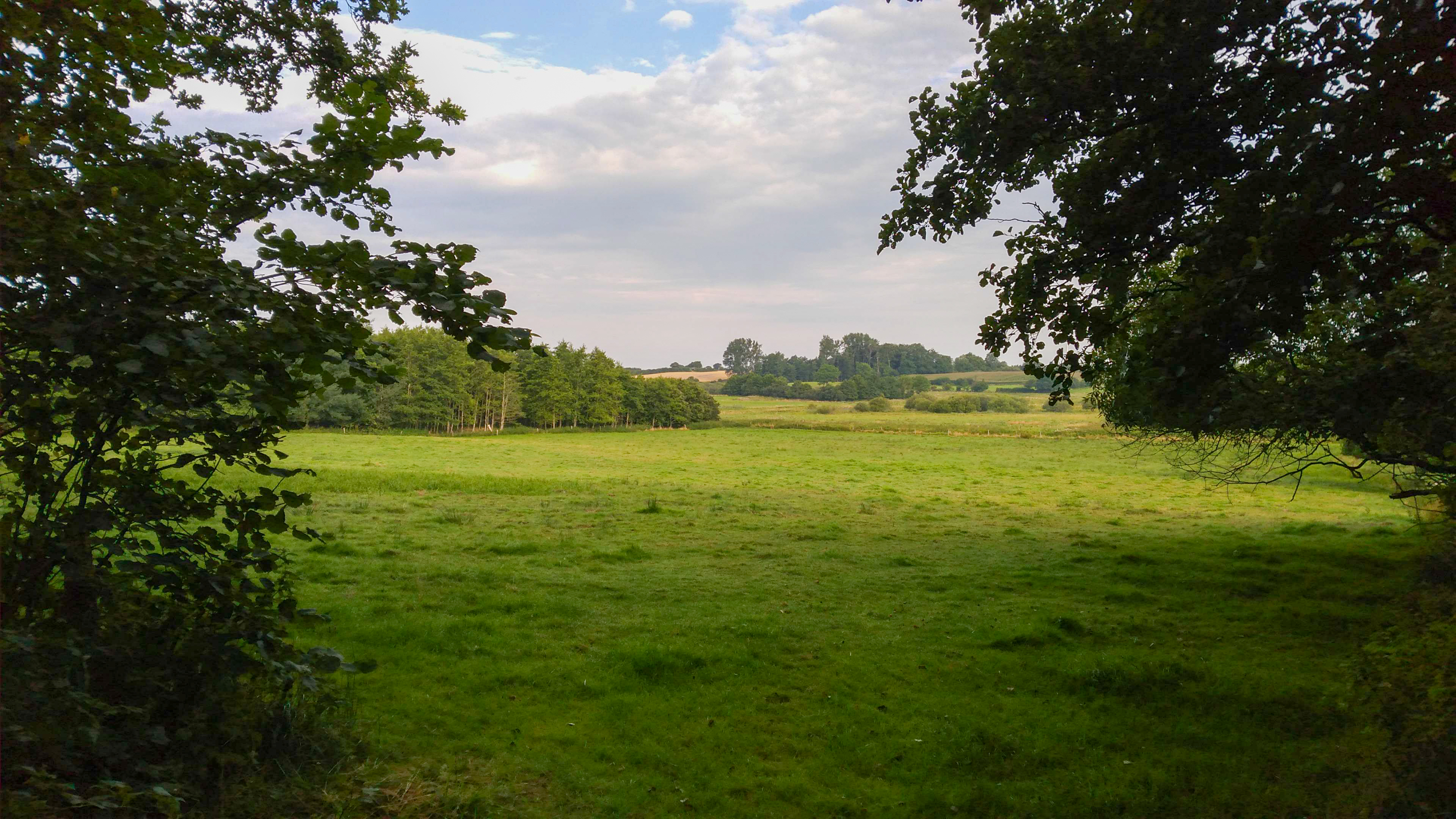
Tal der Oxbek am Brebelholz. Nur ein 50 m breiter Streifen südlich Oxbek gehören zum FFH-Teilgebiet Brebelholz

#### FFH-Erhaltungsgegenstand
Im Teilgebiet 3 befinden sich keine FFH-Lebensraumtypen nach Anhang I der EU-Richtlinie. Als weitere Arten wurden Sumpfdotterblume, Sumpf-Vergissmeinnicht, Wiesen-Schaumkraut, Wiesen-Segge und Waldsimse gesichtet.

#### FFH-Erhaltungsziele
Ohne FFH-Erhaltungsgegenstände gibt es keine FFH-Erhaltungsziele.

#### FFH-Analyse und Bewertung
Die SHLF-Flächen haben einen direkten Einfluss auf den Nährstoffeintrag in das Fließgewässersystem der Umgebung.

#### FFH-Maßnahmenkatalog
Die Verpachtung der SHLF-Grünflächen erfolgt unter der Auflage der extensiven Nutzung. Für alle Waldgebiete der Schleswig-Holsteinischen Landesforsten gelten in NATURA-2000-Gebieten gesonderte Handlungsgrundsätze. Die Maßnahmen für das Teilgebiet 3 sind in den Maßnahmenblättern 10,11, 18 und 19 festgeschrieben. Darin wird die extensive Nutzung der Weideflächen, die Anpflanzung heimischer Gehölze, die Beschattung der Fließgewässer durch geeignete Gehölze zur Förderung der Bildung einer Unterwasservegetation aus flutenden Wasserpflanzen vorgeschlagen. Die Maßnahmen sind zudem in einer Maßnahmenkarte festgehalten.

#### FFH-Erfolgskontrolle und Monitoring der Maßnahmen
Das Monitoring erfolgt in Schleswig-Holstein alle 6 Jahre. Die Ergebnisse des letzten Folgemonitorings wurden im Jahre 2012 durch das beauftragte Planungsbüro Mordhorst-Bretschneider GmbH vorgelegt. Für das Teilgebiet 2 wurden keine signifikanten Veränderungen zur Erstkartierung in 2006 festgestellt. Die Verteilung der Biotop- und Lebensraumtypen sind in je 20 Karten festgehalten.

### SH-FL-Teilgebiet 4 Broholm an der Füsinger Au
Zwischen Gammeltoft und Süderholz liegt am südlichen Ufer der Füsinger Au das SHLF-Waldgebiet Broholm. Der größte Teil liegt in der Gemeinde Schaalby, lediglich am Nordrand liegt ein Teil im Ortsteil Süderholz in der Gemeinde Taarstedt. Das FFH-Teilgebiet hat eine Fläche von 82,6 ha und besteht zum größten Teil aus Waldmeister-Buchenwald. An der Füsinger Au und am Füsinger Moor gibt es kleinere Flächen mit bodensaurem Buchenwald. In dem von der Eiszeit geprägtem hügeligem Gelände verteilen sich in den Senken kleine Sumpfgebiete mit Auwäldern. Das Alter der Bäume beträgt maximal 140 Jahre. Die über 100 Jahre alten Bestände befinden sich im Zentrum des Gebietes. Im Westen ist ein Teil als Naturwald ausgewiesen und damit der forstwirtschaftlichen Nutzung entzogen. Im gesamten Gebiet ist zur Hebung des Grundwasserstandes die Räumung der Entwässerungsgräben eingestellt worden. Das Gebiet kann für Erholungssuchende über vier Zugänge betreten werden. Vom Süden über die Straße Füsingfeld, vom Westen über einen Wanderweg mit einer Brücke über die Füsinger Au und vom Norden über die Straße Süderholz. Im Zentrum befindet sich ein ehemaliger Waldparkplatz mit Sitzmöglichkeiten und Informationstafeln zum Gebiet und ca. 20 m östlich des Durchgangsweges ein Hügelgrab. Am Nordwestrand bei Gammeltoft ist ein Waldgebiet von ca. 3 ha für die Nutzung durch einen Waldkindergarten ausgewiesen. Das FFH-Gebiet ist Teil des Naturparks Schlei.

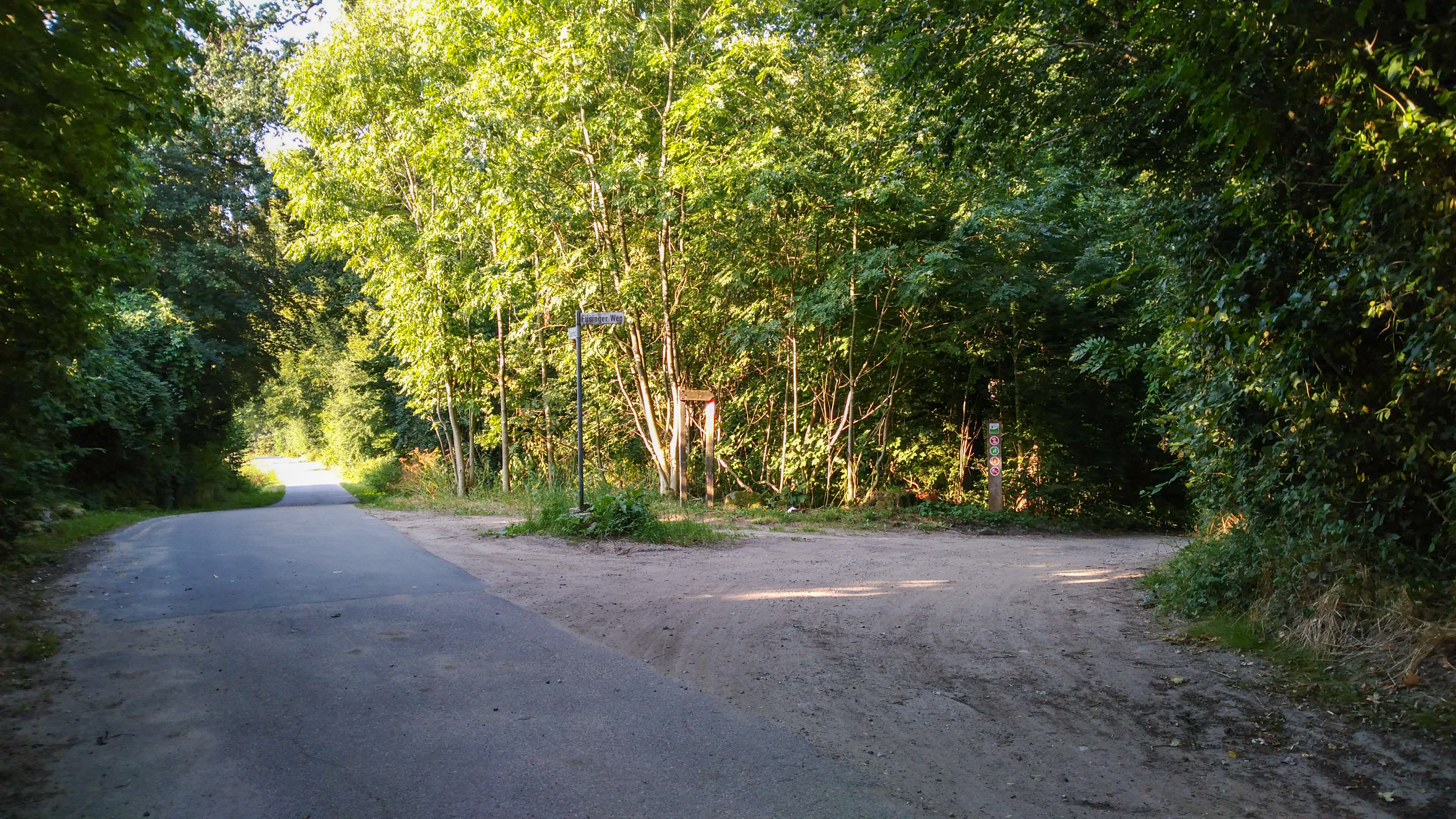
Nordzugang zum FFH-Teilgebiet Broholm
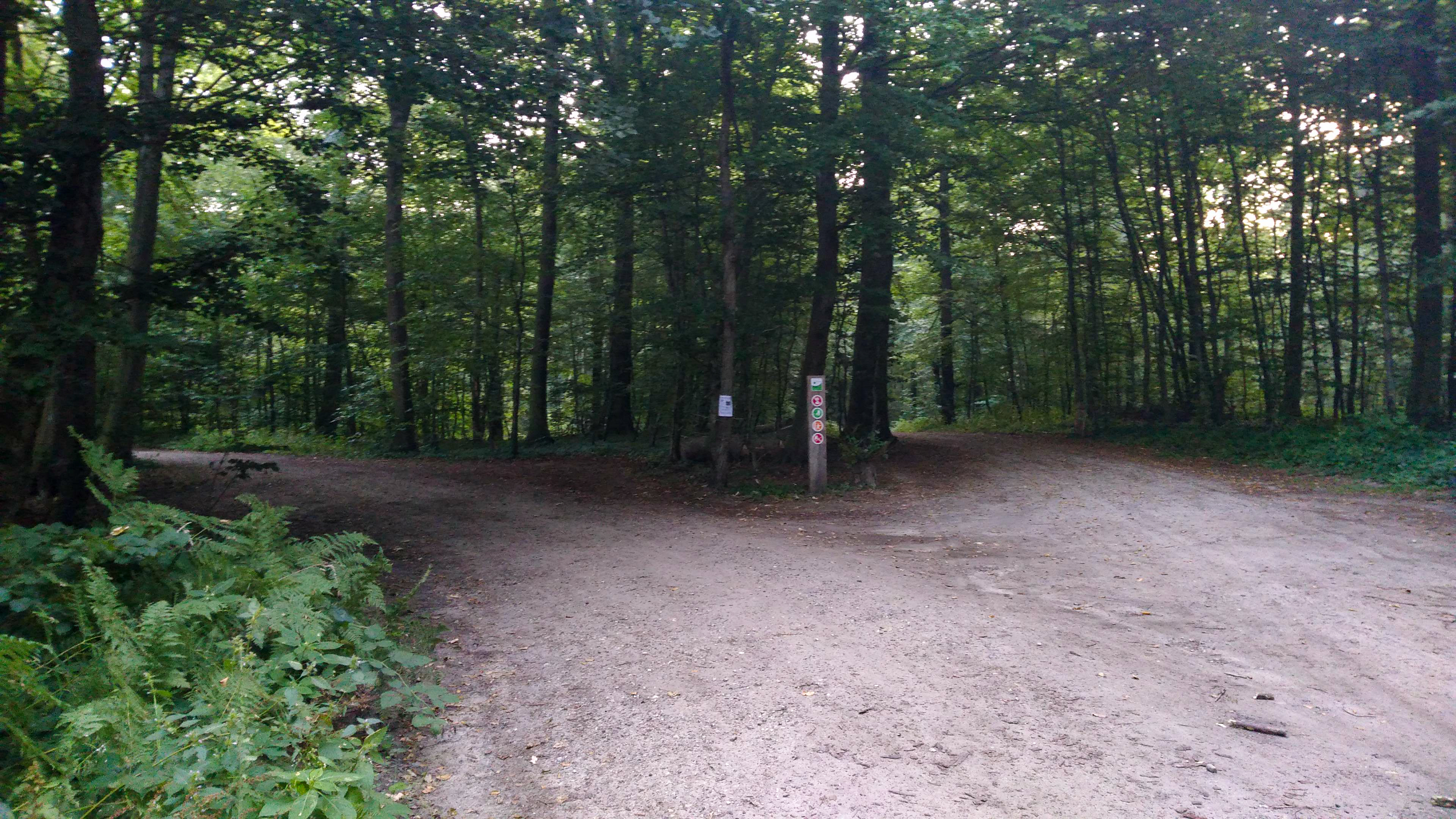
Südzugang zum FFH-Teilgebiet Broholm
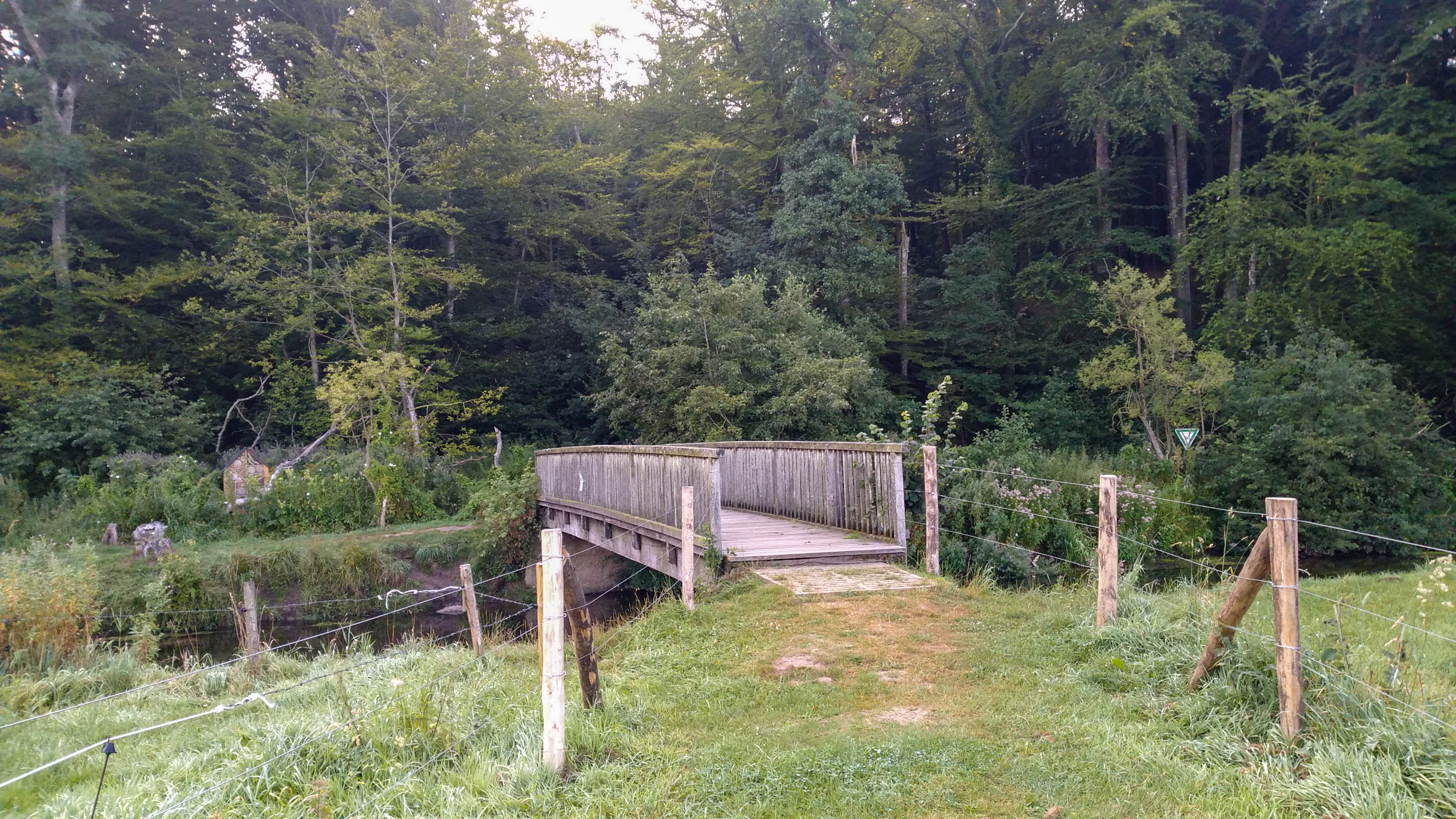
Nordwestzugang zum FFH-Teilgebiet Broholm über die Brücke der Füsinger Au
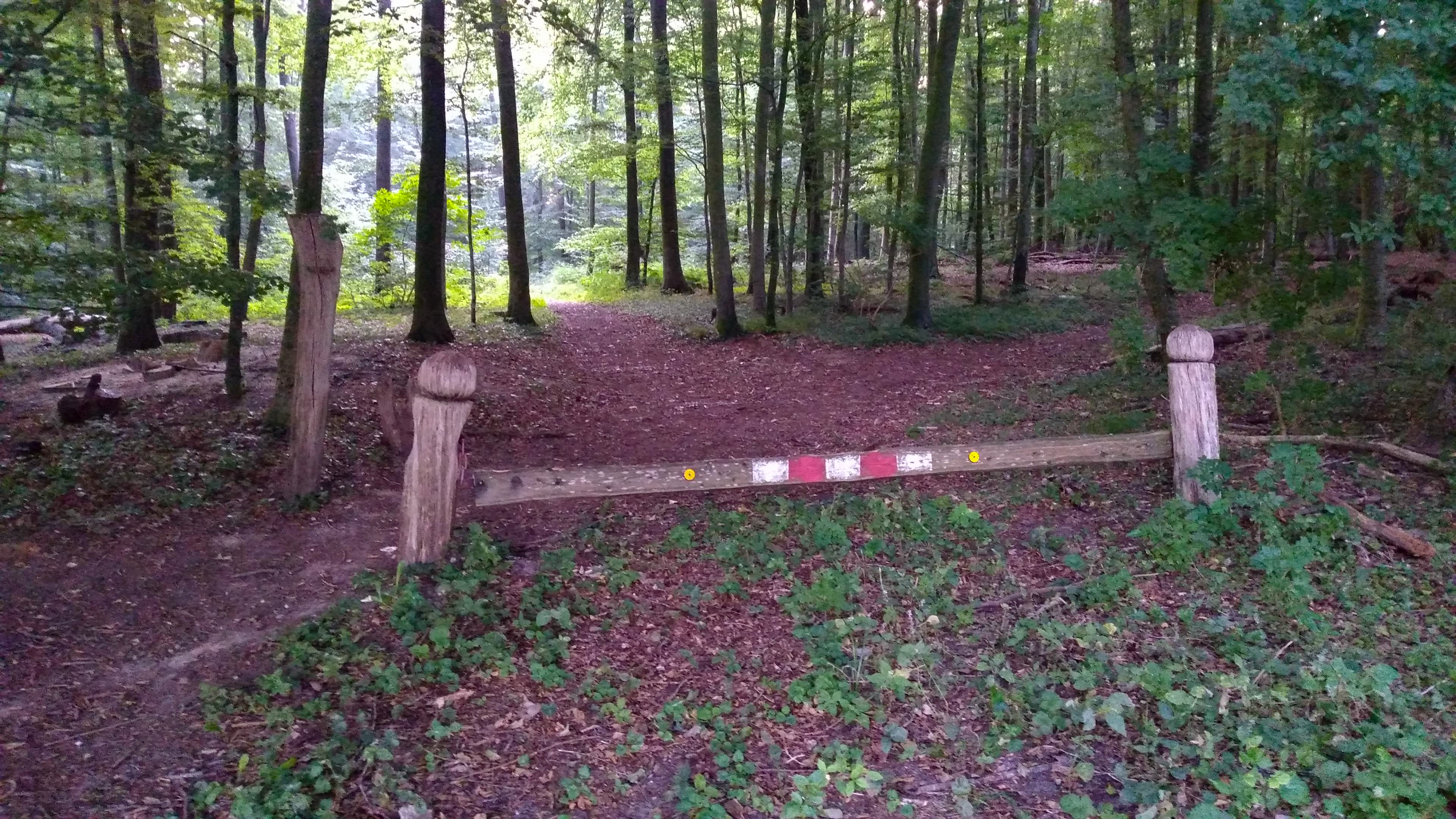
Südwestzugang zum FFH-Teilgebiet Broholm am Waldkindergarten
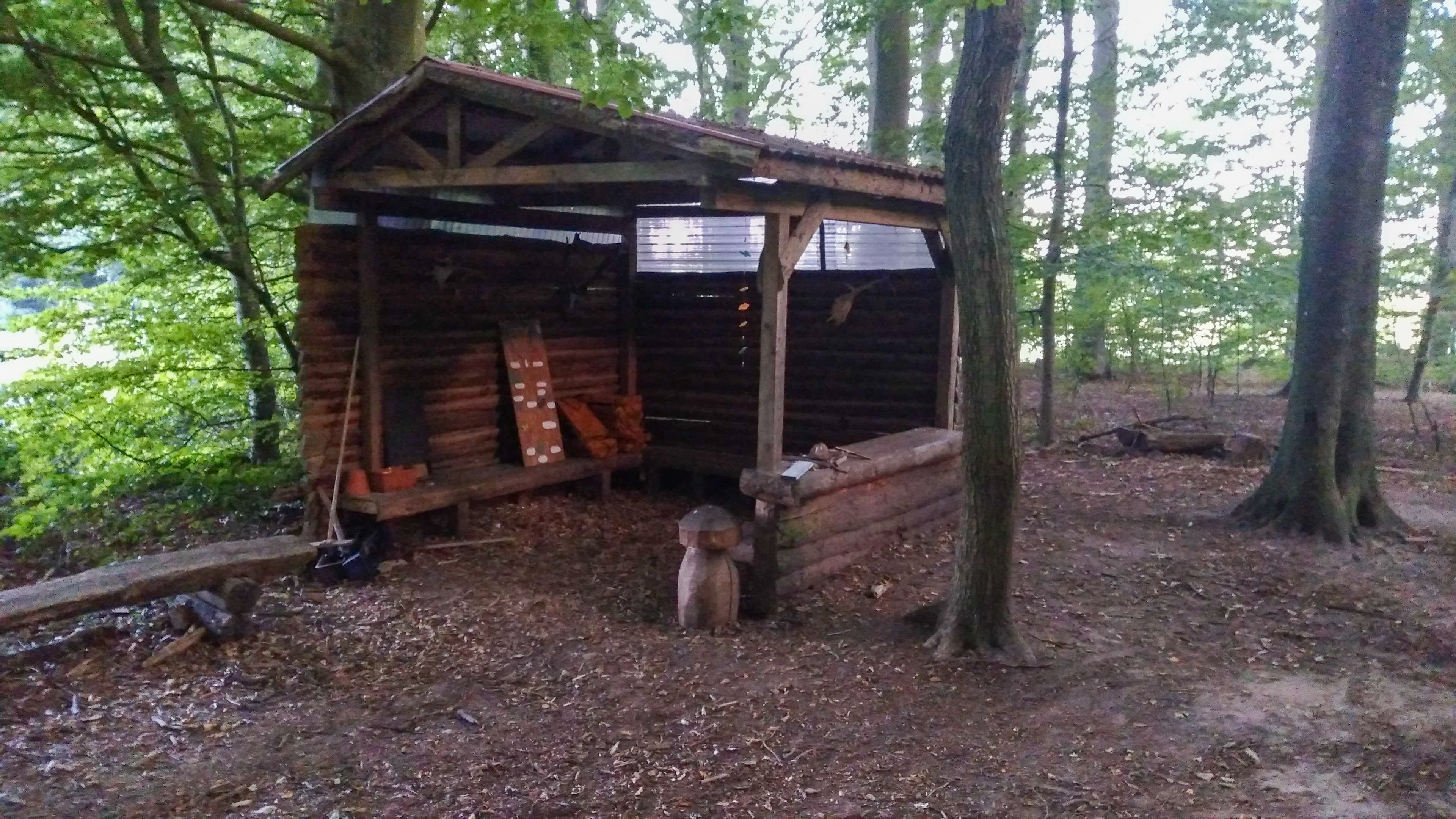
Schutzhütte des Waldkindergartens im FFH-Teilgebiet Broholmam
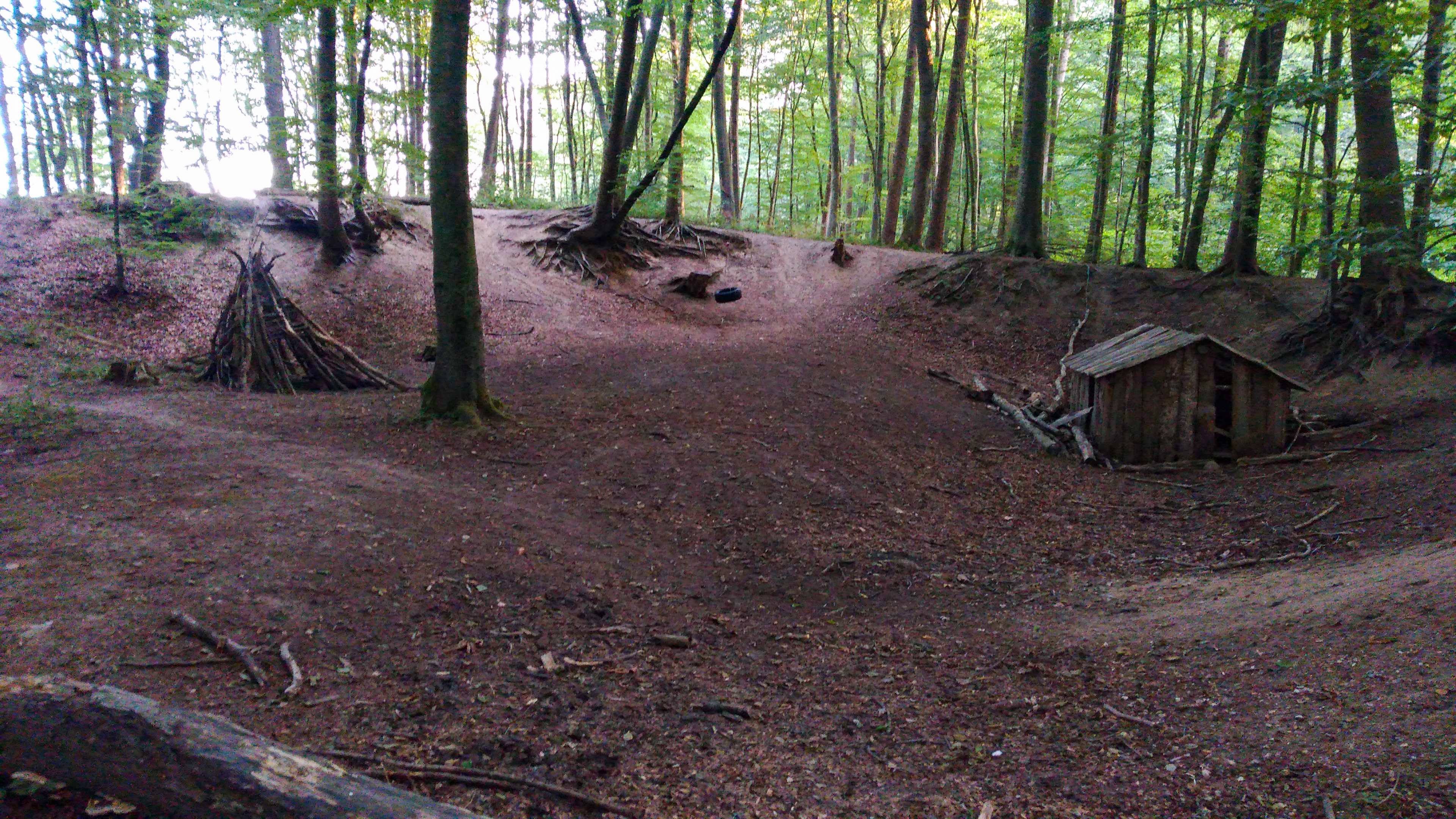
Abenteuerspielplatz des Waldkindergartens im FFH-Teilgebiet Broholm
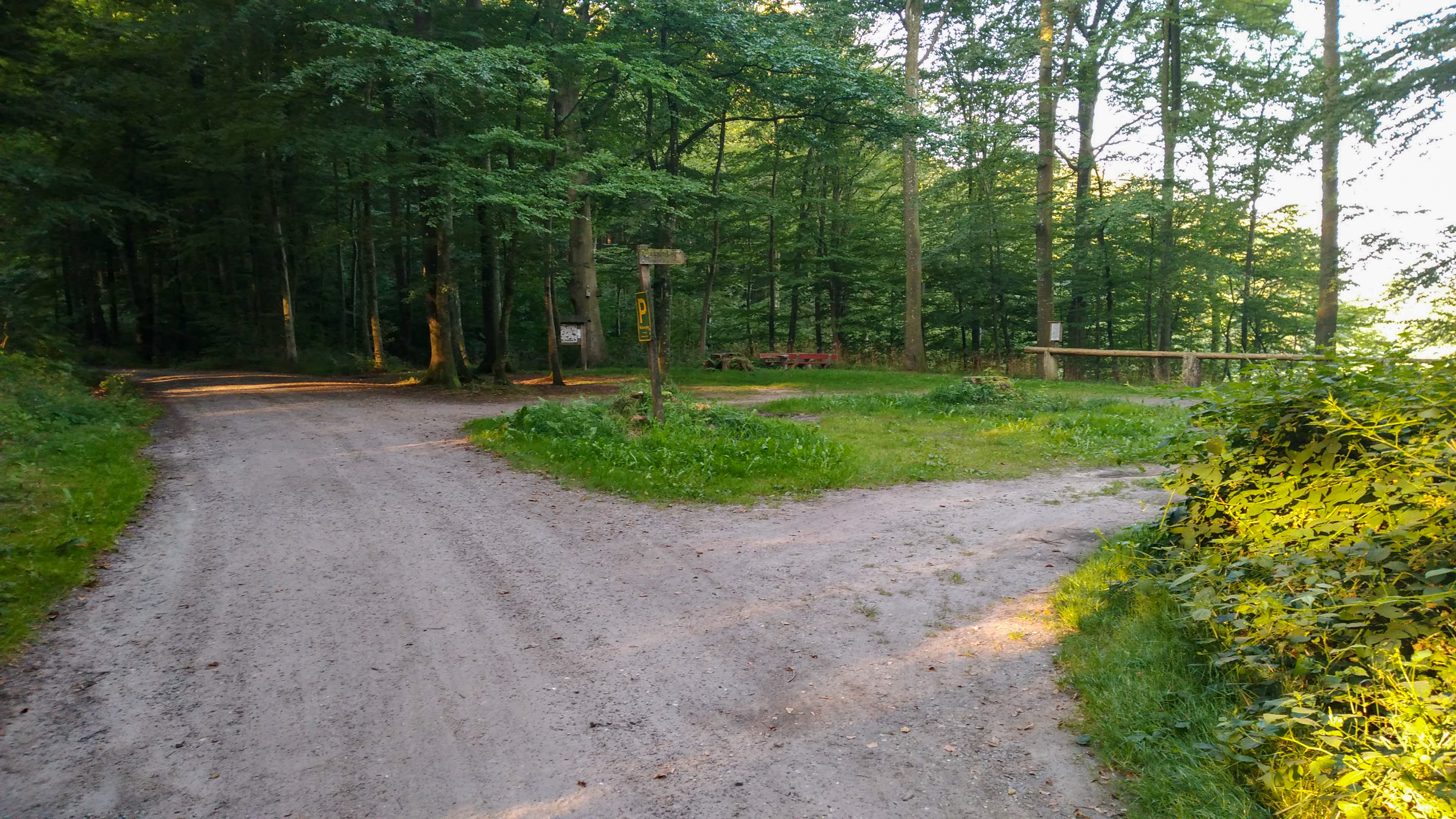
Ehemaliger Waldparkplatz im FFH-Teilgebiet Broholm
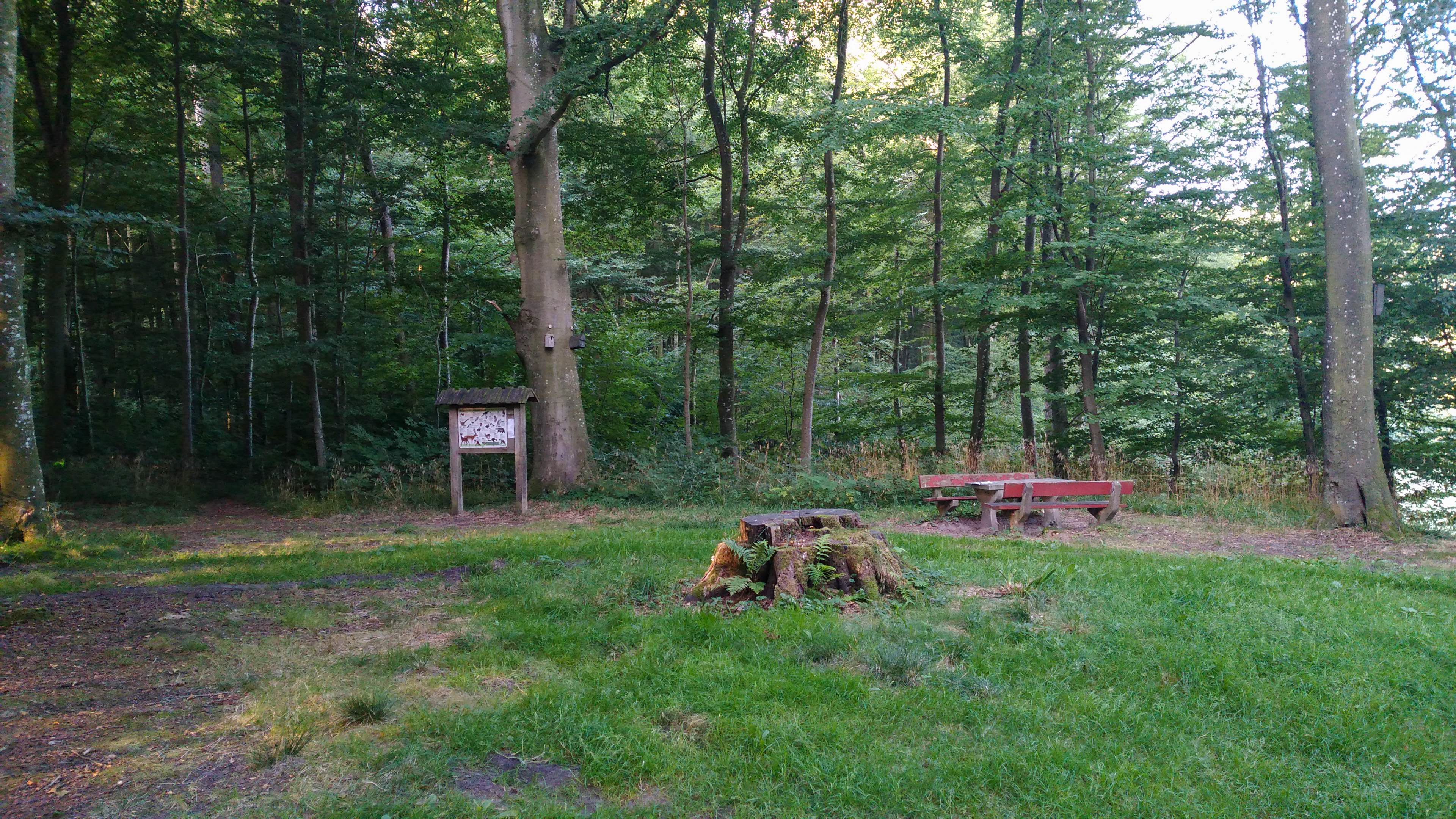
Rastplatz am ehemaligen Waldparkplatz im FFH-Teilgebiet Broholm
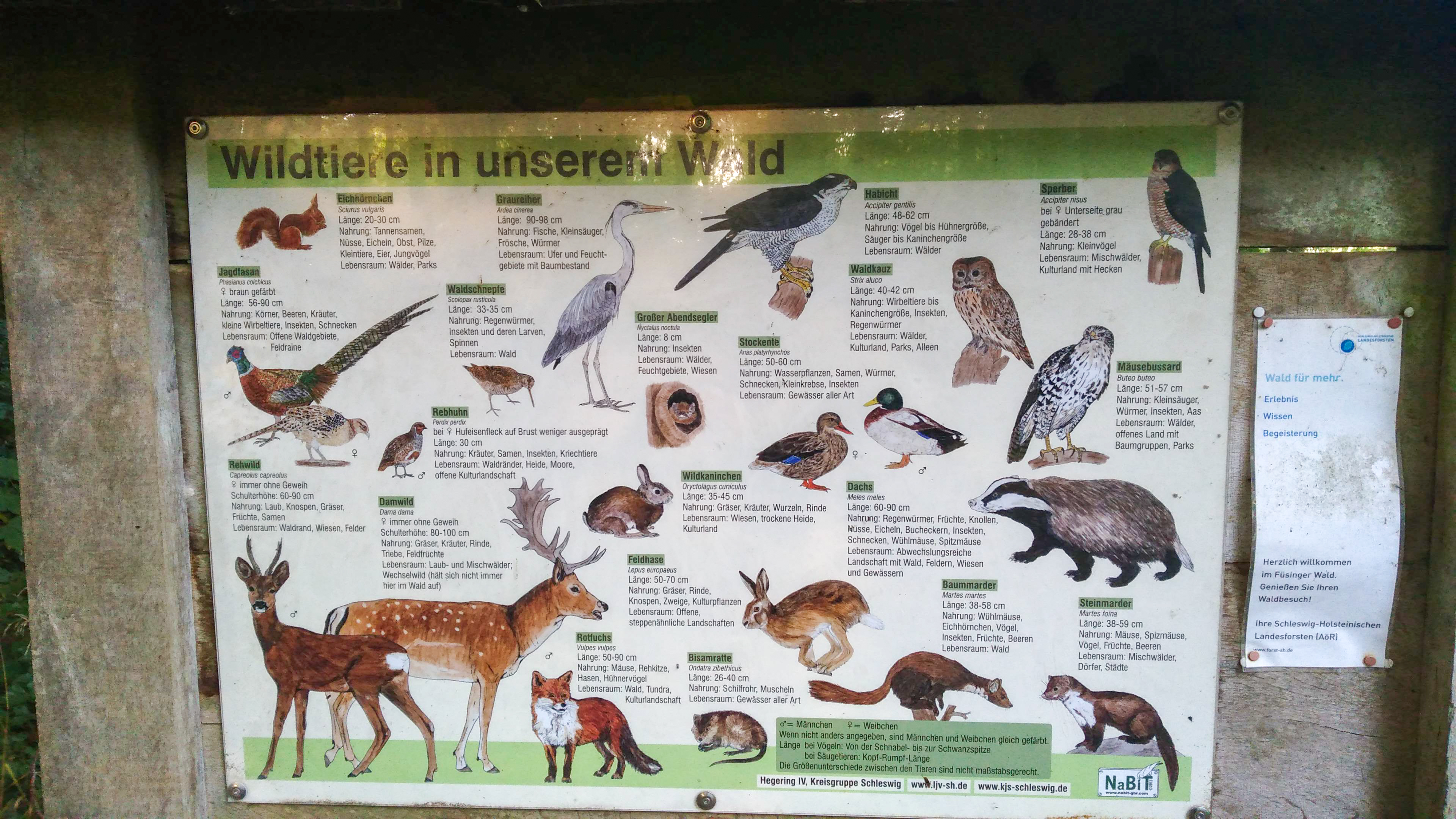
Infotafel zu den Tieren im FFH-Teilgebiet Broholm
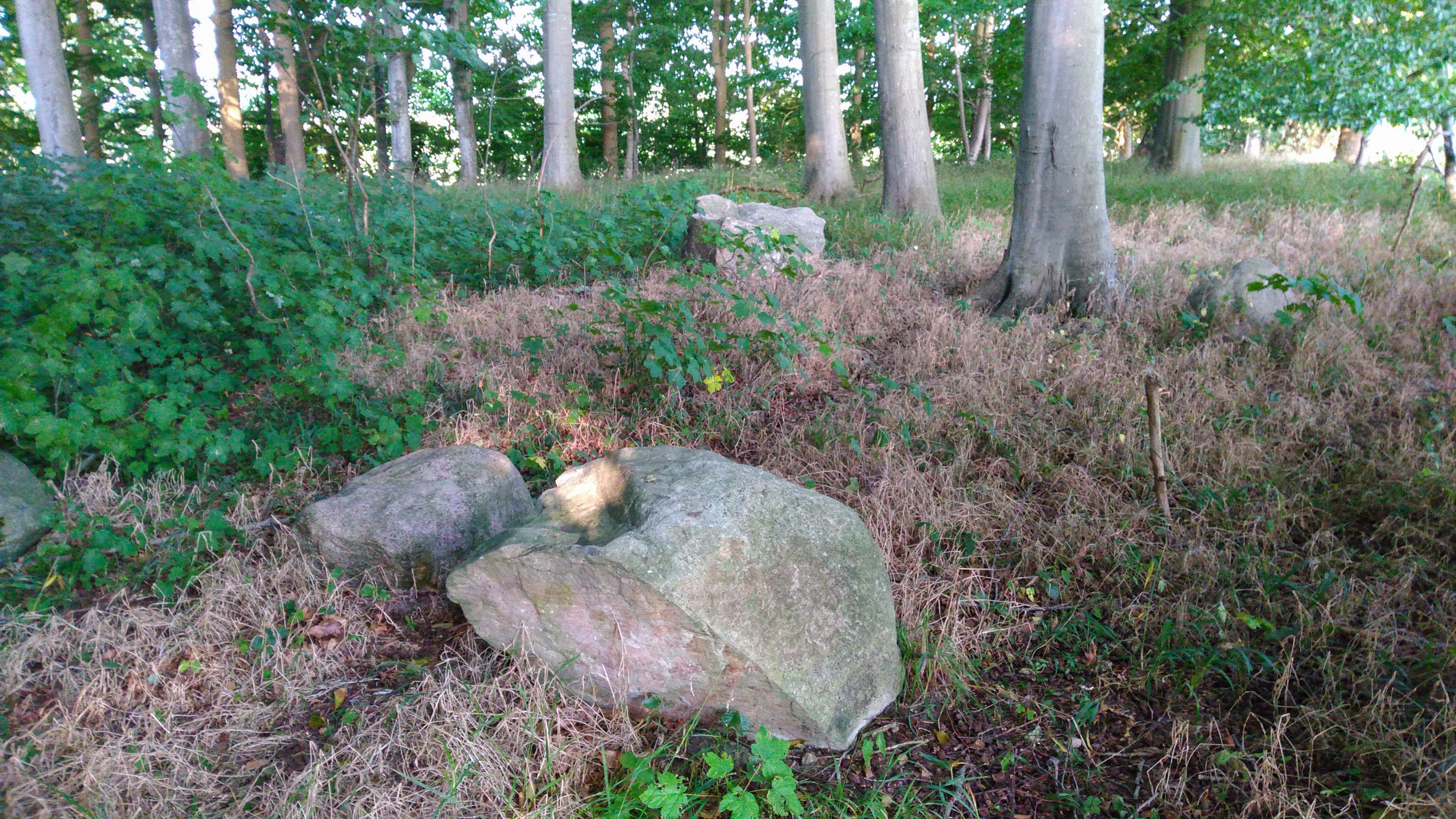
Reste eines Großsteingrabes am Nordrand des FFH-Teilgebietes Broholm
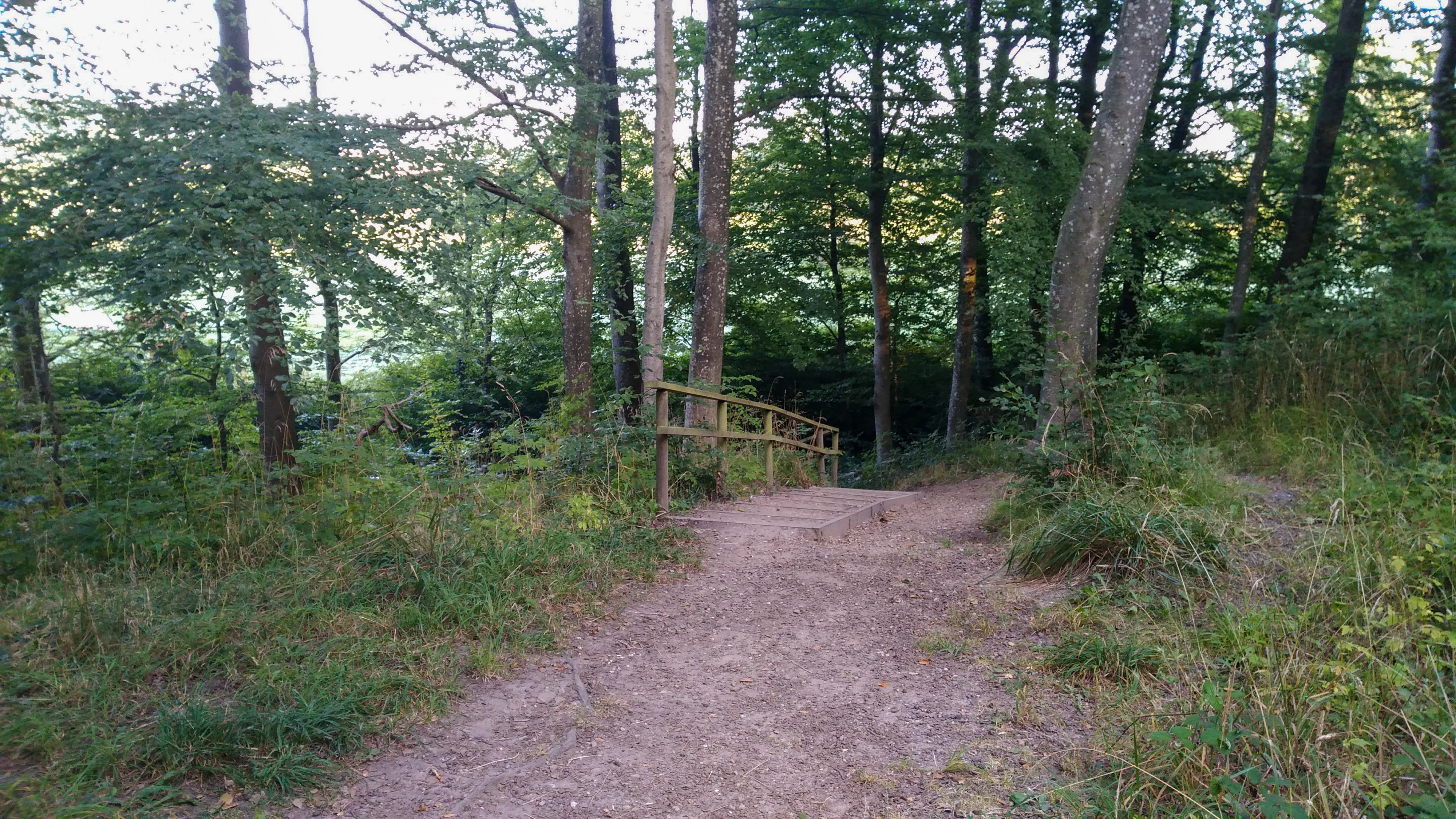
Treppe vom ehemaligen Waldparkplatz zur Brücke über die Füsinger Au im FFH-Teilgebiet Broholm
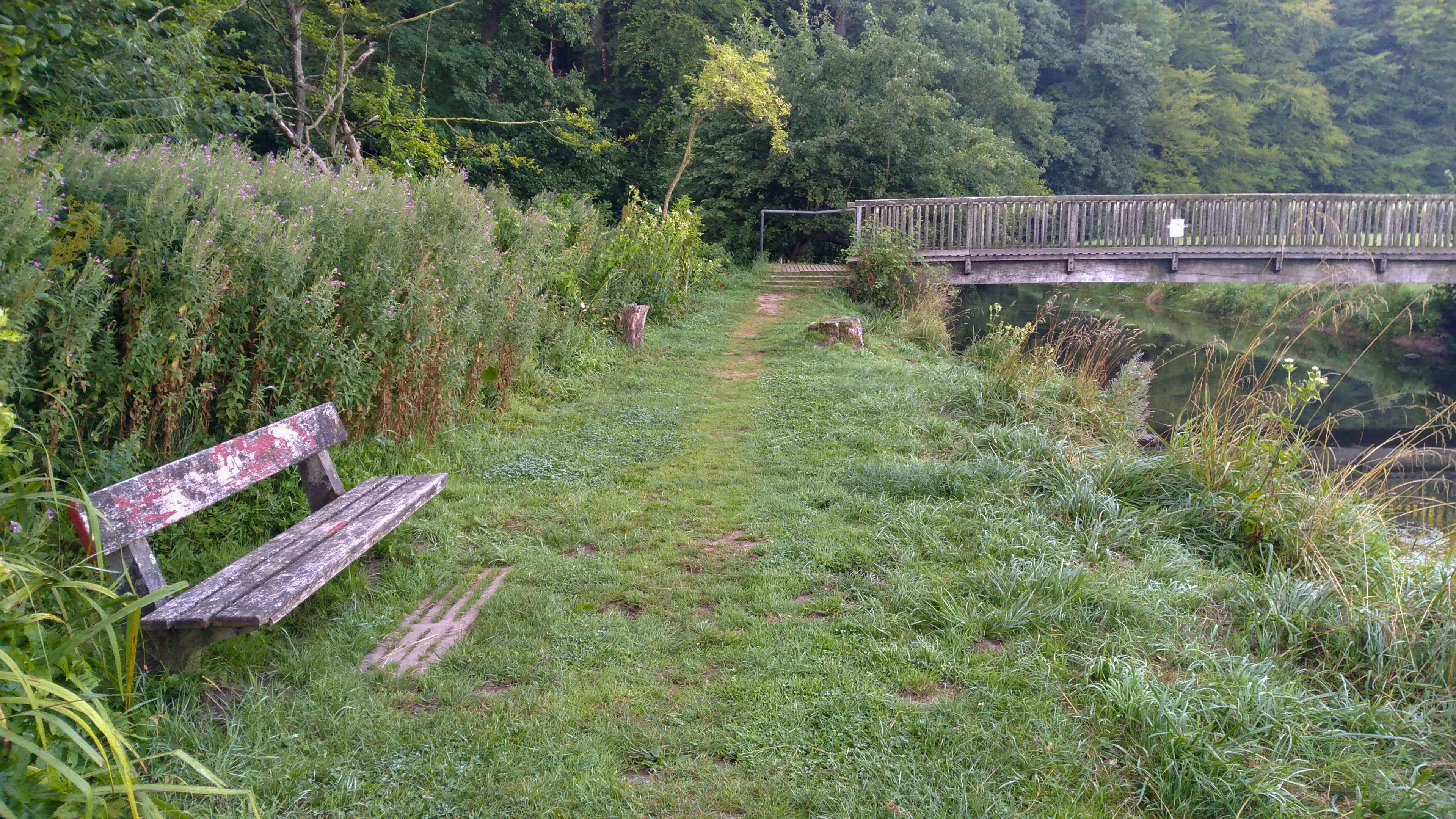
Wanderweg im FFH-Teilgebiet Broholm über die Füsinger Au nach Scholderup
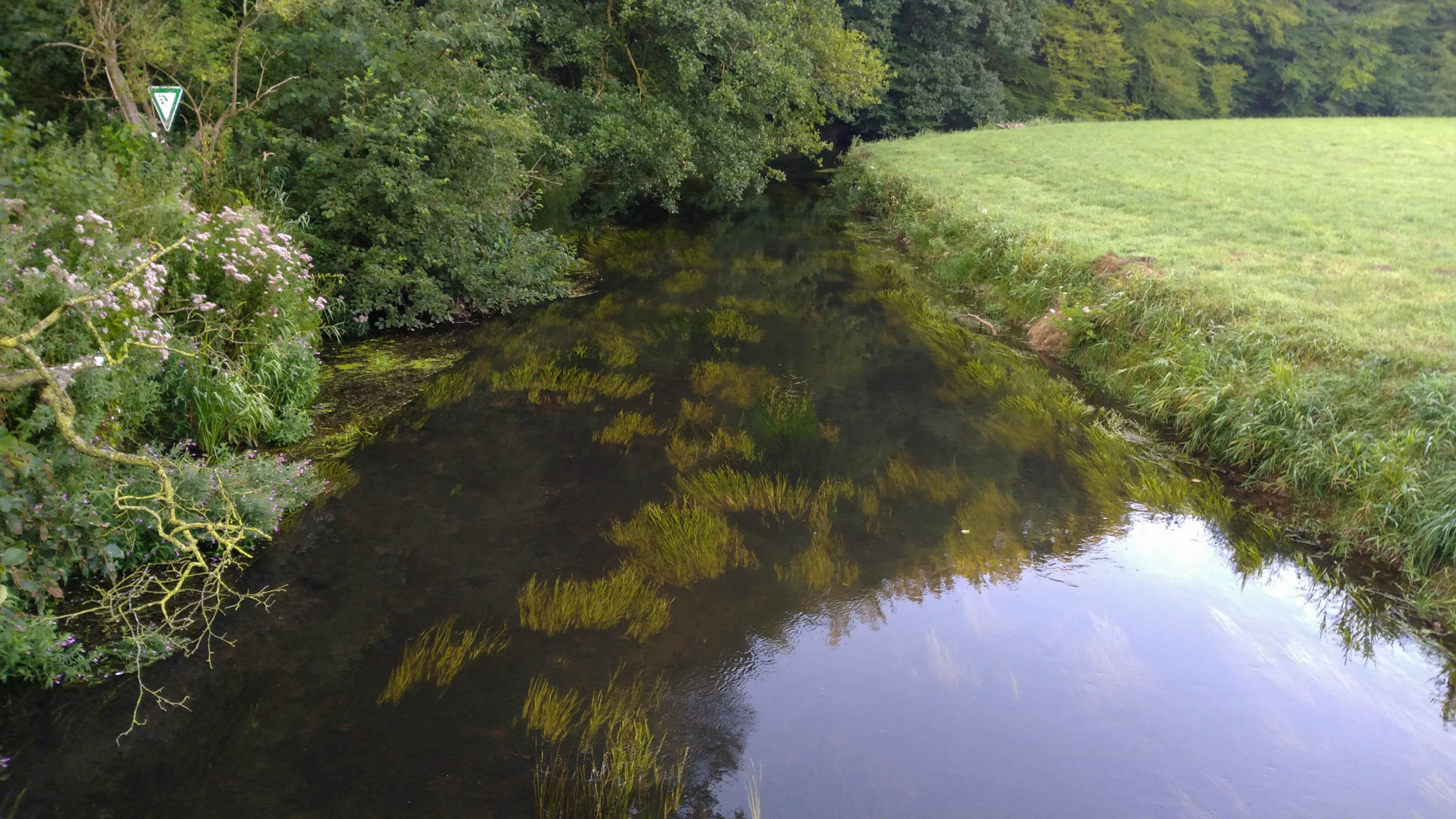
Unterwasservegetation der Füsinger Au im FFH-Teilgebiet Broholm
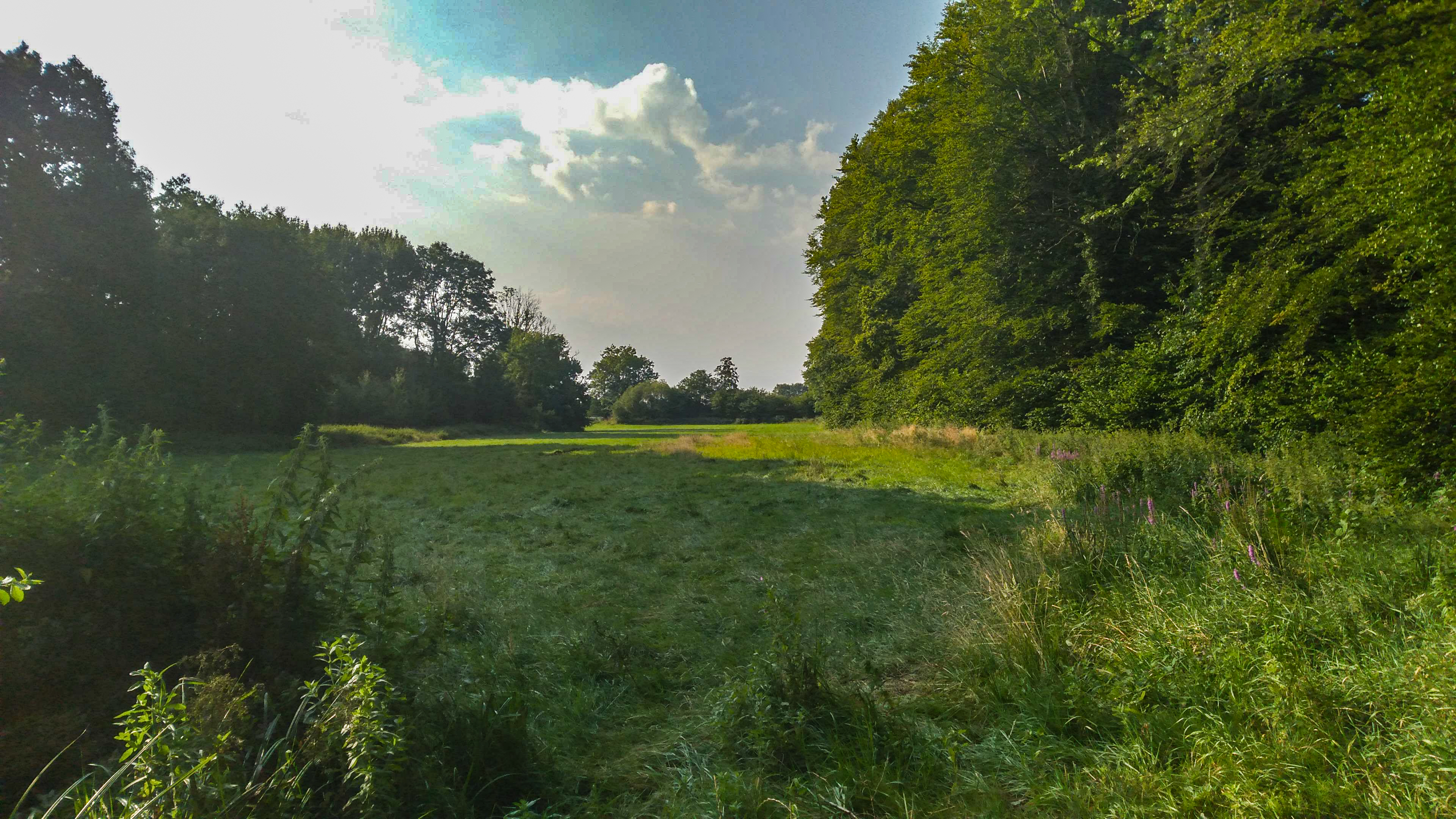
Weide am Südostrand des FFH-Teilgebietes Broholm

#### FFH-Erhaltungsgegenstand
Im ersten Standard-Datenbogen vom Juni 2004 sind für das Teilgebiet 4 Broholm an der Füsinger Au folgende FFH-Lebensraumtypen und Arten der Umweltbehörde der Europäischen Union gemeldet worden (gebräuchliche Kurzbezeichnung (BfN)):
FFH-Lebensraumtypen nach Anhang I der EU-Richtlinie: (* = Prioritärer Lebensraumtyp)
- 9110 Hainsimsen-Buchenwälder[21]
- 9130 Waldmeister-Buchenwälder[22]

Bei der ersten Folgekartierung im Jahre 2009 sind folgender FFH-Lebensraumtypen dazu gekommen:
- 7220* Kalktuffquellen[46]
- 91E0* Erlen-Eschen- und Weichholzauenwälder[47]

FFH-Arten nach Anhang II und/oder IV FFH-Richtlinie innerhalb des Teilgebietes 4:
- Abendsegler (Nyctalus noctula)
- Rauhhautfledermaus (Pipistrellus nathusii)

Daneben wurden unter als „Weitere Arten und Biotope“ im Teilgebiet 4 folgende Vogel- und Fledermausarten gemeldet:
Seeadler, Uhu, Schwarzspecht, Teichfledermaus und Mückenfledermaus

#### FFH-Erhaltungsziele
Für das Teilgebiet 4 wurden im Managementplan keine gesonderten FFH-Erhaltungsziele festgelegt. Das Gebiet enthält eine Vielzahl von gesetzlich geschützten Biotopen.

#### FFH-Analyse und Bewertung
Das Teilgebiet 4 entspricht in weiten Teilen einem naturnahen Wald mit vielen Feuchtbiotopen. Der Anteil alter Bäume und Totholz ist allerdings gering. Der Waldparkplatz mitten im Wald ist nicht mehr nutzbar, da die Zufahrtsstraßen mit Fahrverbotsschildern versehen wurden. Am Waldkindergarten und im Süden am Ende der Straße Füsingfeld kann man parken.

#### FFH-Maßnahmenkatalog
Für alle Waldgebiete der Schleswig-Holsteinischen Landesforsten gelten in NATURA-2000-Gebieten gesonderte Handlungsgrundsätze. Die Maßnahmen für das Teilgebiet 4 sind in den Maßnahmenblättern 12–14 und 20–22 festgeschrieben, und in einer Maßnahmenkarte dokumentiert.

#### FFH-Erfolgskontrolle und Monitoring der Maßnahmen
Das Monitoring erfolgt in Schleswig-Holstein alle 6 Jahre. Die Ergebnisse des letzten Folgemonitorings wurden im Jahre 2012 durch das beauftragte Planungsbüro Mordhorst-Bretschneider GmbH vorgelegt. Für das Teilgebiet 4 Broholm wurden keine signifikanten Veränderungen zur Erstkartierung in 2006 festgestellt. Die Verteilung der Biotop- und Lebensraumtypen sind in je 20 Karten festgehalten.

## Managementplan „FFH-Teilgebiet Fließgewässer“
Das FFH-Gebiet wird unter der Nr. 140 im Bewirtschaftungsplan nach Art. 13 der Richtlinie 2000/60/EG für die Flussgebietseinheit Schlei/Trave mit dem Code DE_PH_1324-391 gelistet. Der Wasserkörper „Zulauf zum Langsee“ (Wasserkörper-Code sl_04) wird als „natürlich“ eingestuft. Er besteht im Wesentlichen aus dem Ablauf des Idstedter Sees im Nordwesten und dem Zufluss aus den Königsdammwiesen im Südwesten. Während der Ablauf des Langsees, die Wellspanger Au (Wasserkörper-Code sl__09_b), als „natürlich“ eingestuft wird, wird die Oxbek (Wasserkörper-Code sl_09_a) als zweiter Quellflluß der Loiter Au als „erheblich verändert“ eingestuft. Das gilt dann im weiteren Verlauf auch für den Oberlauf der Loiter Au (Wasserkörper-Code sl_10_b). Hingegen wird der Unterlauf der Loiter Au (Wasserkörper-Code sl_10_a), die Füsinger Au, wieder als „natürlich“ bewertet. Der Managementplan für das FFH-Teilgebiet Fließgewässer wurde am 21. Dezember 2017 vom Ministerium für Energiewende, Landwirtschaft, Umwelt, Natur und Digitalisierung (MELUND) veröffentlicht. Das Teilgebiet hat eine Größe von 784 ha. Zentraler Punkt des Fließgewässersystems ist das Kreuzau-Bauwerk am Westrand des Geheges Brebelholz. Es ist ein Stauwehr mit Fischtreppe und automatischem Rechen zur Beseitigung von schwimmenden Pflanzenresten, insbesondere Mahd aus den Uferbereichen der beiden oberläufigen Flüssen Boholzer Au und Oxbek. Ab hier heißt der Fluss, der in Richtung Süden zur Schlei fließt, Loiter Au.

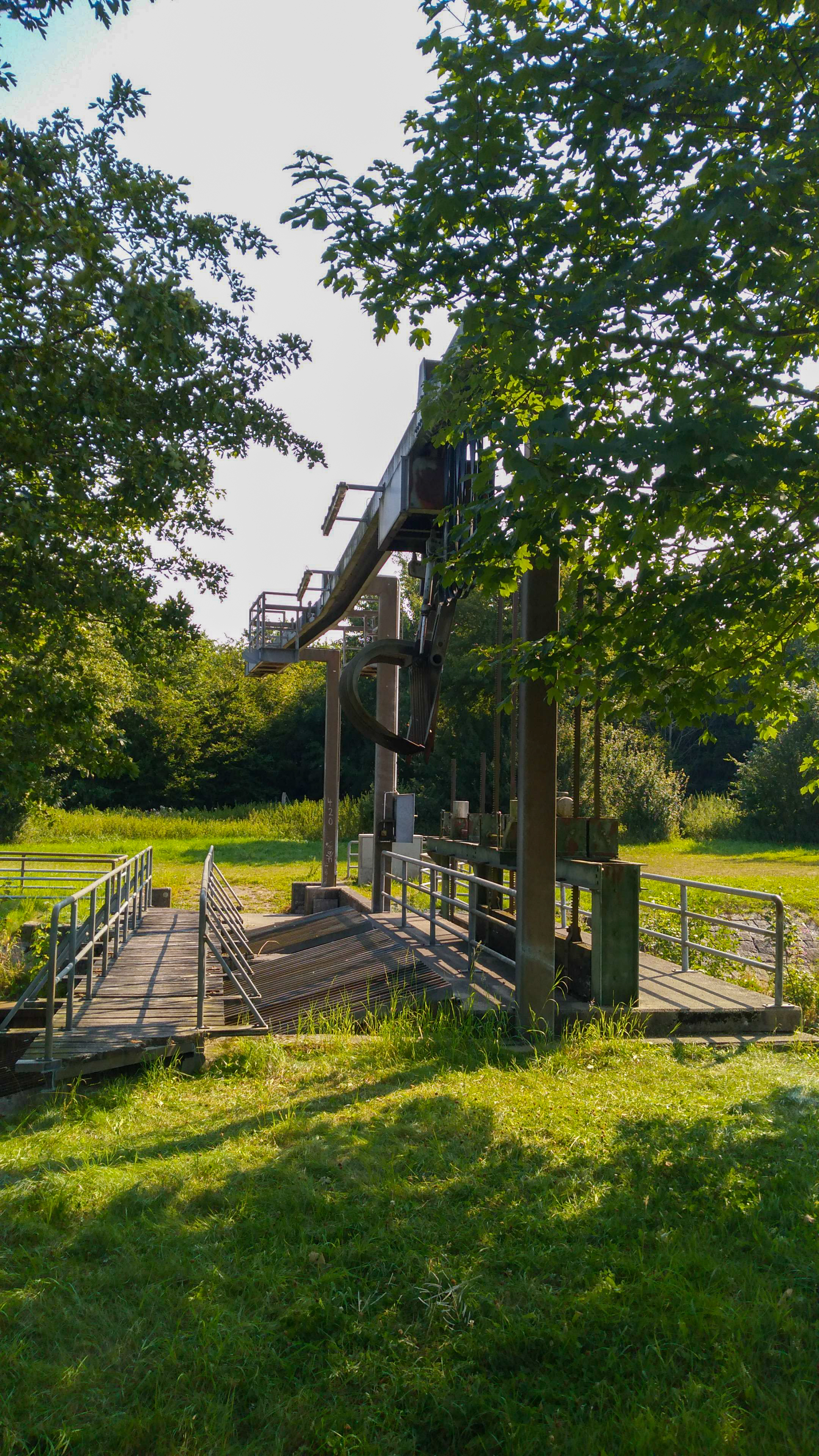
Stauwehr Kreuzau-Bauwerk am Zusammenfluss von Boholzer Au und Oxbek im FFH-Teilgebiet Fließgewässer
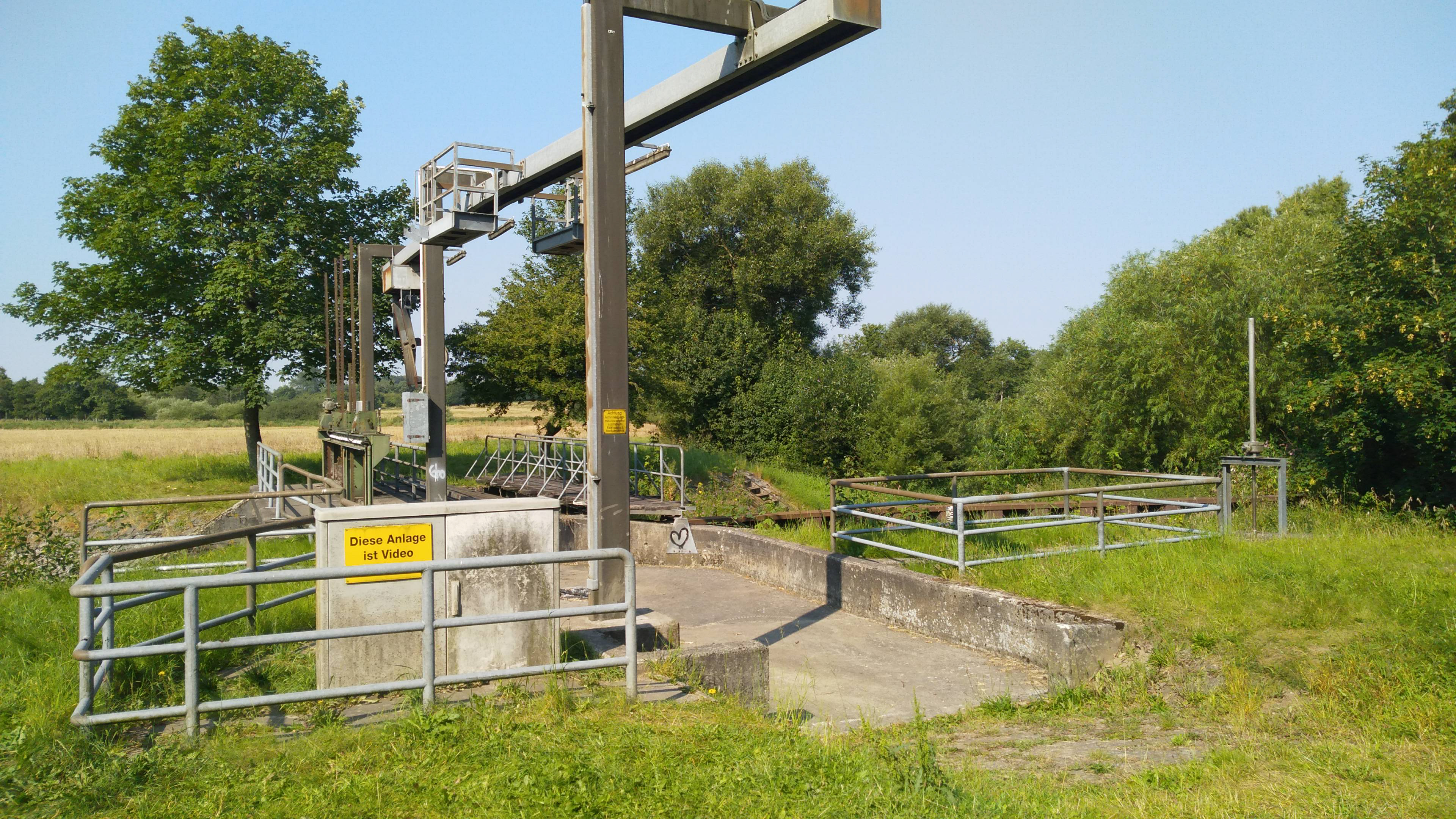
Stauwehr Kreuzau-Bauwerk am Zusammenfluss von Boholzer Au und Oxbek im Zentrum des FFH-Teilgebietes Fließgewässer
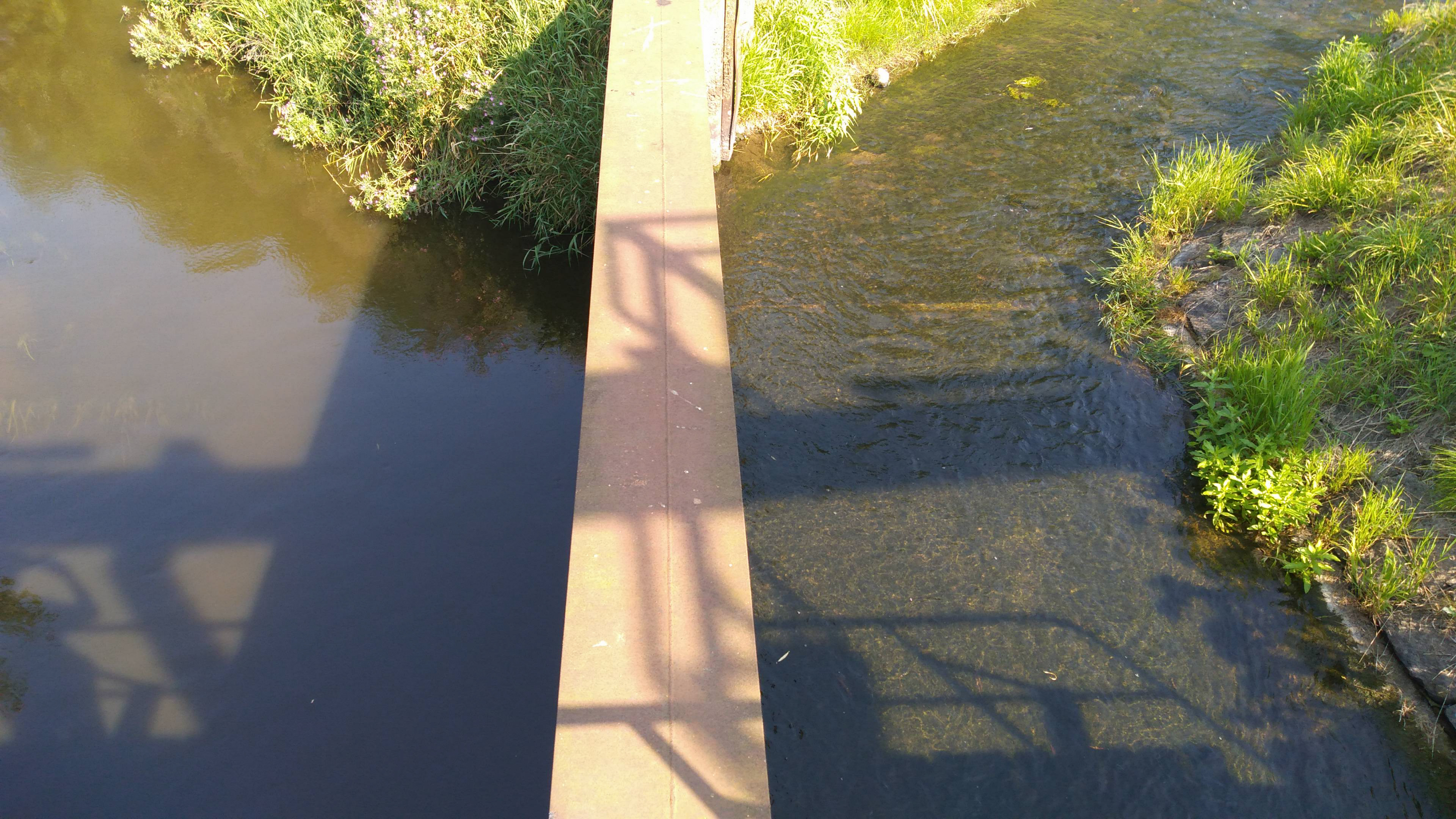
Der Zusammenfluss von Boholzer Au (links) und Oxbek (rechts) wird zur Loiter Au im FFH-Teilgebiet Fließgewässer
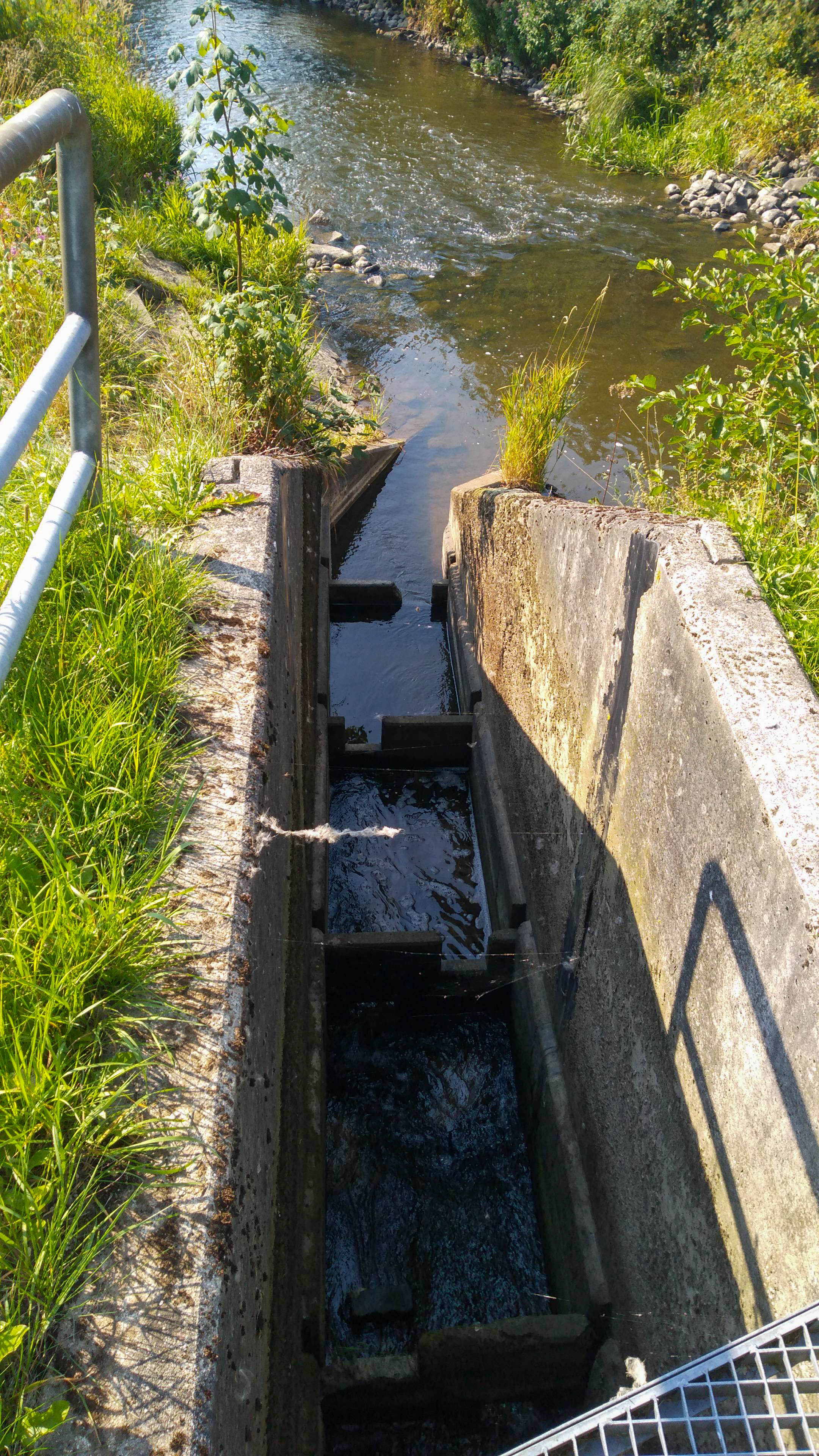
Fischtreppe am Kreuzau-Bauwerk im FFH-Teilgebiet Fließgewässer
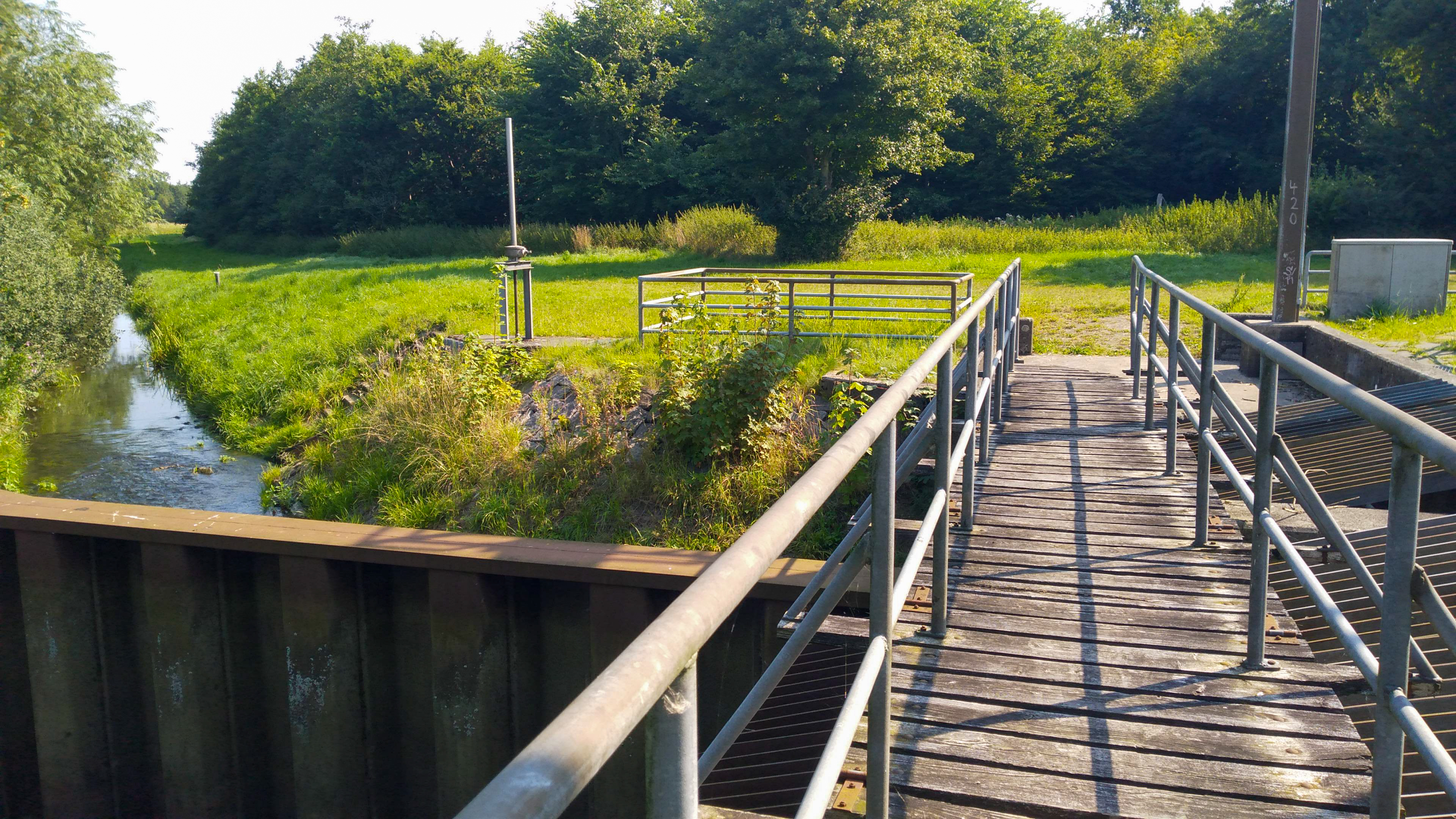
Fußgängerbrücke über das Stauwehr Kreuzau-Bauwerk im FFH-Teilgebiet Fließgewässer

### FFH-Erhaltungsgegenstand
Im „FFH-Teilgebiet Fließgewässer“ kommen folgende gemeldete Lebensraumtypen nach Anhang I FFH-Richtlinie vorː
- 3150 Natürliche und naturnahe nährstoffreiche Stillgewässer mit Laichkraut Froschbiss-Gesellschaften[54]
- 3260 Fließgewässer mit flutender Wasservegetation[55]
- 4030 Trockene Heiden[56]
- 6410 Pfeifengraswiesen[57]
- 6430 Feuchte Hochstaudenfluren[58]
- 6510 Magere Flachland-Mähwiesen[59]
- 7140 Übergangs- und Schwingrasenmoore[60]
- 7220* Kalktuffquellen[61]
- 9110 Hainsimsen-Buchenwälder[62]
- 9130 Waldmeister-Buchenwälder[63]
- 9190 Alte bodensaure Eichenwälder auf Sandebenen mit Stieleiche[64]
- 91D0* Moorwälder[65]
- 91E0* Erlen-Eschen- und Weichholzauenwälder[66]

Im „FFH-Teilgebiet Fließgewässer“ kommen folgende gemeldete FFH-Arten nach Anhang II und IV FFH-Richtlinie vor:
- 1149 Steinbeißer[67]
- 1096 Bachneunauge[68]
- 1355 Fischotter[69]
- 1166 Kammmolch[70]
- 1016 Bauchige Windelschnecke[71]

Als weitere Arten und Biotope wurden 4 Fledermausarten und der Moorfrosch gemeldet.
In der Flora des Teilgebietes gibt es viele Arten, die in der roten Liste des Landes Schleswig-Holstein geführt werden.
Darunter sind der Flutender Sellerie, der Kleine Wasserschlauch sowie das Knöterich-Laichkraut, die als „vom Aussterben bedroht“ eingestuft werden.
Sieben weitere Arten werden als „stark gefährdet“ gelistet und 29 Arten als „gefährdet“. 33 Arten sind in die „Vorwarnliste“ aufgenommen. Flächenangaben und Erhaltungszustände für die im Teilgebiet vorkommenden FFH-Lebensraumtypen liegen nicht vor.

### FFH-Erhaltungsziele
Von den FFH-Erhaltungsgegenständen wurden folgende als Erhaltungsziel von gemeinschaftlichem Interesse erklärt:
- 3150 Natürliche und naturnahe nährstoffreiche Stillgewässer mit Laichkraut Froschbiss-Gesellschaften[54]
- 3260 Fließgewässer mit flutender Wasservegetation[55]
- 4030 Trockene Heiden[56]
- 6410 Pfeifengraswiesen[57]
- 6430 Feuchte Hochstaudenfluren[58]
- 6510 Magere Flachland-Mähwiesen[59]
- 7140 Übergangs- und Schwingrasenmoore[60]
- 7220* Kalktuffquellen[61]
- 9110 Hainsimsen-Buchenwälder[62]
- 9130 Waldmeister-Buchenwälder[63]
- 9190 Alte bodensaure Eichenwälder auf Sandebenen mit Stieleiche[64]
- 91D0* Moorwälder[65]
- 91E0* Erlen-Eschen- und Weichholzauenwälder[66]
- 1149 Steinbeißer[67]
- 1096 Bachneunauge[68]
- 1355 Fischotter[69]
- 1166 Kammmolch[70]
- 1016 Bauchige Windelschnecke[71]

### FFH-Analyse und Bewertung
In dem Kapitel Analyse und Bewertung werden in der Regel Einflussfaktoren auf den Erhaltungszustand und Möglichkeiten der Weiterentwicklung der FFH-Erhaltungsziele angesprochen, um daraus Maßnahmen zur Verbesserung abzuleiten. Im FFH-Teilgebiet Fließgewässer ist insbesondere die Einleitung von Drainagewasser aus der umgebenden intensiven Landwirtschaft von besonderer Bedeutung. Durch die Herausnahme von Gewässerrandstreifen aus der intensiven Nutzung kann der Nährstoffeintrag verringert werden. Viele Fließgewässer sind künstlich begradigt und haben so eine höhere Fließgeschwindigkeit als natürlich mäandernde Gewässer. Das Wasserrückhaltevermögen ist geringer. Dies hat Auswirkungen auf die Vegetation und Fauna in den Gewässern. Fische benötigen beruhigte Zonen für das Laichen und die Aufzucht. Die Beschattung durch Ufergehölze kann manche Arten in ihrer Entwicklung begünstigen und andere behindern. Moor- und Heideflächen benötigen eine ständige Pflege zur Erhaltung des Lebensraumtyps. Verbuschung muss durch geeignete Maßnahmen verhindert werden. All dies findet Berücksichtigung in den Maßnahmekatalogen.

### FFH-Maßnahmenkatalog
Der Maßnahmenkatalog für das „FFH-Teilgebiet Fließgewässer“ enthält im Wesentlichen Maßnahmen zur Verbesserung des Gewässerzustandes mit dem Endziel der Einstufung als „natürlich“ gemäß Wasserrahmenrichtlinie. Bezogen auf die FFH-Erhaltungsziele sind die notwendigen Erhaltungs- oder Wiederherstellungsmaßnahmen für die vielen Eigentümer der Gebietsflächen verpflichtend im Sinne des Verschlechterungsverbotes nach § 33 Abs. 1 BNatSchG, ggf. i. V. mit § 24 Abs. 1 LNatSchG. Da die Umsetzung von weitergehenden Maßnahmen in der Regel mit Kosten verbunden sind, sind von staatlicher Seite Unterstützungsmaßnahmen notwendig. Die Maßnahmen sind im Managementplan nur allgemein formuliert. Konkreter sind diese in 11 Maßnahmenkarten flächenmäßig beschrieben. Eine Übersichtskarte hilft bei der Suche nach dem Gebietsbereich.
- Maßnahmenkarte 1 zeigt den südlichsten Punkt des FFH-Gebietes mit der Füsinger Au bis 1 km vor deren Mündung in die Schlei und damit in die Ostsee.[74]

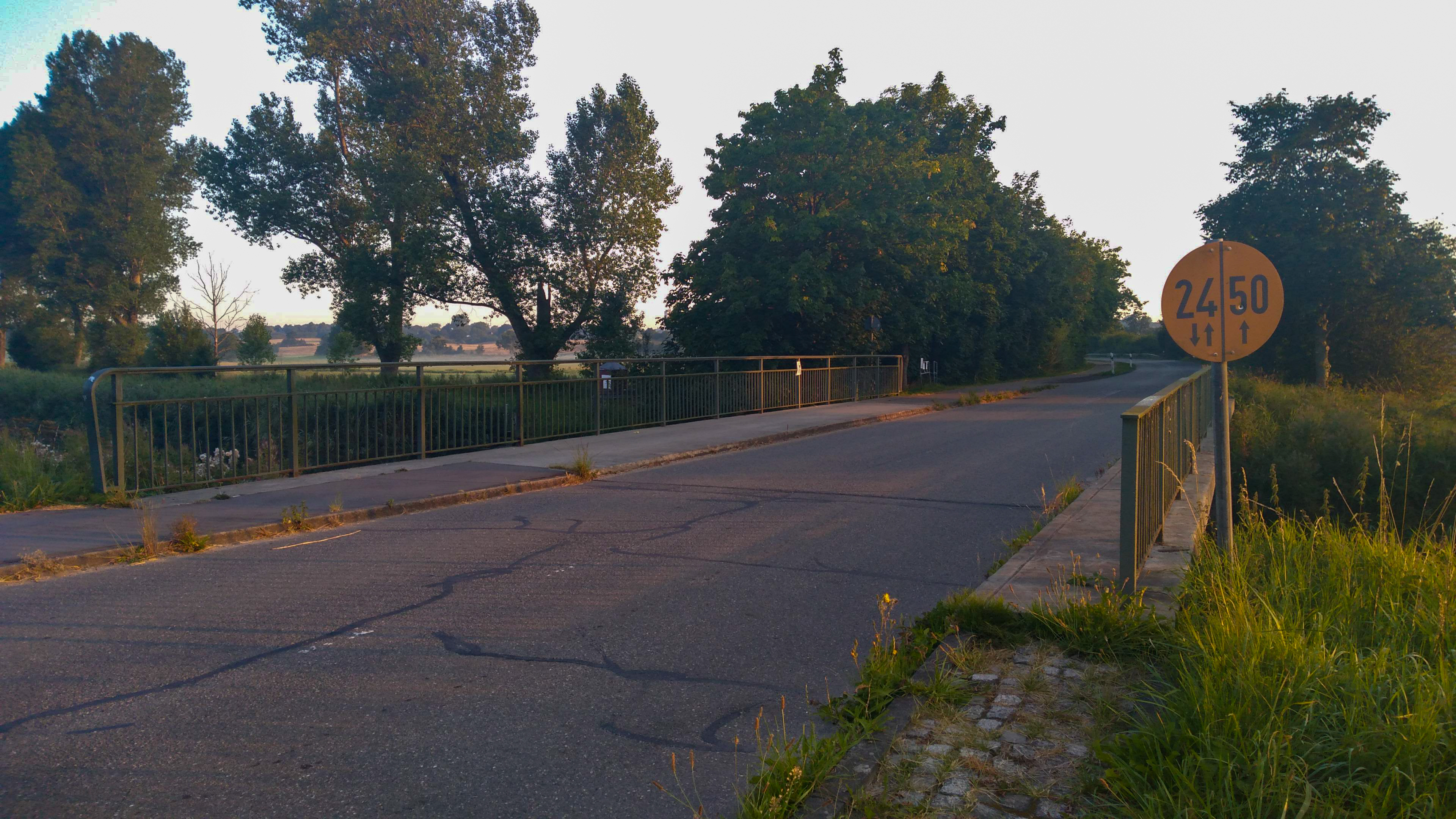
Brücke über die Füsinger Au westlich Füsing. Südlichster Punkt des FFH-Gebietes
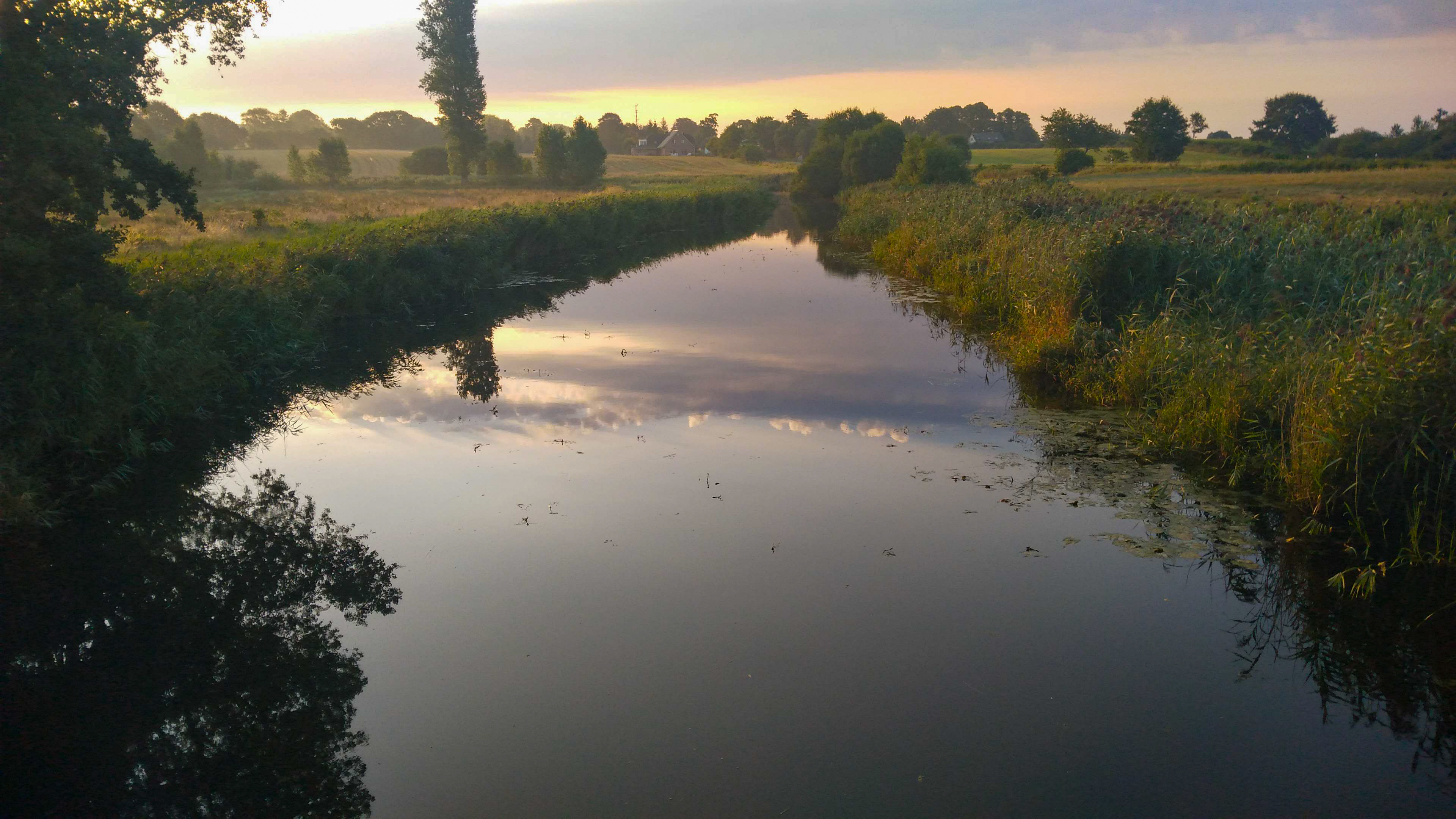
Füsinger Au auf Brücke westlich Füsing. Blickrichtung flussabwärts zur Mündung
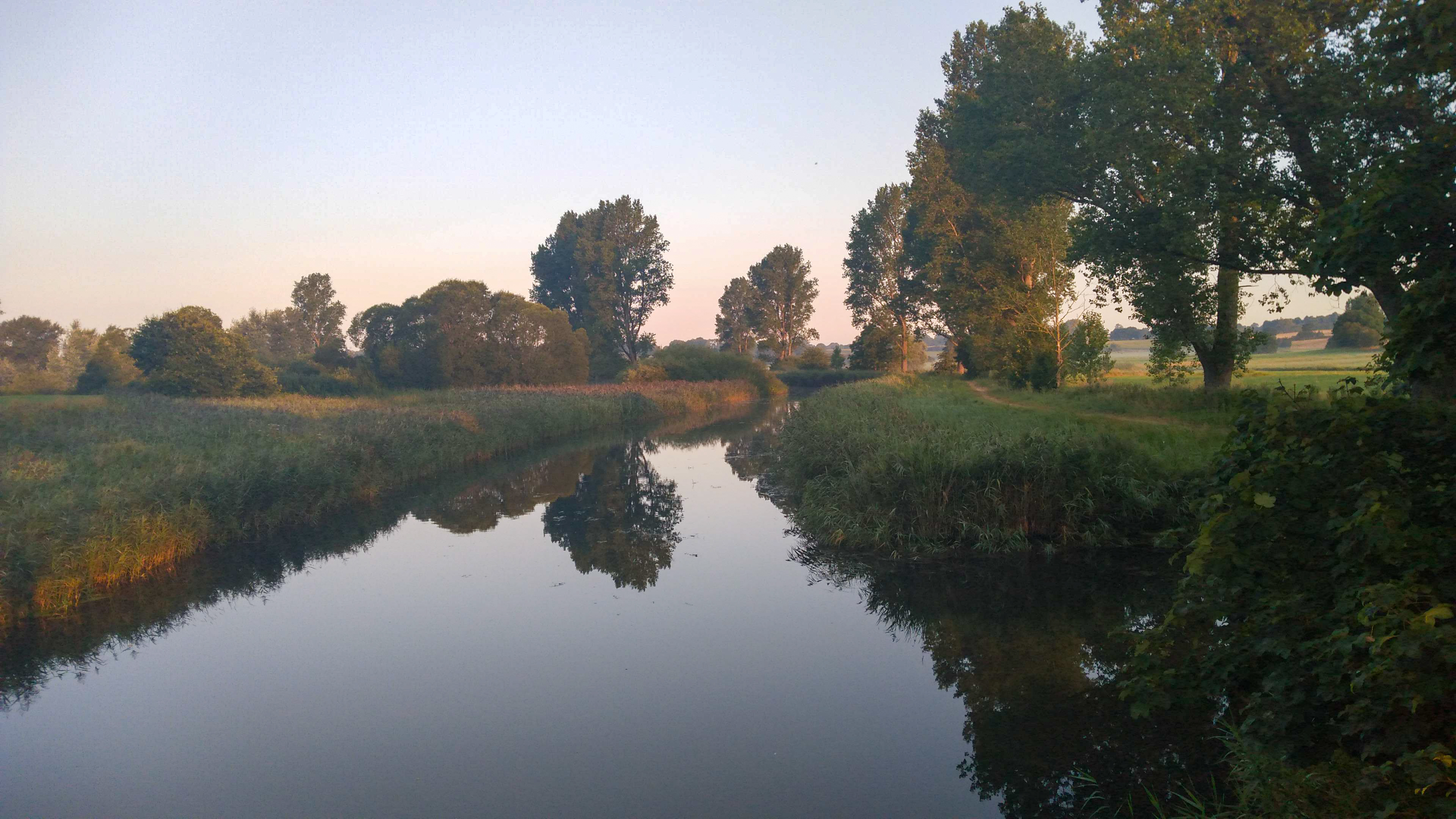
Füsinger Au im FFH-Gebiet von der Brücke westlich Füsing. Blickrichtung flussaufwärts
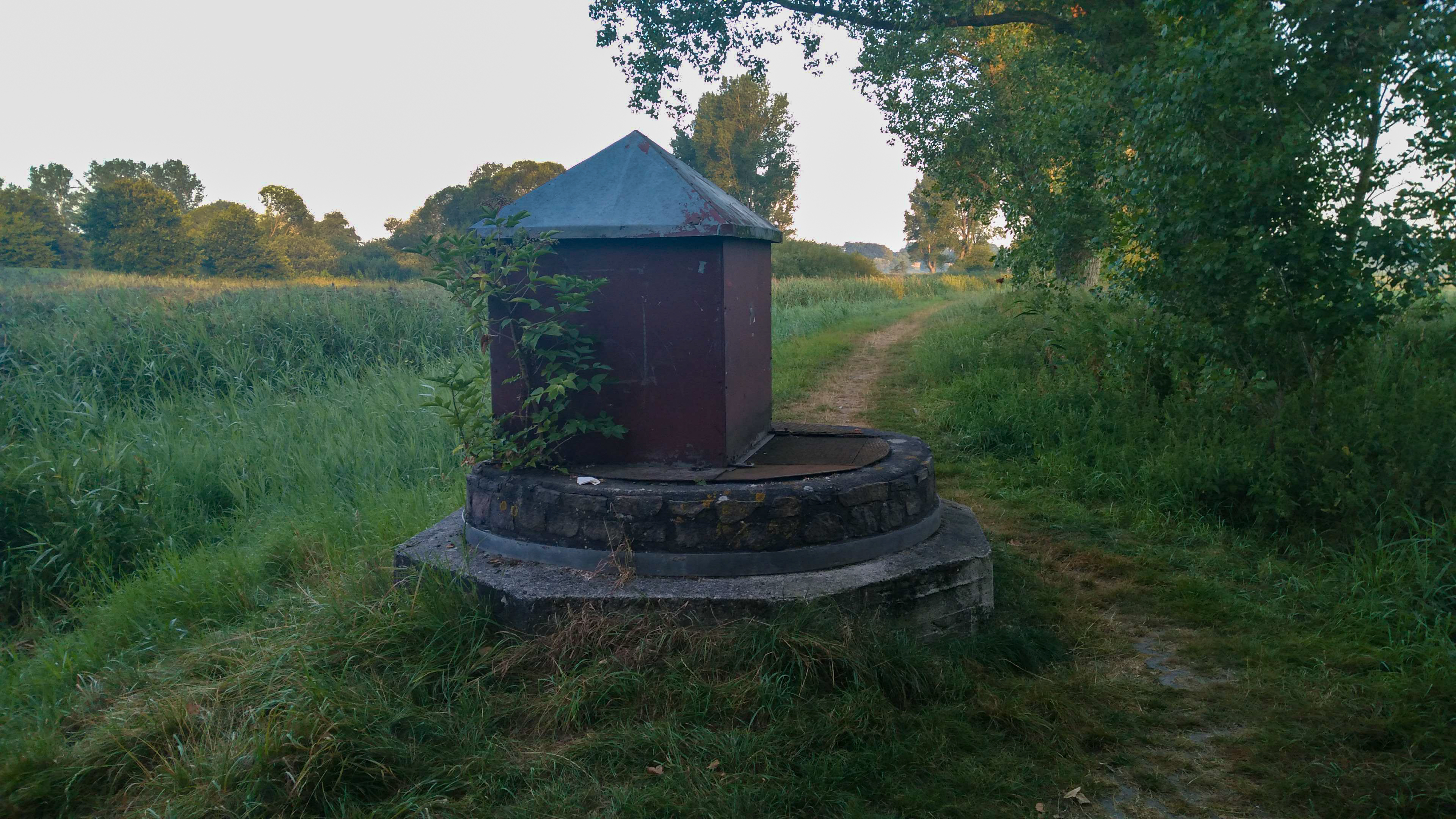
Pegelhäuschen der Füsinger Au bei der Brücke westlich Füsing
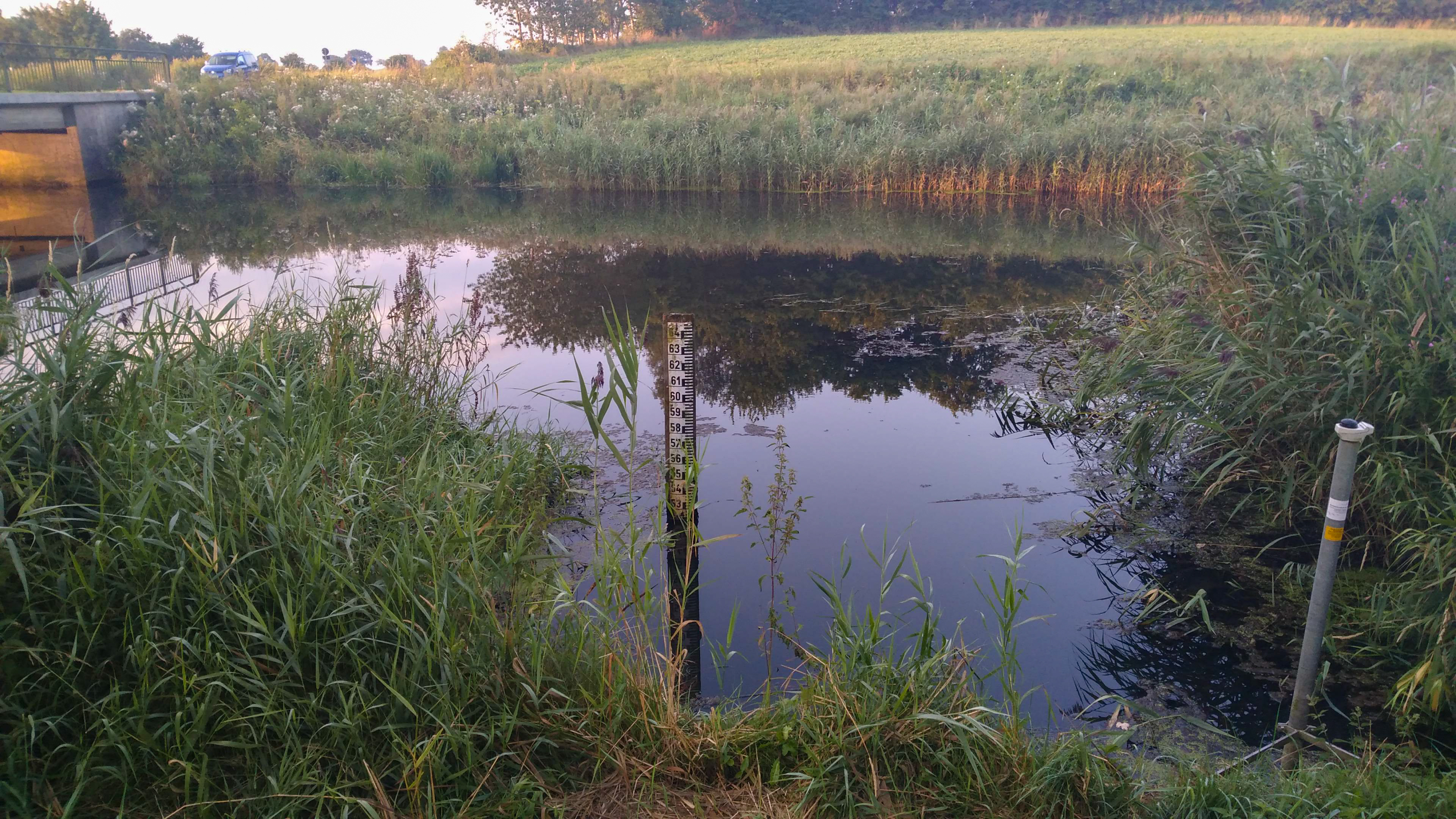
Pegel der Füsinger Au bei der Brücke westlich Füsing
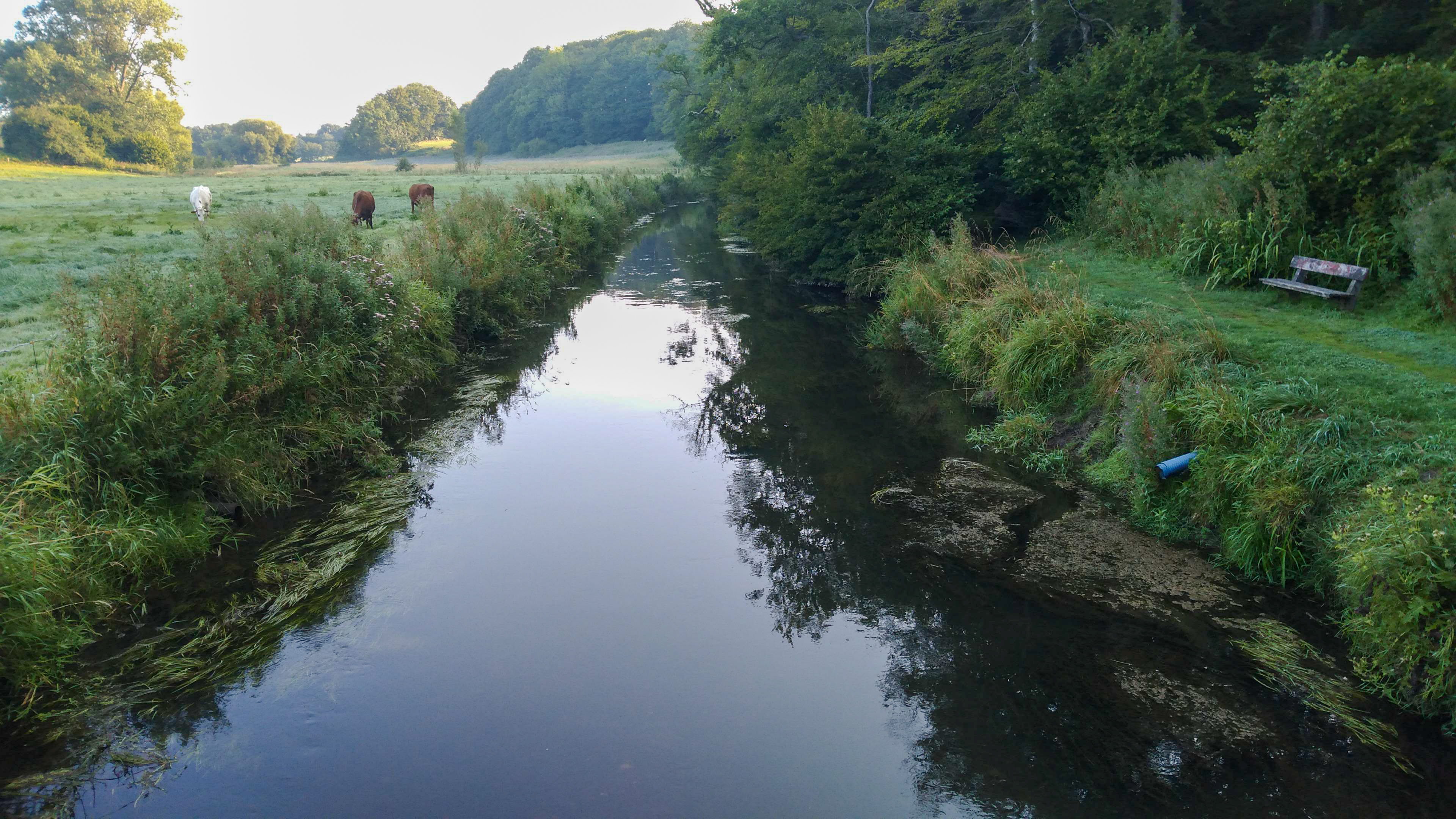
Füsinger Au mit Unterwasservegetation am Broholm im FFH-Gebiet

- Maßnahmenkarte 2 bildet die Füsinger Au von Taarstedt bis kurz vor Grumby ab.[75]
- Maßnahmenkarte 3 umfasst die Füsinger Au, die jetzt flussaufwärts Loiter Au genannt wird, von Grumby bis zur Querung der B201 im Ortsteil Loiter Au der Gemeinde Twedt.[76]
- Maßnahmenkarte 4 zeigt den Oberlauf der Loiter Au von der Gemeinde Loiter Au nach der Querung der B201 bis zum Zusammenfluss mit der Boholzer Au aus Südwesten und der Oxbek aus Nordosten am Westrand des Geheges Brebelholz der Schleswig-Holsteinischen Landesforsten.[77]

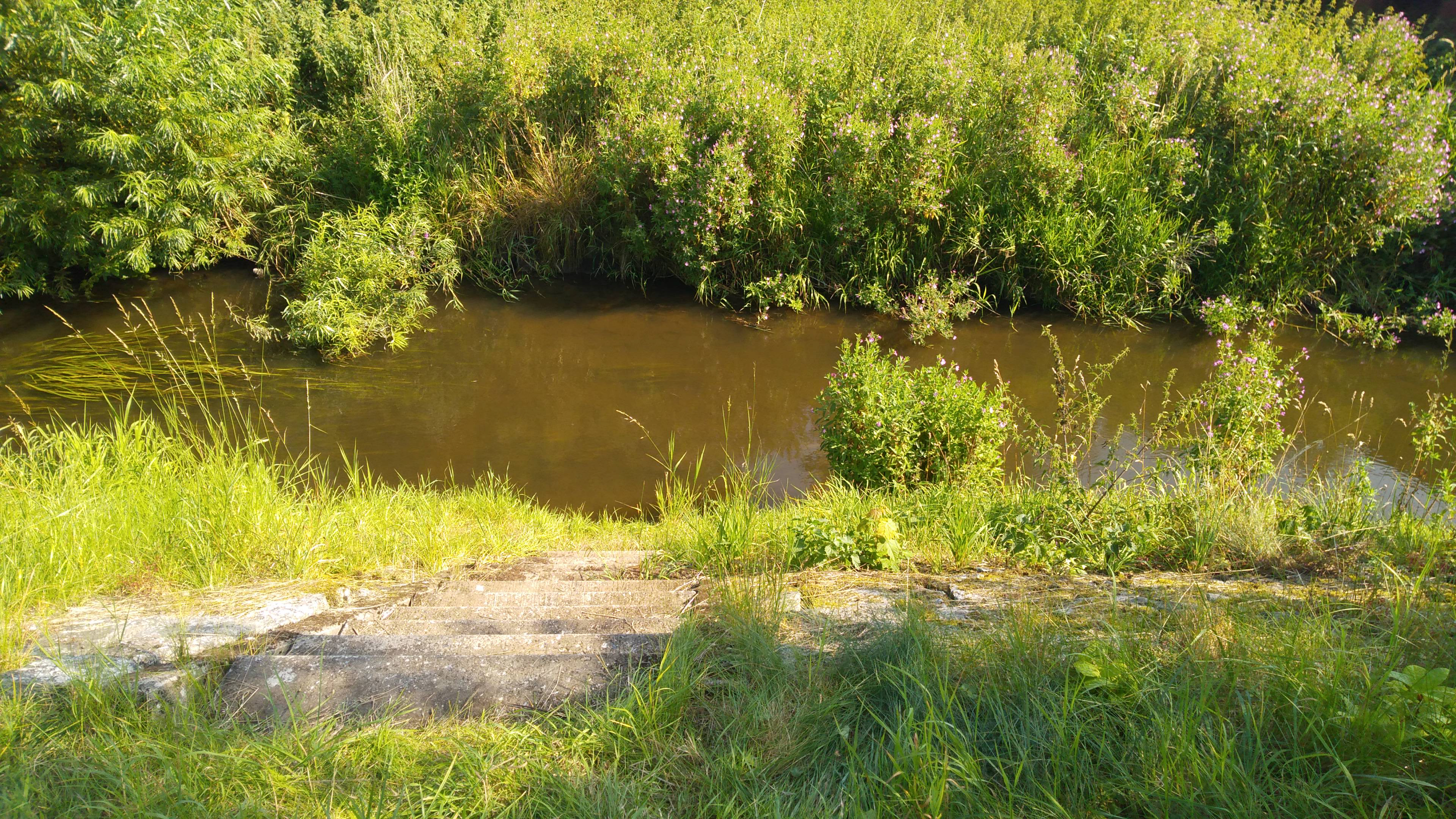
Boholzer Au am Stauwerk Kreuzau-Bauwerk im FFH-Gebiet
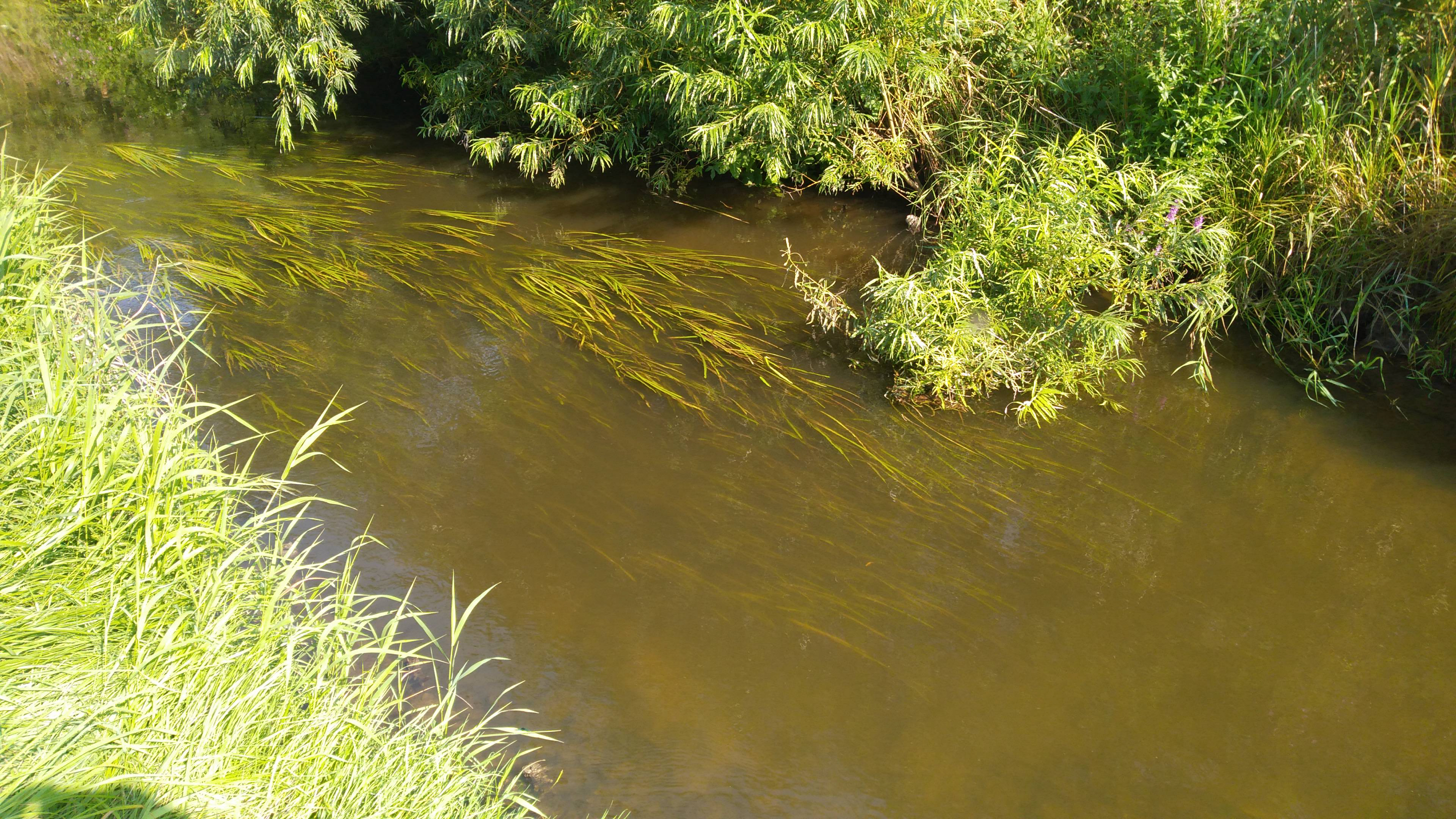
Boholzer Au am Stauwerk Kreuzau-Bauwerk im FFH-Gebiet
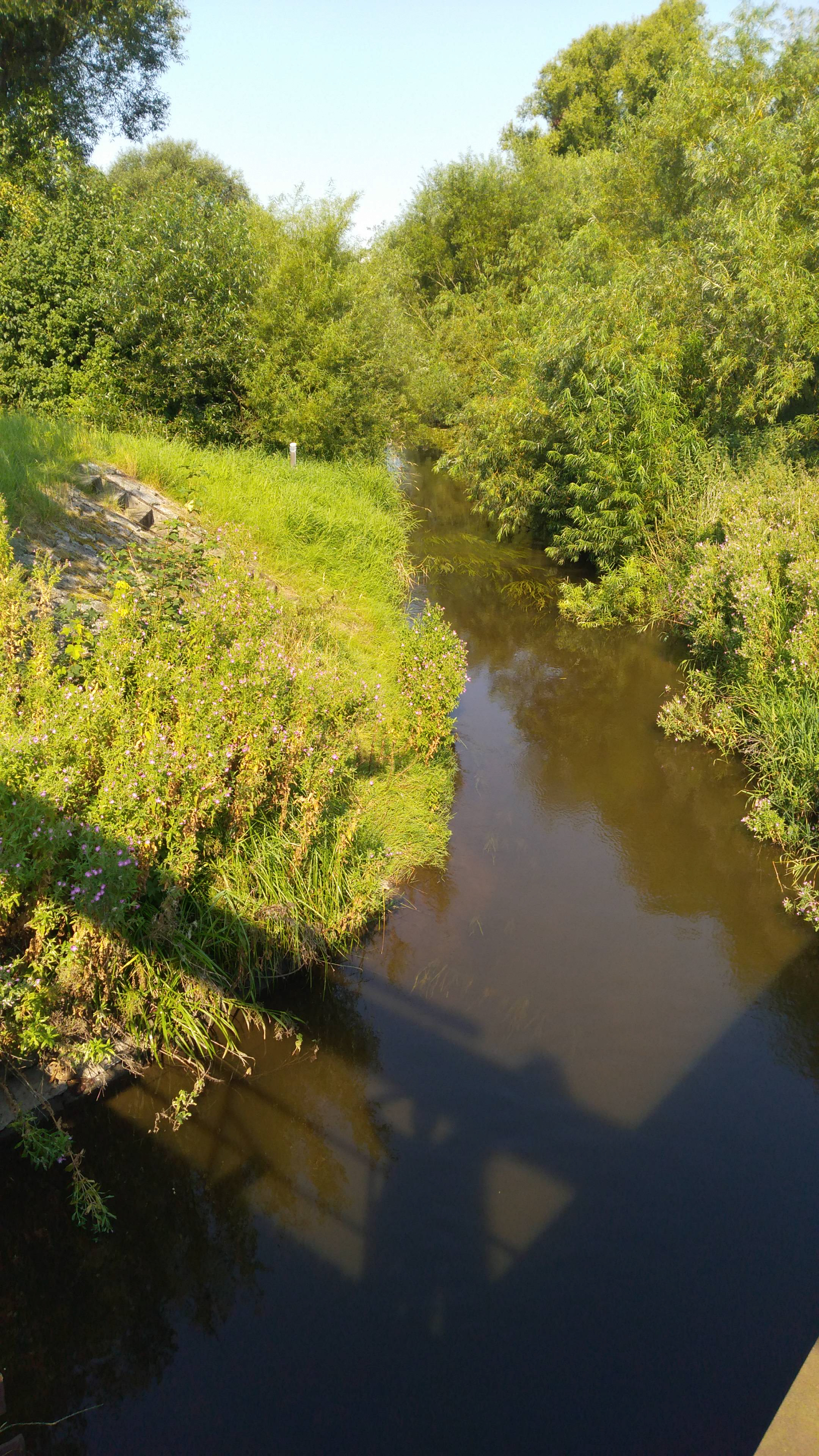
Boholzer Au am Stauwerk Kreuzau-Bauwerk im FFH-Gebiet
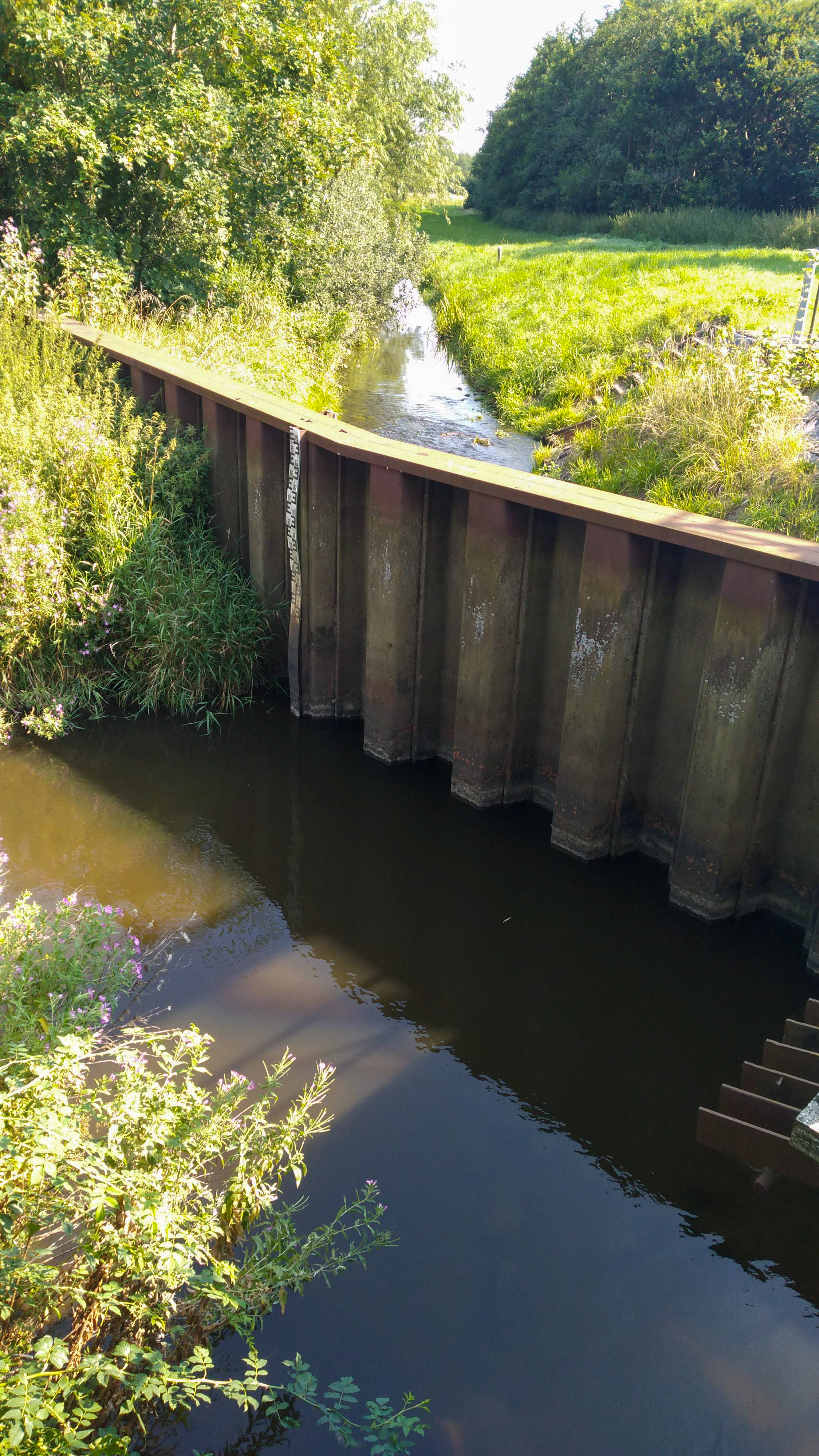
Im Vordergrund die Boholzer Au und hinter der Trennmauer die Oxbek am Kreuzau-Bauwerk im FFH-Gebiet

- Maßnahmenkarte 5 bildet den Maßnahmenplan für den Unterlauf der Oxbek von der Vereinigung mit der Boholzer Au bis kurz vor dem Eintritt der Flaruper Au in die Oxbek ab.[78]
- Maßnahmenkarte 6 umfasst den Oberlauf der Oxbek kurz vor dem Eintritt der Flaruper Au in die Oxbek bis zum östlichsten Ende des FFH-Gebietes an der L252 am Nordrand von Süderbrarup sowie den Unterlauf der Flaruper Au bis zum nördlichsten Punkt des FFH-Gebietes am Gutshof Flarupgaard, wo die Boeler Au sich in die Flaruper Au ergießt.[79] In diesem Gebiet liegt das Naturschutzgebiet Os bei Süderbrarup.[80]

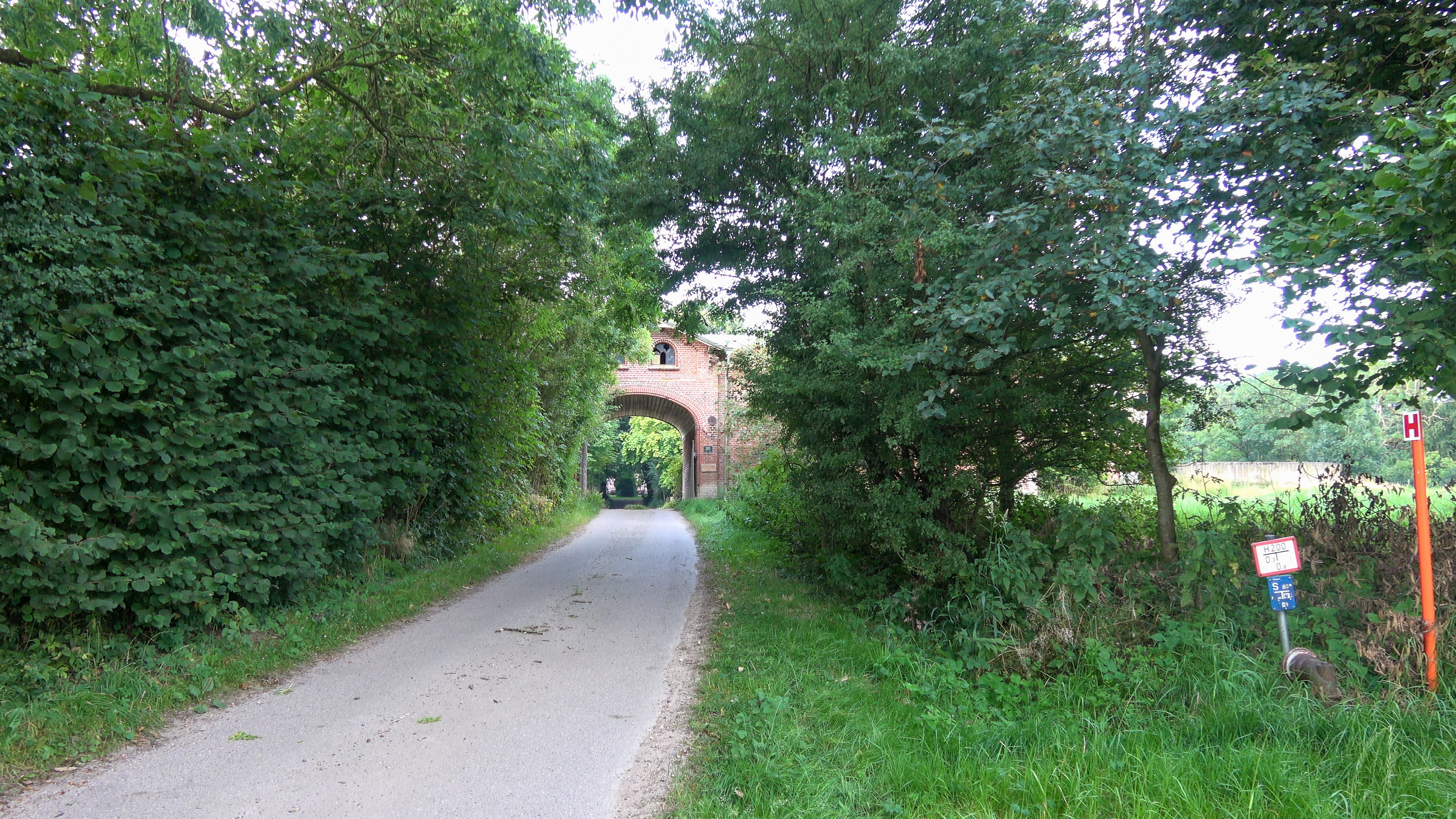
Nördlichster Punkt des FFH-Gebietes Wellspanger-Loiter-Oxbek-System und angrenzende Wälder. Torhaus vom Gut Flarupgaard
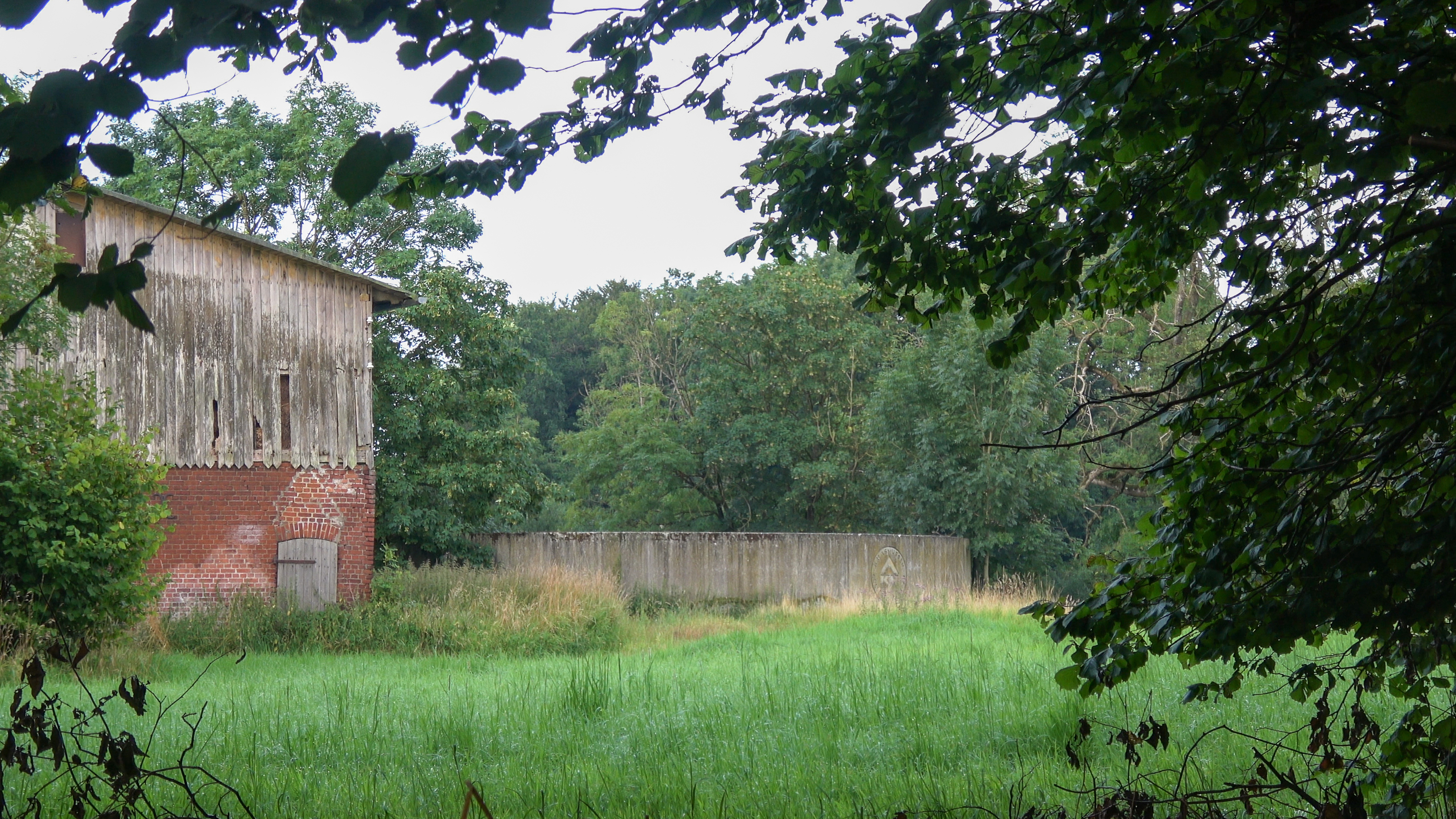
Nördlichster Punkt des FFH-Gebietes Wellspanger-Loiter-Oxbek-System und angrenzende Wälder. Hinter dem Güllebehälter beginnt das FFH-Gebiet an der Saustruper Flaruper Au
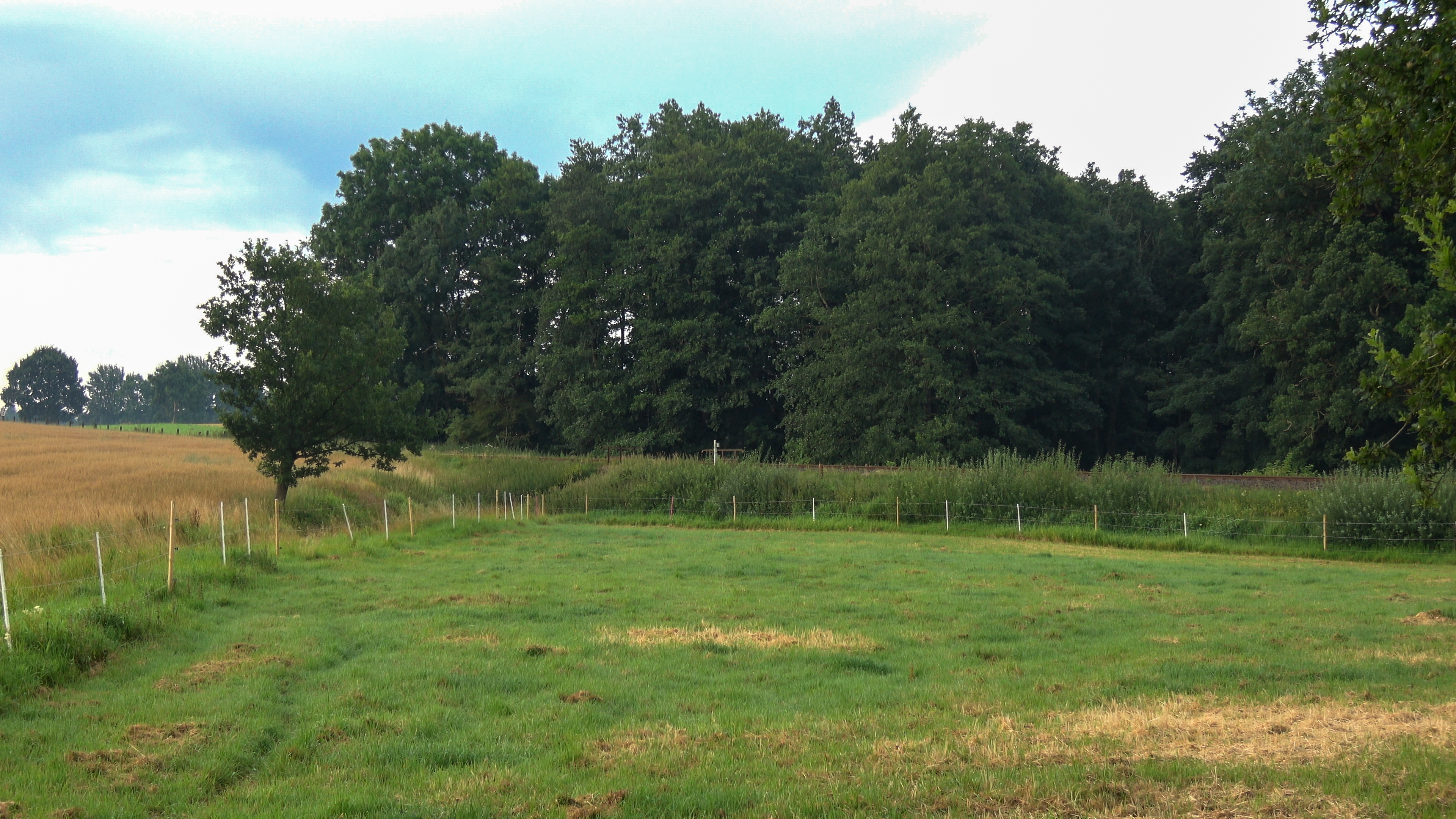
Die Flarup Au unterquert die Bahnstrecke Kiel-Flensburg und fließt am Gut Flarupgaard in das FFH-Gebiet
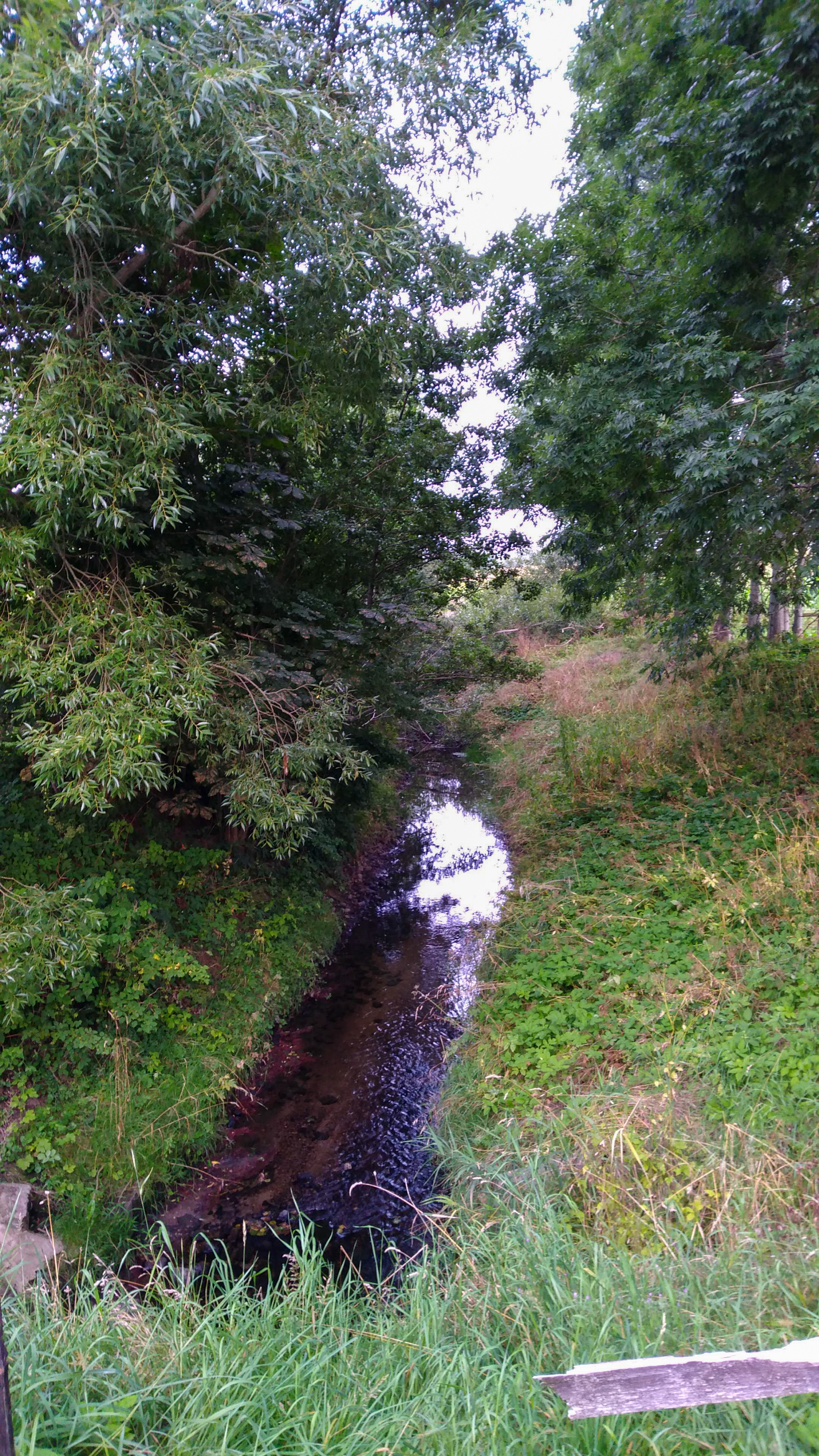
Die Oxbek kurz nach Unterquerung der L252 und Eintritt in das FFH-Gebiet. Ist gleichzeitig dessen östlichster Punkt.
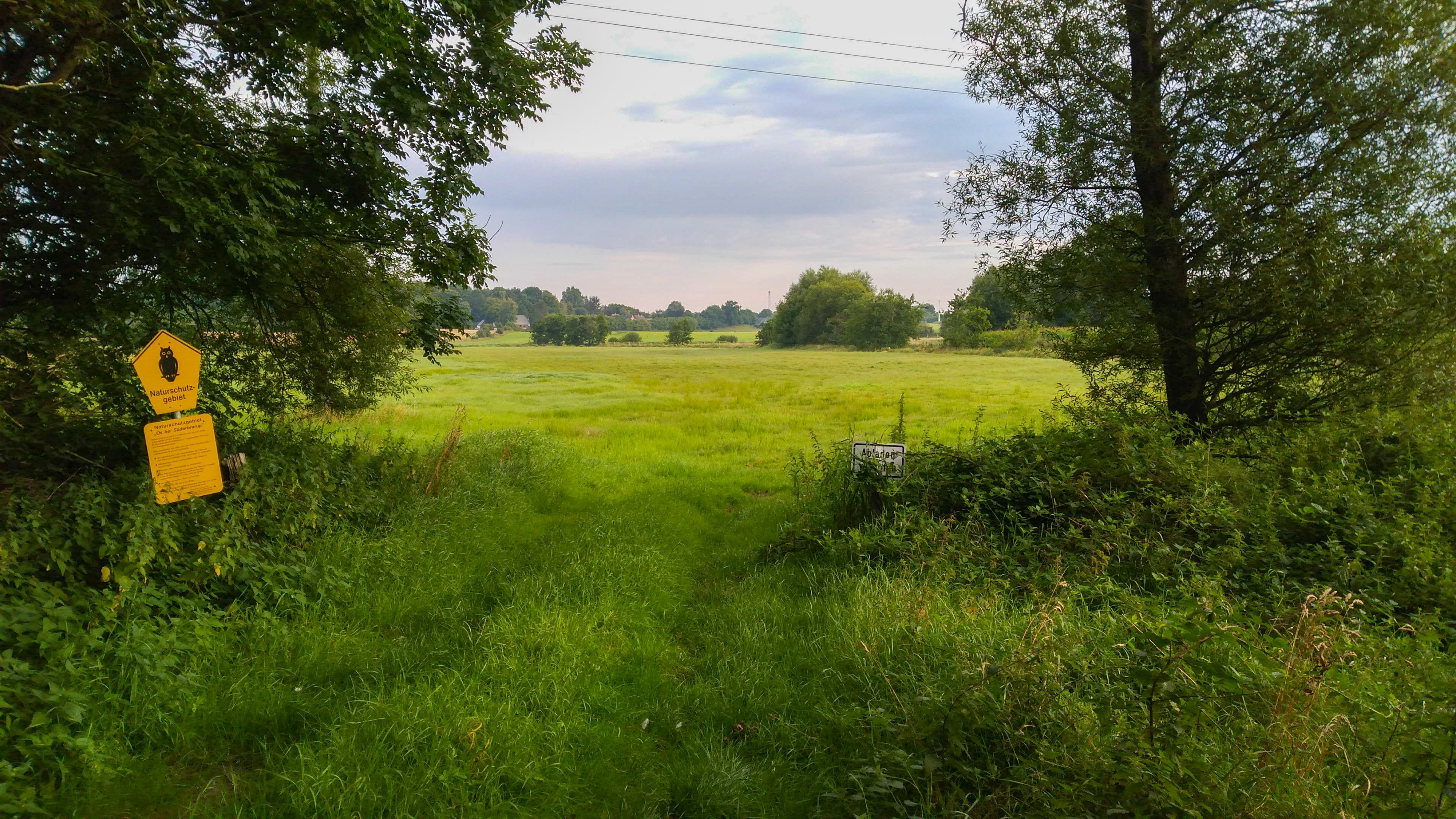
Blick auf das NSG Os im Tal der Oxbek im FFH-Teilgebiet Fließgewässer
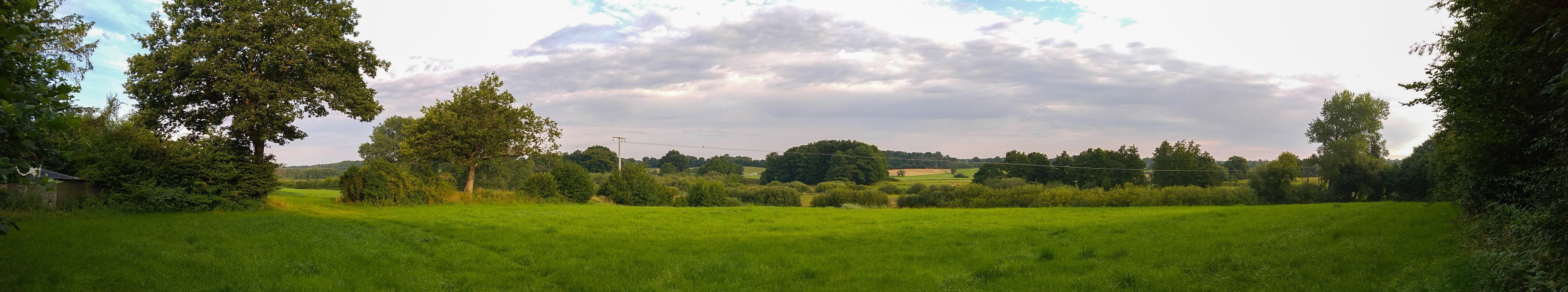
Blick auf das NSG Os im Tal der Oxbek im FFH-Teilgebiet Fließgewässer
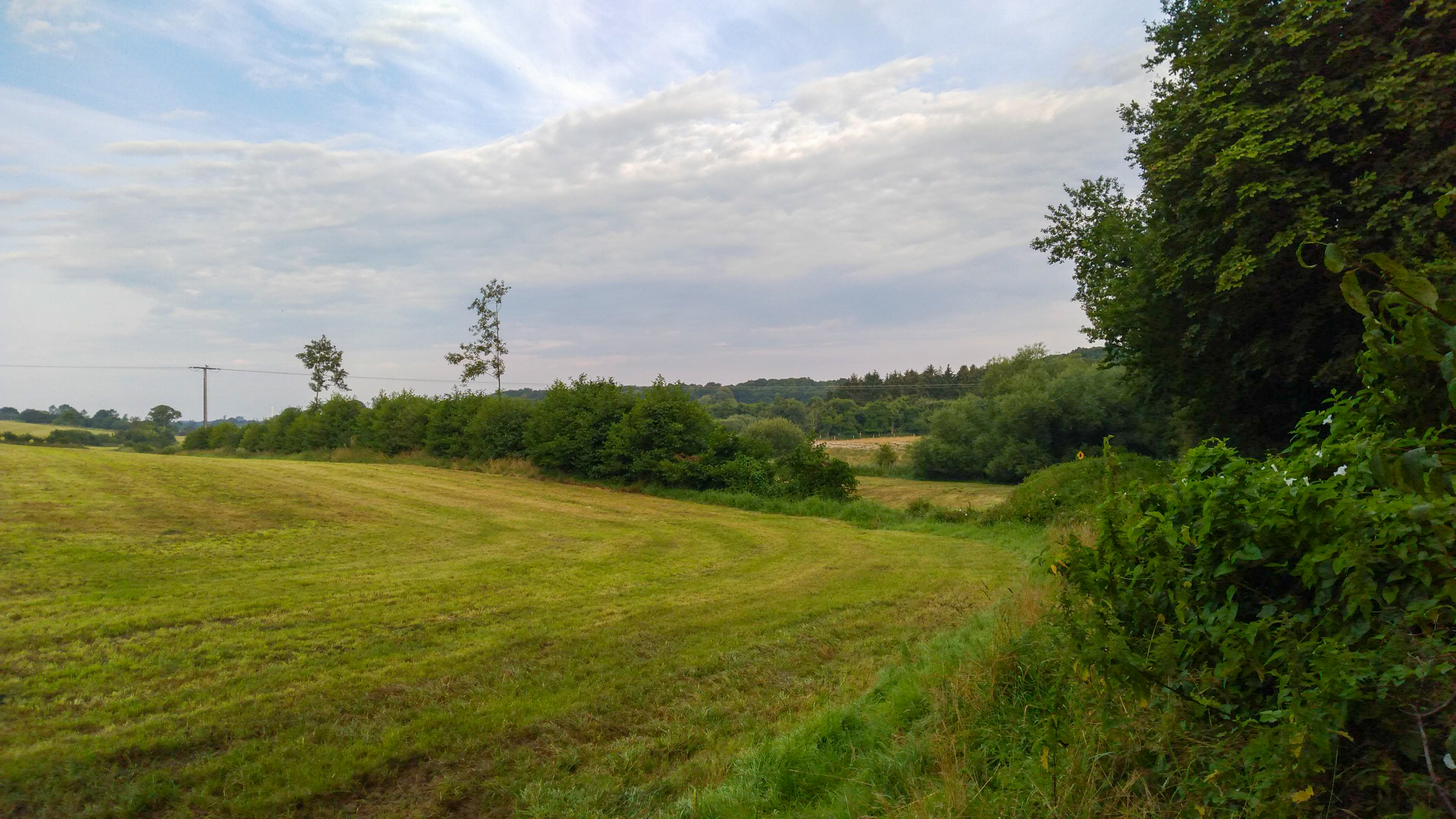
Blick auf das NSG Os im Tal der Oxbek im FFH-Teilgebiet Fließgewässer

- Maßnahmenkarte 7 beginnt am Unterlauf der Boholzer Au kurz vor der Vereinigung mit der Oxbek und endet, jetzt Wellspanger Au genannt, mitten im Sumpfgebiet „Rabenholzer See“ ca. 1 km südlich des Ortsteils Rabenholz in der Gemeinde Struxdorf.[81]
- Maßnahmenkarte 8 zeigt den Mittellauf der Wellspanger Au im Sumpfgebiet „Rabenholzer See“ und den Nordteil der „Wellspanger Wiesen“ sowie den Unterlauf der Ekeberger Au von der Mündung in die Wellspanger Au bis zur Grenze des FFH-Gebietes im Ortsteil Hollmühle in der Gemeinde Struxdorf.[82]
- Maßnahmenkarte 9 bildet das Gebiet zwischen dem Oberlauf der Wellspanger Au von den „Wellspanger Wiesen“ bis zum Ausfluss aus dem Langsee an der Wellspanger Mühle, sowie den Ostteil des Langsees bis Süderfahrenstedt ab.[83]

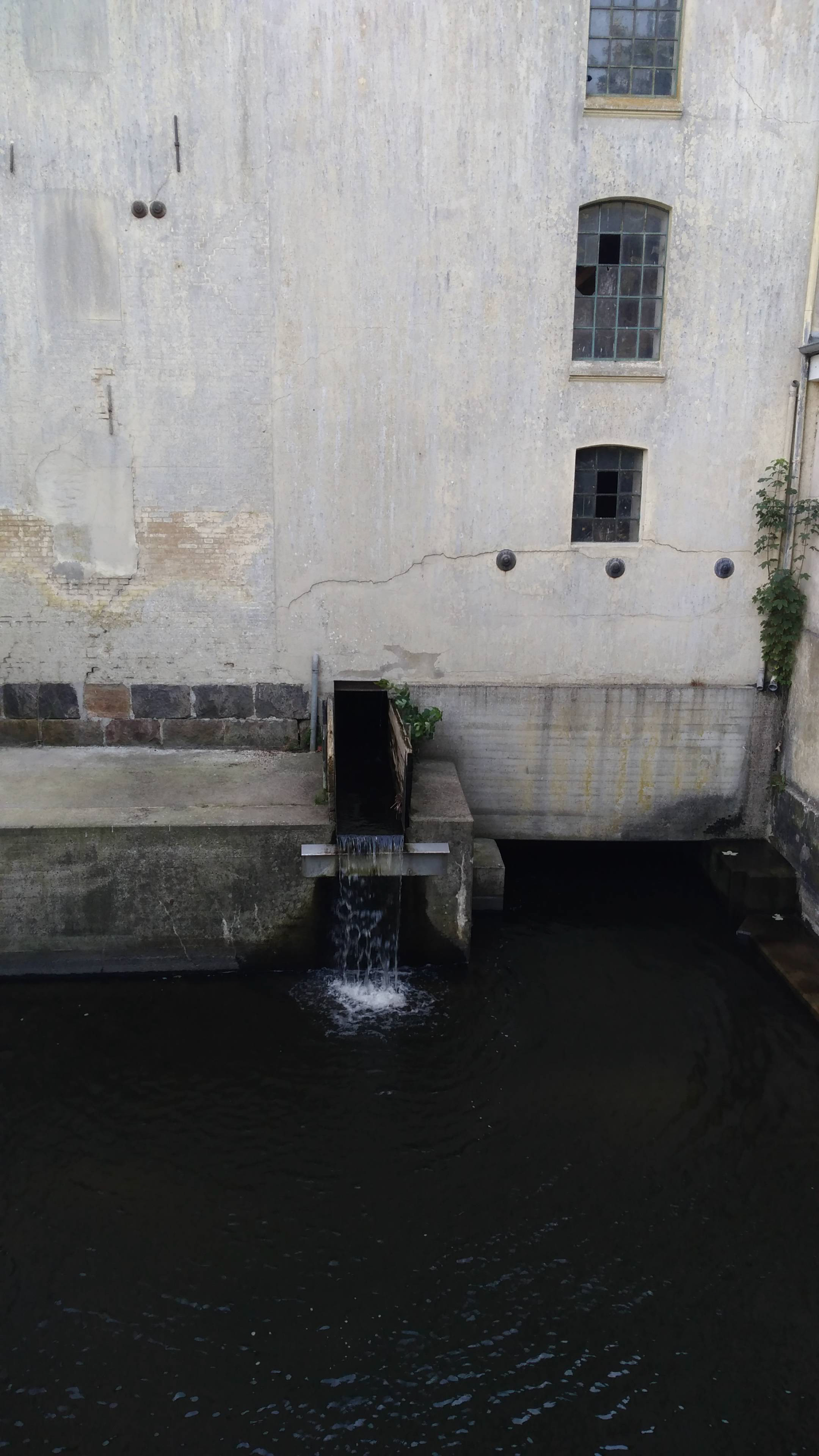
Ausfluss der Wellspanger Au aus dem Langsee durch das Mühlengebäude in Wellspanger
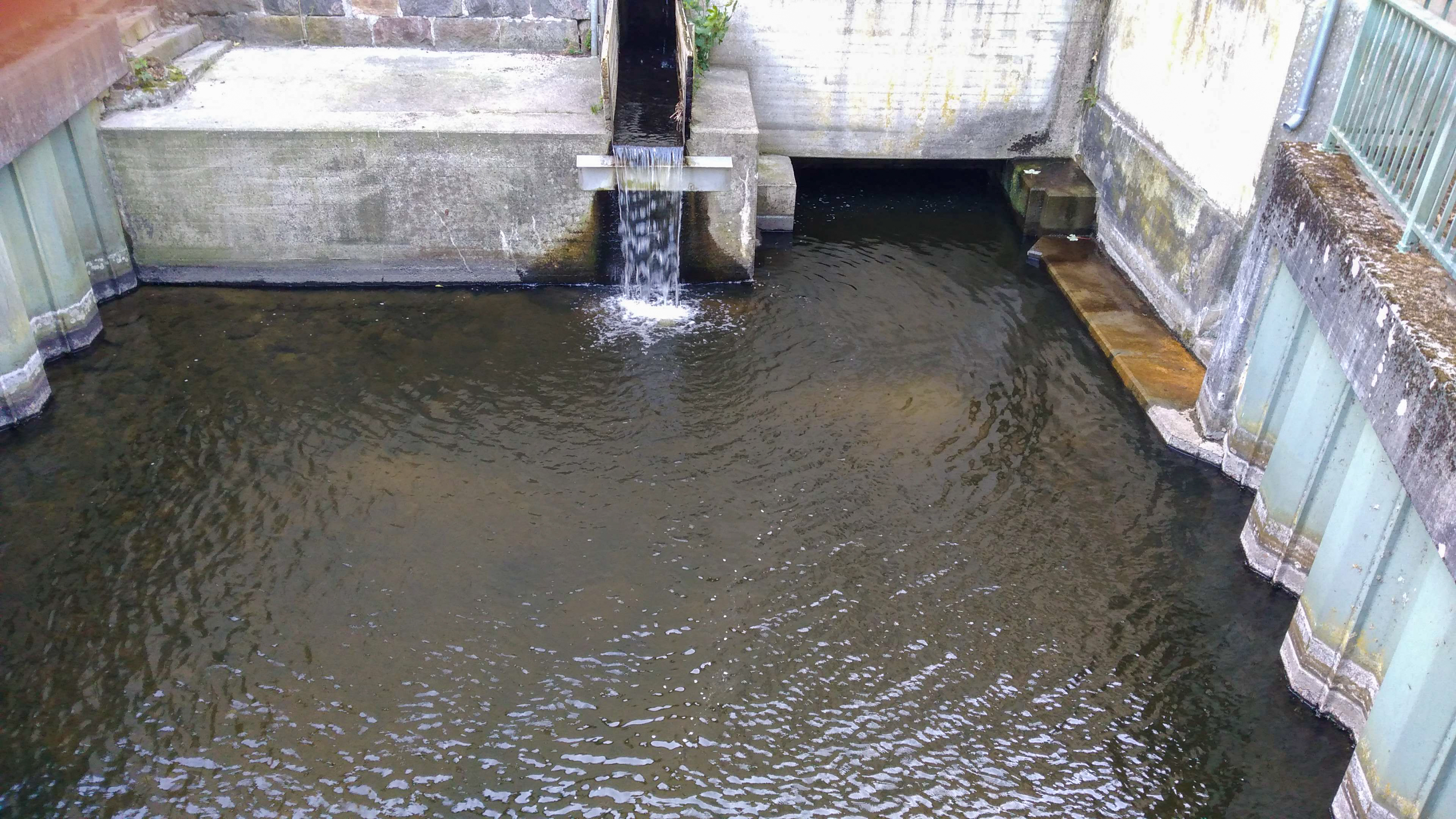
Ausfluss der Wellspanger Au aus dem Langsee durch das Mühlengebäude in Wellspanger
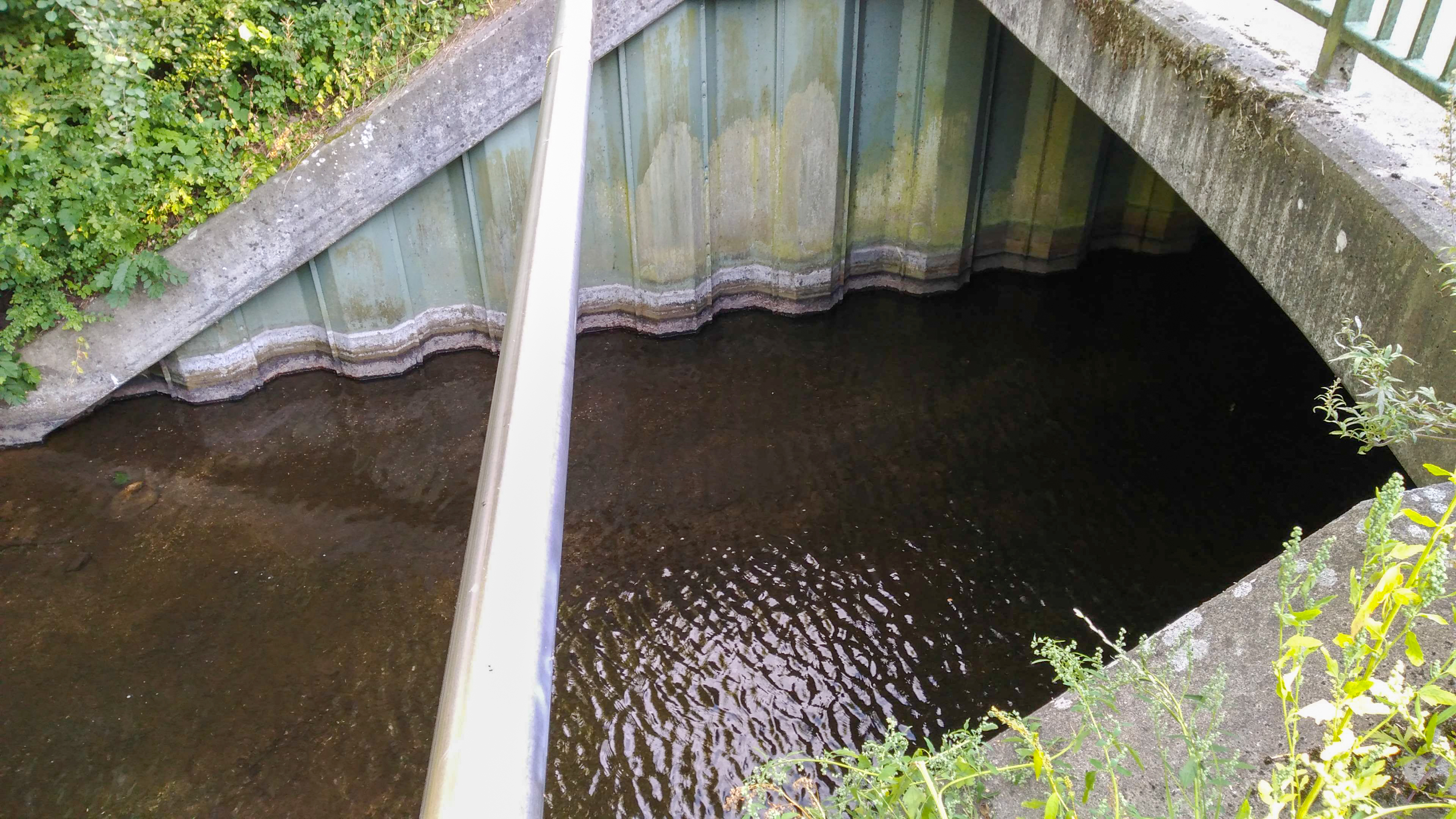
Unterquerung der Schleswiger Straße durch die Wellspanger Au in Wellspanger
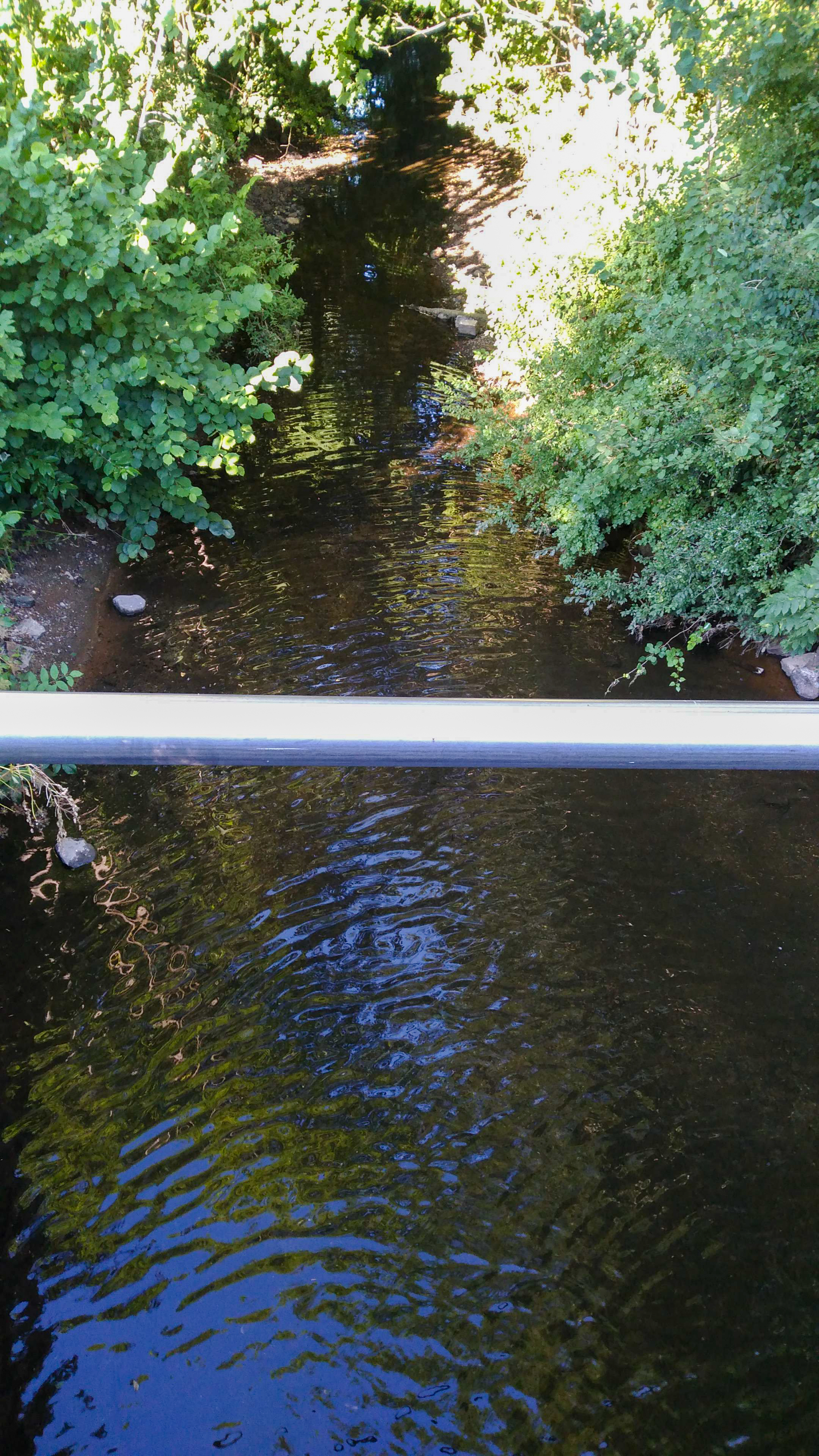
Wellspanger Au nach der Unterquerung der Schleswiger Straße in Wellspanger

- Maßnahmenkarte 10 enthält den Westteil des Langsees.[84]

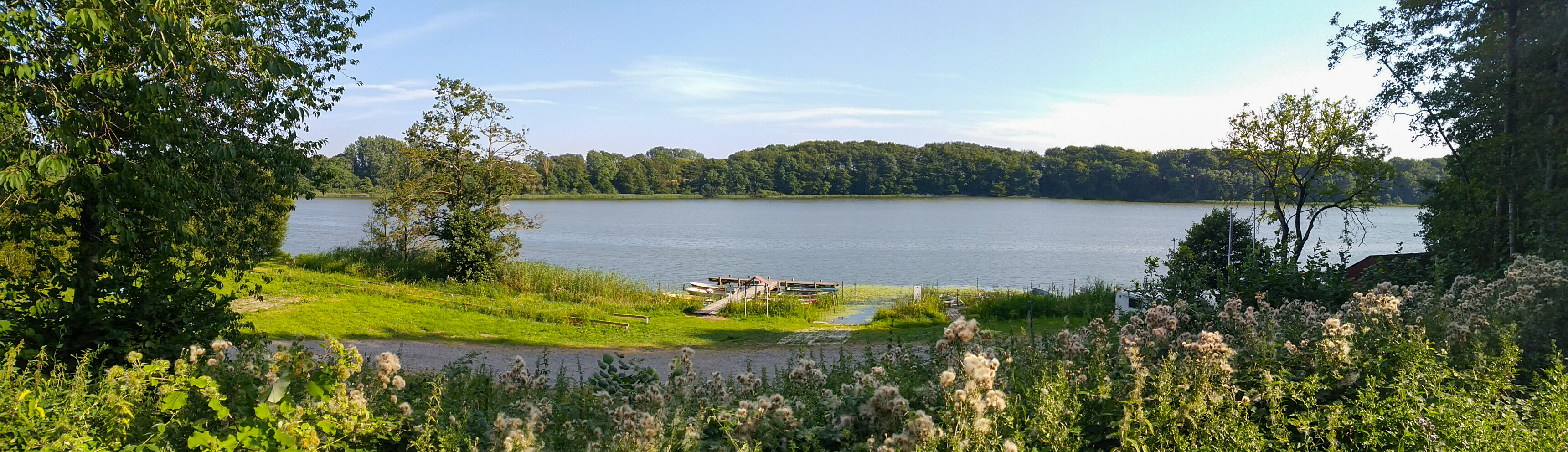
Der Langsee von der Terrasse des Schützenvereins Süderfahrenstedt aus gesehen
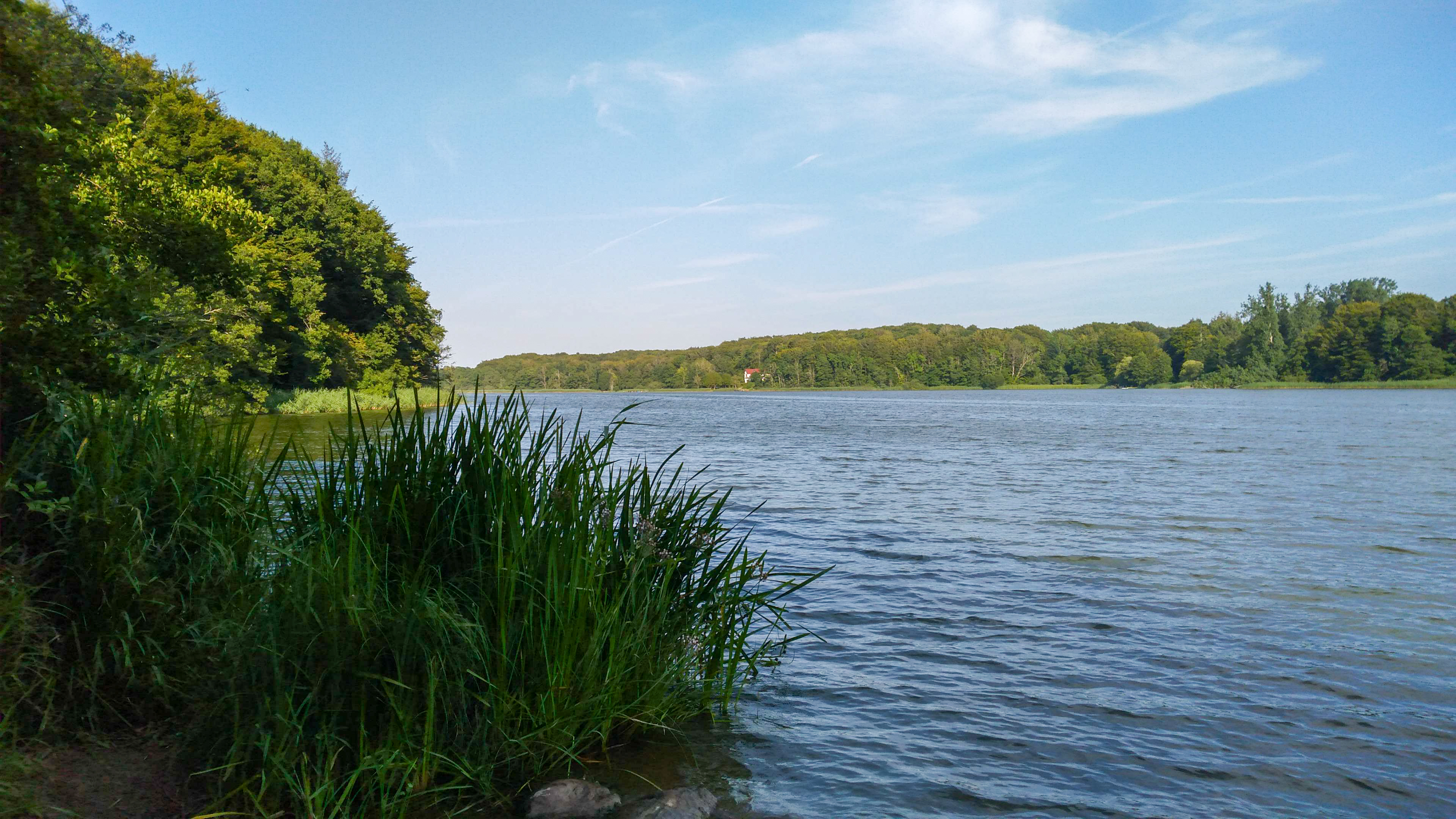
Der Langsee vom Ufer in Süderfahrenstedt aus gesehen
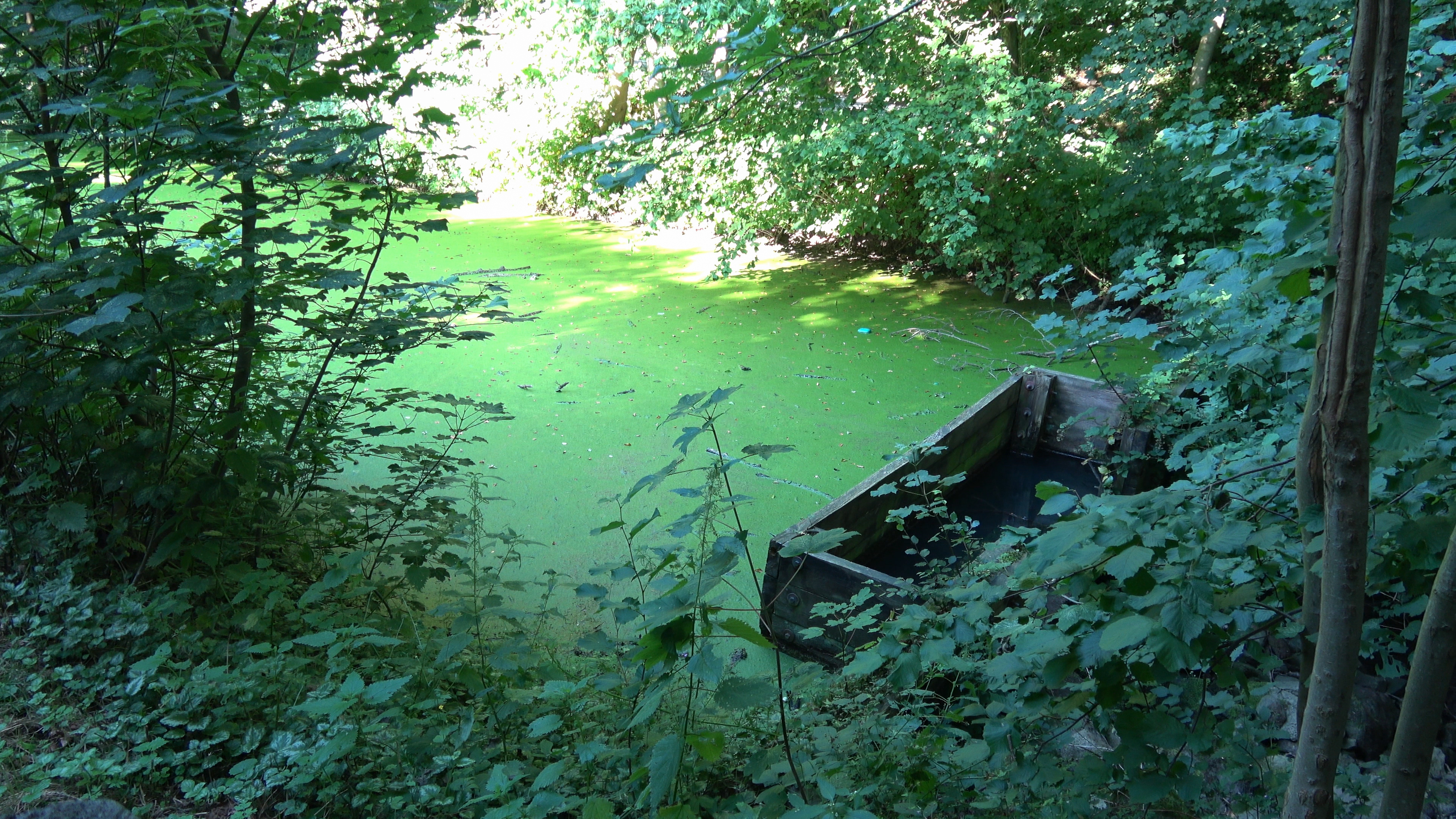
Staubecken vom Stadtbach aus Süderfahrenstedt 130 m vor der Mündung in den Langsee
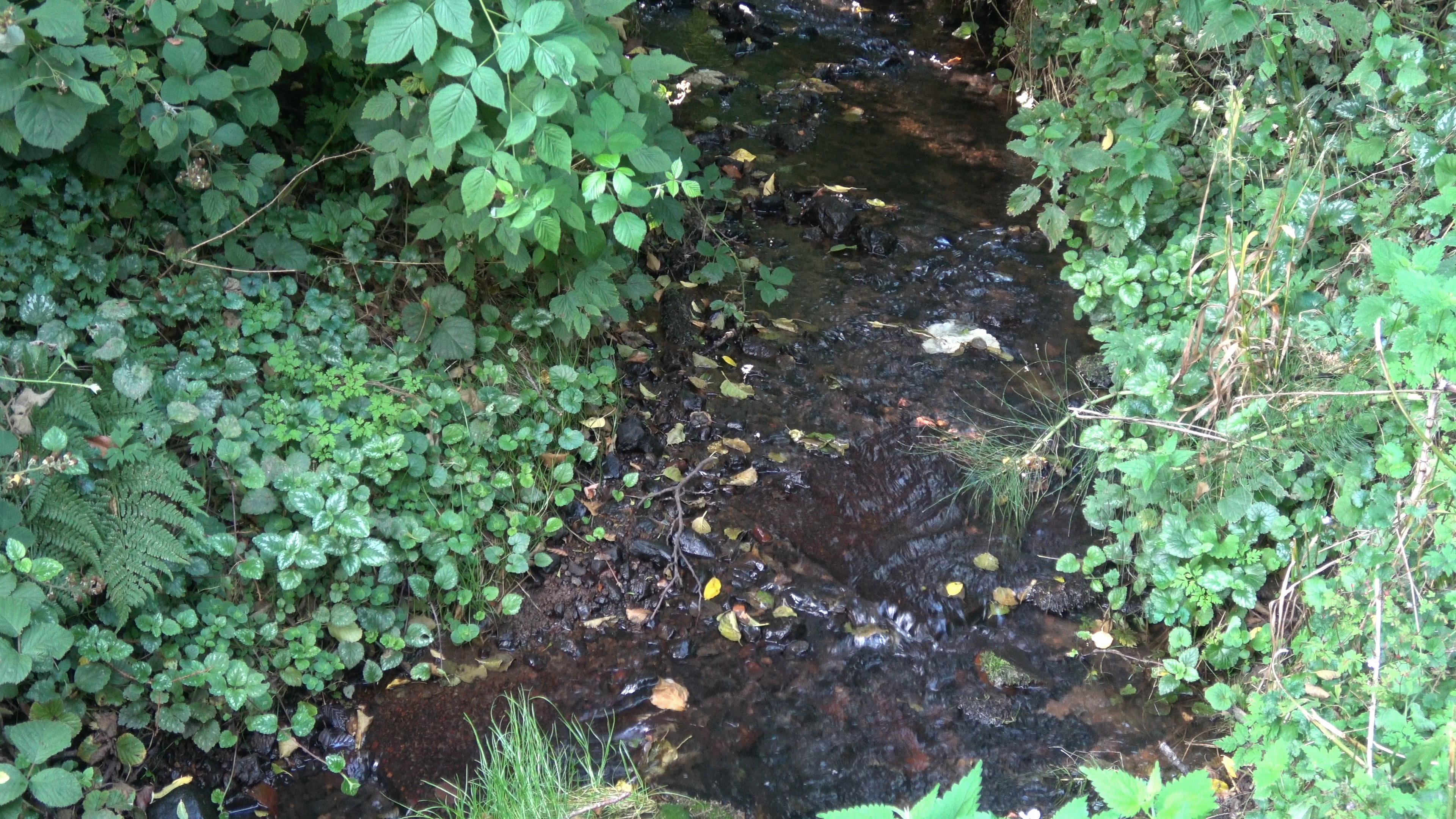
Stadtbach aus Süderfahrenstedt kurz vor der Mündung in den Langsee

- Maßnahmenkarte 11 umfasst die Entwässerung der Königsdammwiesen in den Langsee nördlich Schleswig.[85]

Eine Umsetzung der Maßnahmen muss wegen der Ausdehnung des Gebietes von den Gemeinden und Naturschutzvereinen vor Ort sowie der zuständigen unteren Naturschutzbehörde geplant und durchgeführt werden. Mit Stand Dezember 2019 ist vom Landesamt für Landwirtschaft, Umwelt und ländliche Räume des Landes Schleswig-Holstein (LLUR) noch kein Gebietsbetreuer für dieses FFH-Gebiet benannt worden.

### FFH-Erfolgskontrolle und Monitoring der Maßnahmen
Das Monitoring erfolgt in Schleswig-Holstein alle 6 Jahre. Die Ergebnisse des letzten Folgemonitorings wurden im Jahre 2012 durch das beauftragte Planungsbüro Mordhorst-Bretschneider GmbH vorgelegt. Für das Teilgebiet Fließgewässer wurden keine signifikanten Veränderungen zur Erstkartierung in 2006 festgestellt. Die Verteilung der Biotop- und Lebensraumtypen sind in je 20 Karten festgehalten.

## Managementplan „Teilgebiet Neuberend“
Das „Teilgebiet Neuberend“ liegt fast vollständig auf dem Gelände des Pionierübungsplatzes Neuberend und dem Standortübungsplatz Langsee am Westende des Langsees und hat eine Fläche von 337 ha. Lediglich am Nordwestende beim Grüder Holz liegt eine kleine Fläche außerhalb. Der westliche Teil des Langsees bis zur Verengung ist sowohl Bestandteil des FFH-Teilgebietes als auch des Truppenübungsplatzes. Der Standortübungsplatz wurde in den Jahren 1958–1968 eingerichtet und diente bis zur Außerdienststellung der letzten am Standort Schleswig beheimateten größeren Bundeswehreinheit, des Pionierbataillons 620 am 28. März 2003, als Pionierübungsplatz. Mit der Aussetzung der Wehrpflicht zum 1. Juli 2011 und der Schließung vieler Bundeswehrstandorte in Schleswig-Holstein ging die Nutzung des Truppenübungsplatzes Neuberend/Langsee immer mehr zurück. Stand 30. September 2017 ist der offizielle Nutzer das Taktische Luftwaffengeschwader 51 „Immelmann“ in Jagel. Das Gelände ist weiterhin militärisches Sperrgebiet und damit größtenteils für die Öffentlichkeit nicht zugänglich. An der Straße Süderfahrenstedter Weg, ca. 400 m östlich der Sendeanlage Osterfeld, befindet sich auf der Südseite der Straße im Wald ein Parkplatz (Koordinaten: N 54,575430, O 9,545219), von dem man auf einem Forstweg nach 360 m zum Ufer des Langsees gelangt. Ein Schild weist darauf hin, dass es verboten ist, gefundene Munitionsreste mitzunehmen. Der Managementplan für das Teilgebiet Neuberend wurde im Mai 2016 vom Bundesamt für Infrastruktur, Umweltschutz und Dienstleistungen der Bundeswehr, sowie der Bundesanstalt für Immobilienaufgaben Sparte Bundesforst veröffentlicht.

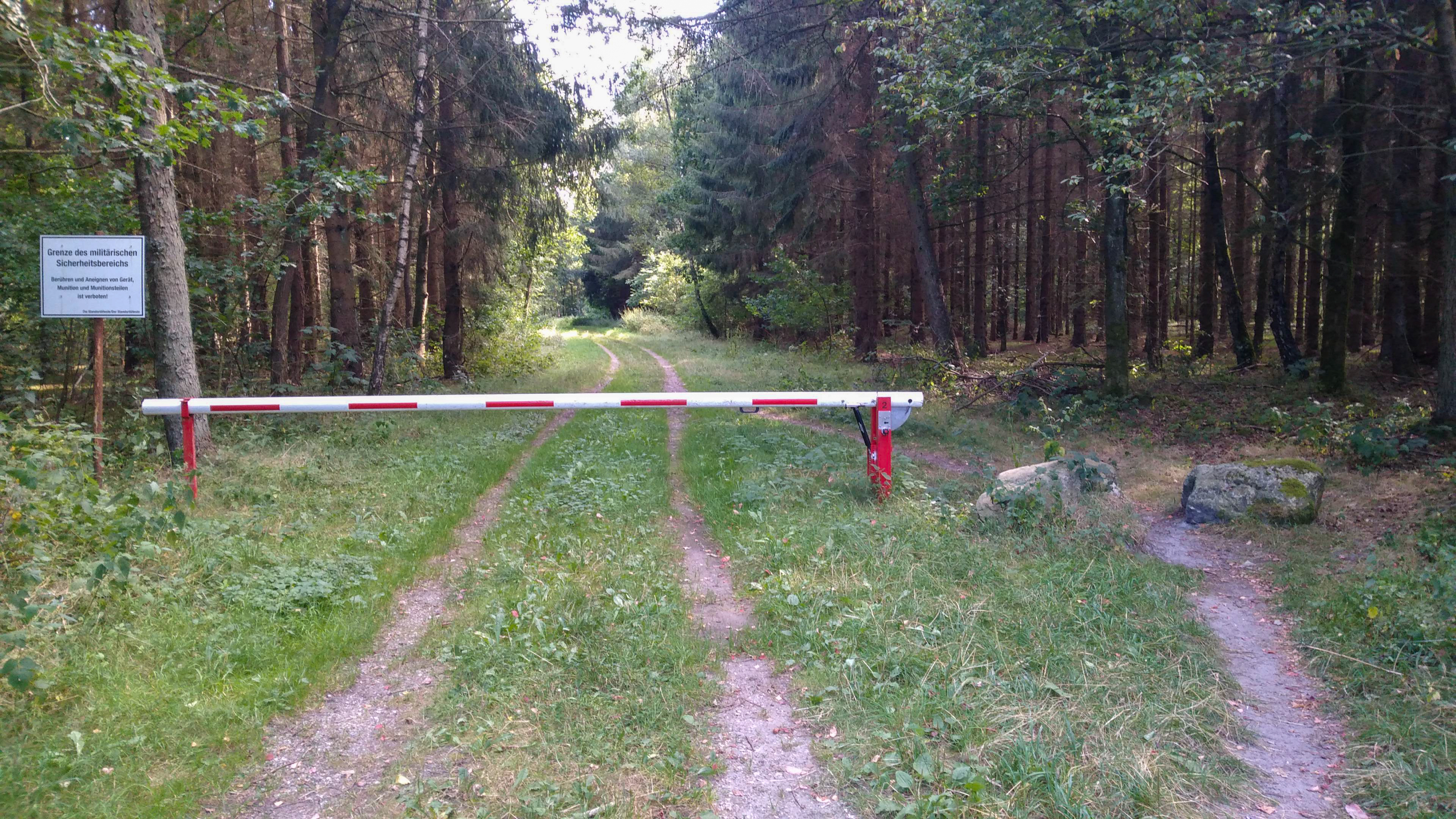
Wanderweg zum Langsee im FFH-Teilgebiet Neuberend
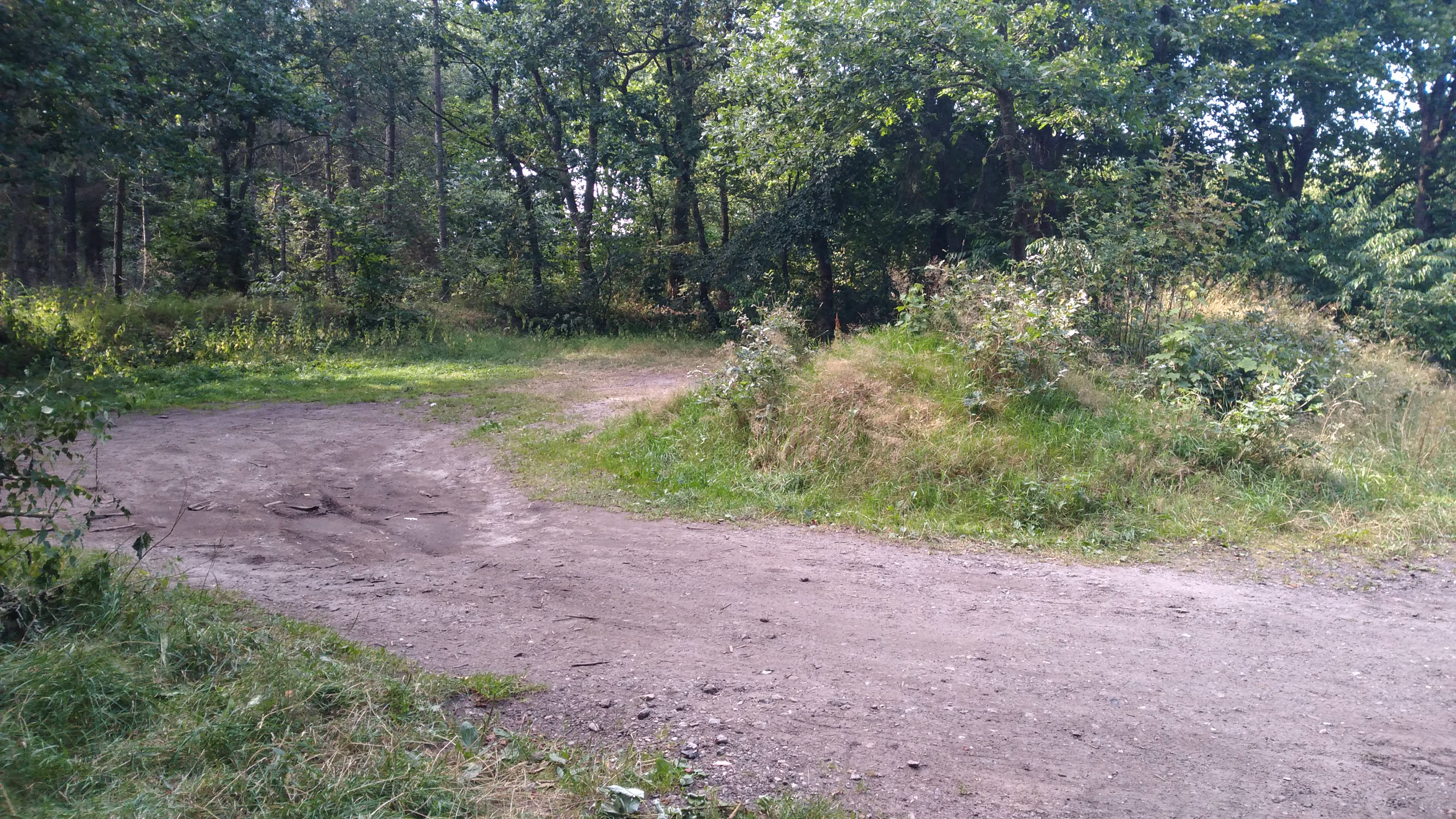
Waldparkplatz am Nordrand des FFH-Teilgebietes Neuberend
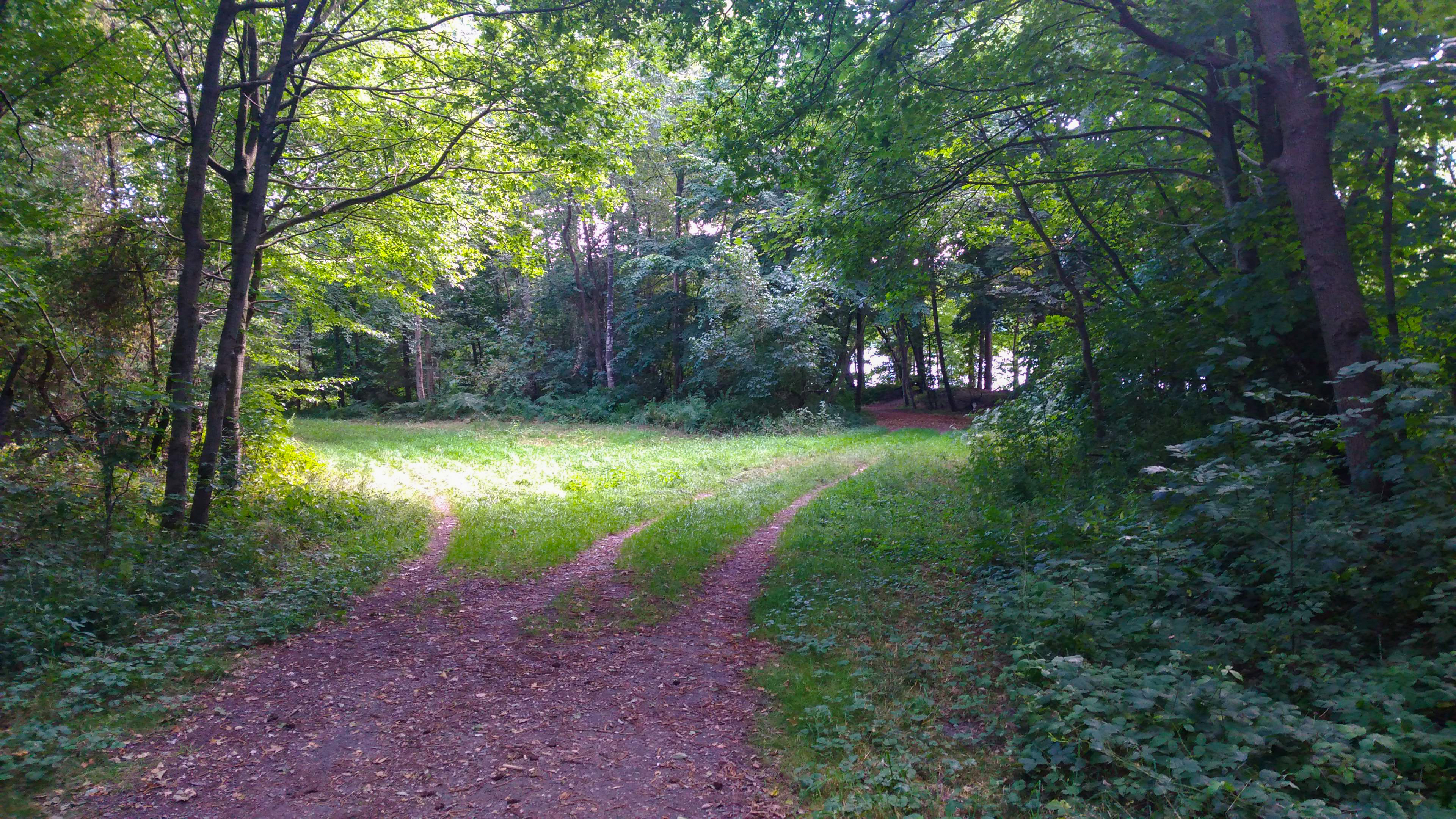
Wanderweg zum Langsee im FFH-Teilgebiet Neuberend
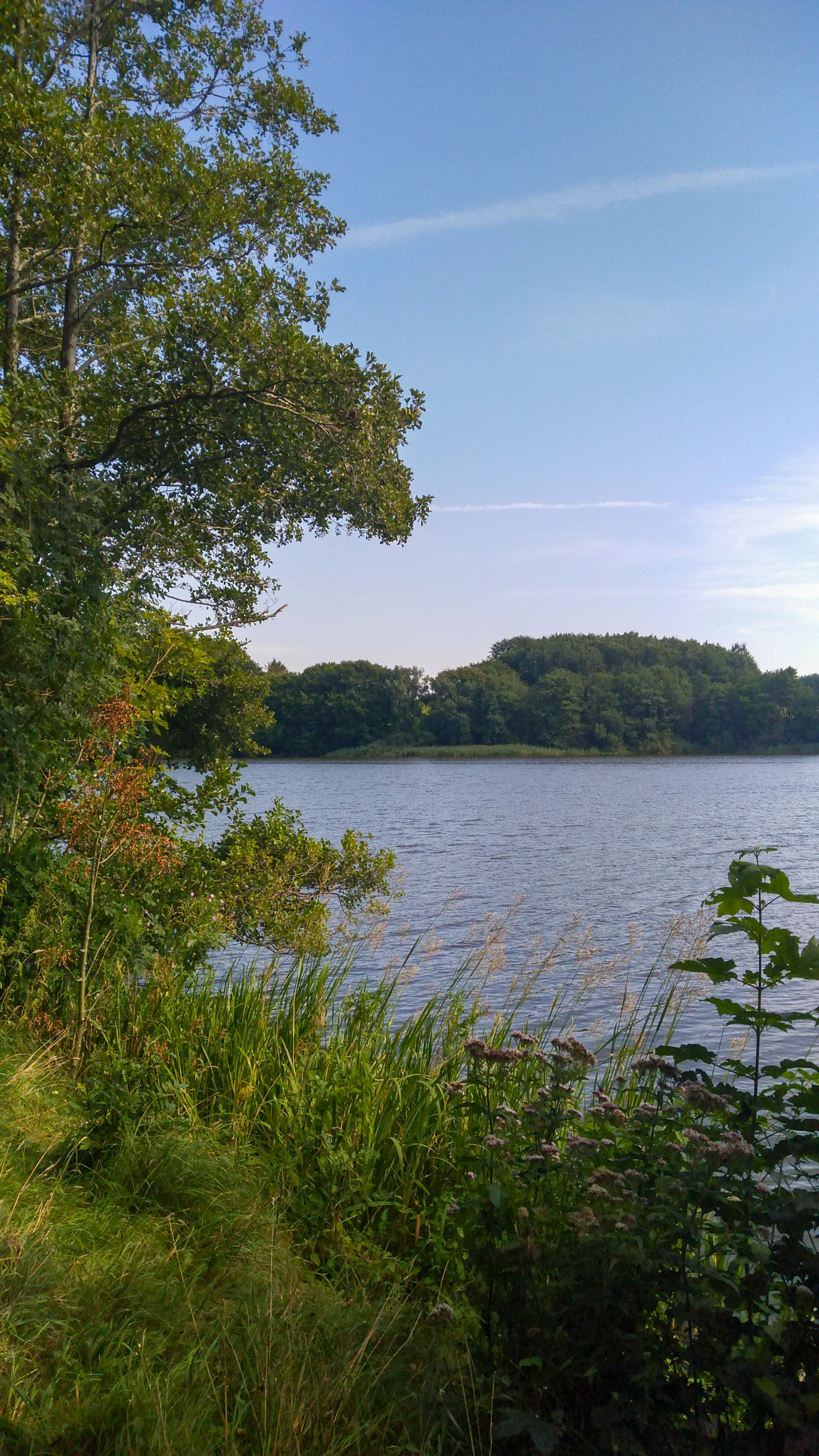
Am Nordufer des Langsees im FFH-Teilgebiet Neuberend
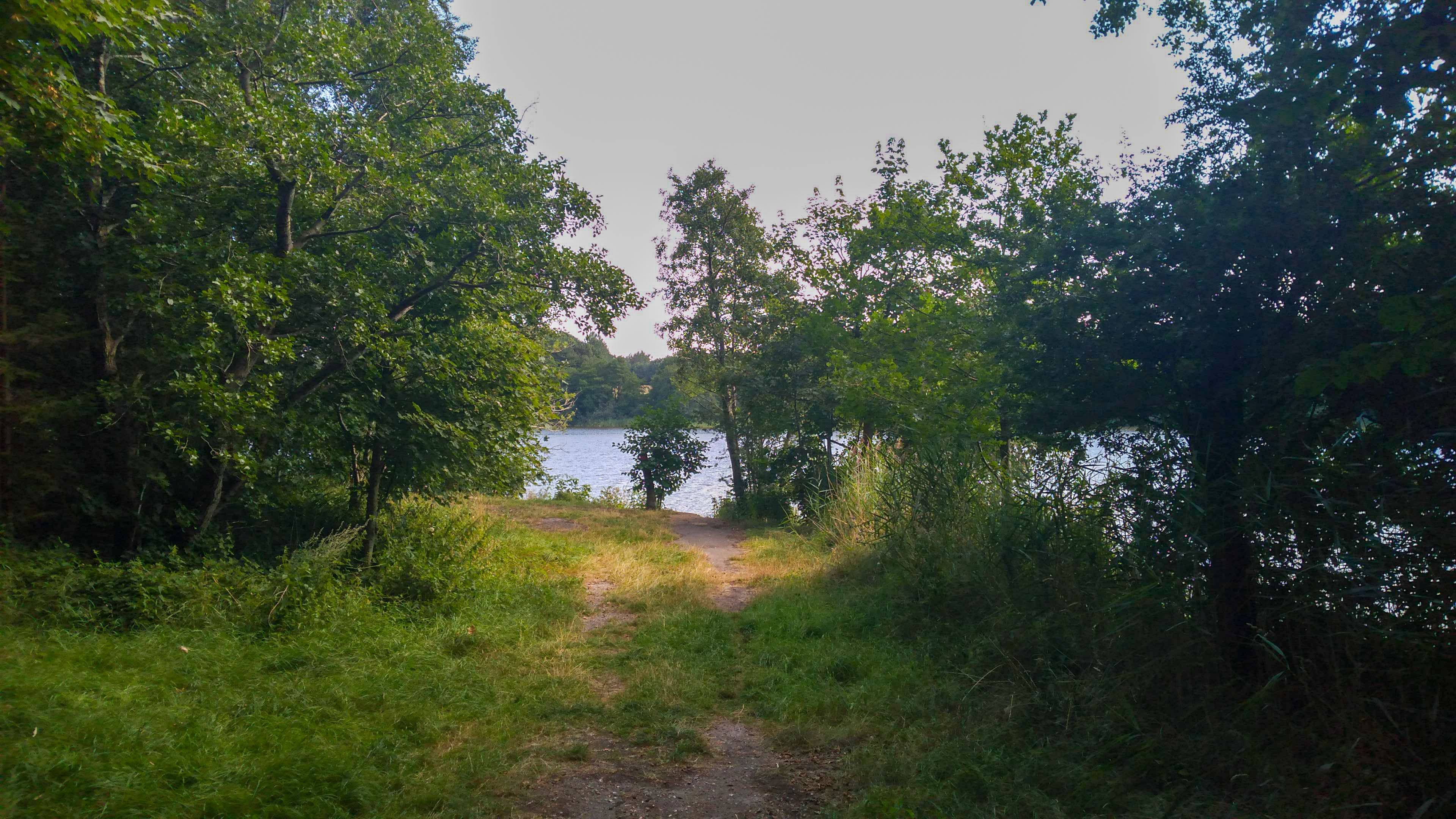
Wanderweg zum Langsee im FFH-Teilgebiet Neuberend
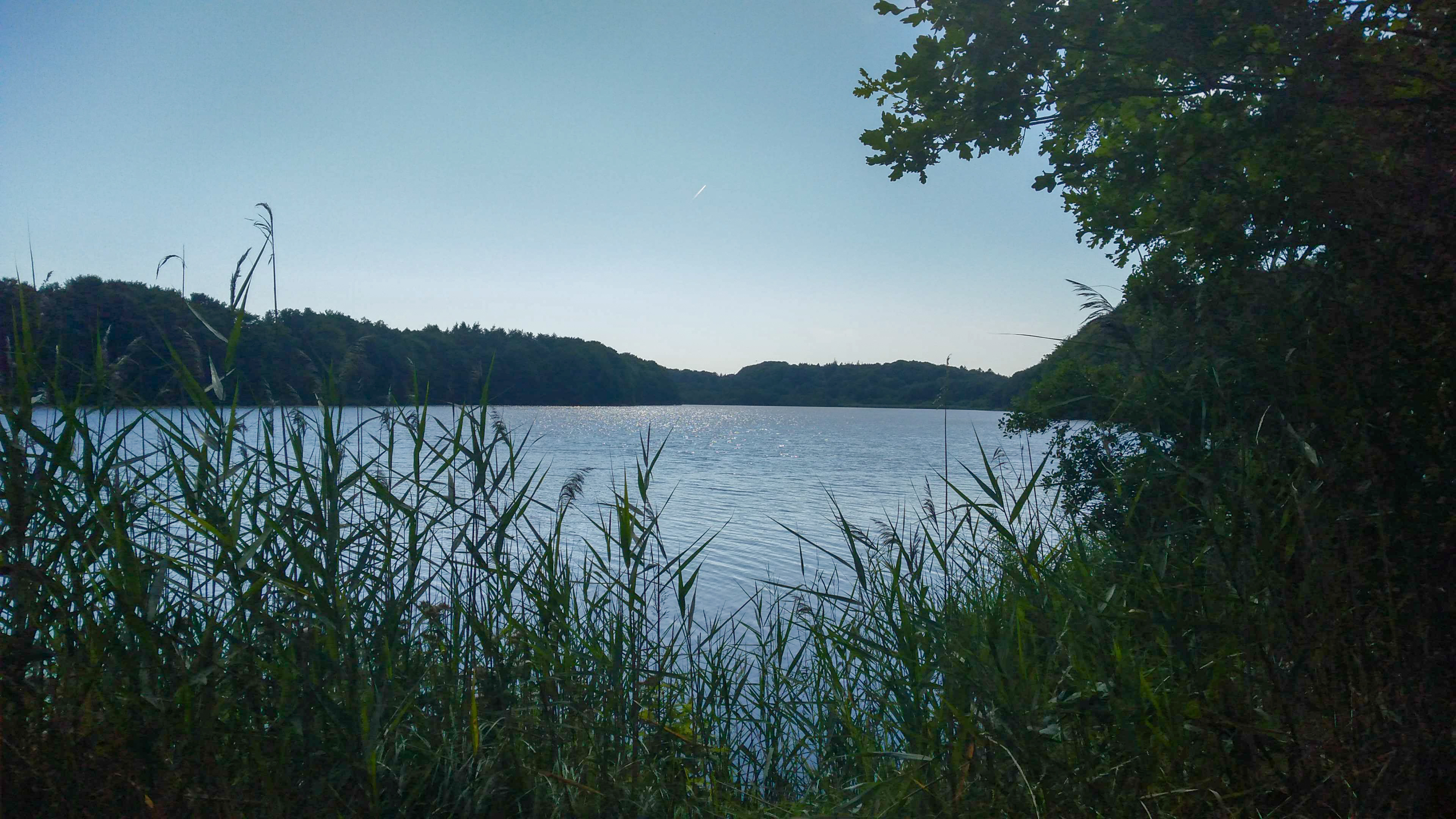
Am Nordufer des Langsees im FFH-Teilgebiet Neuberend
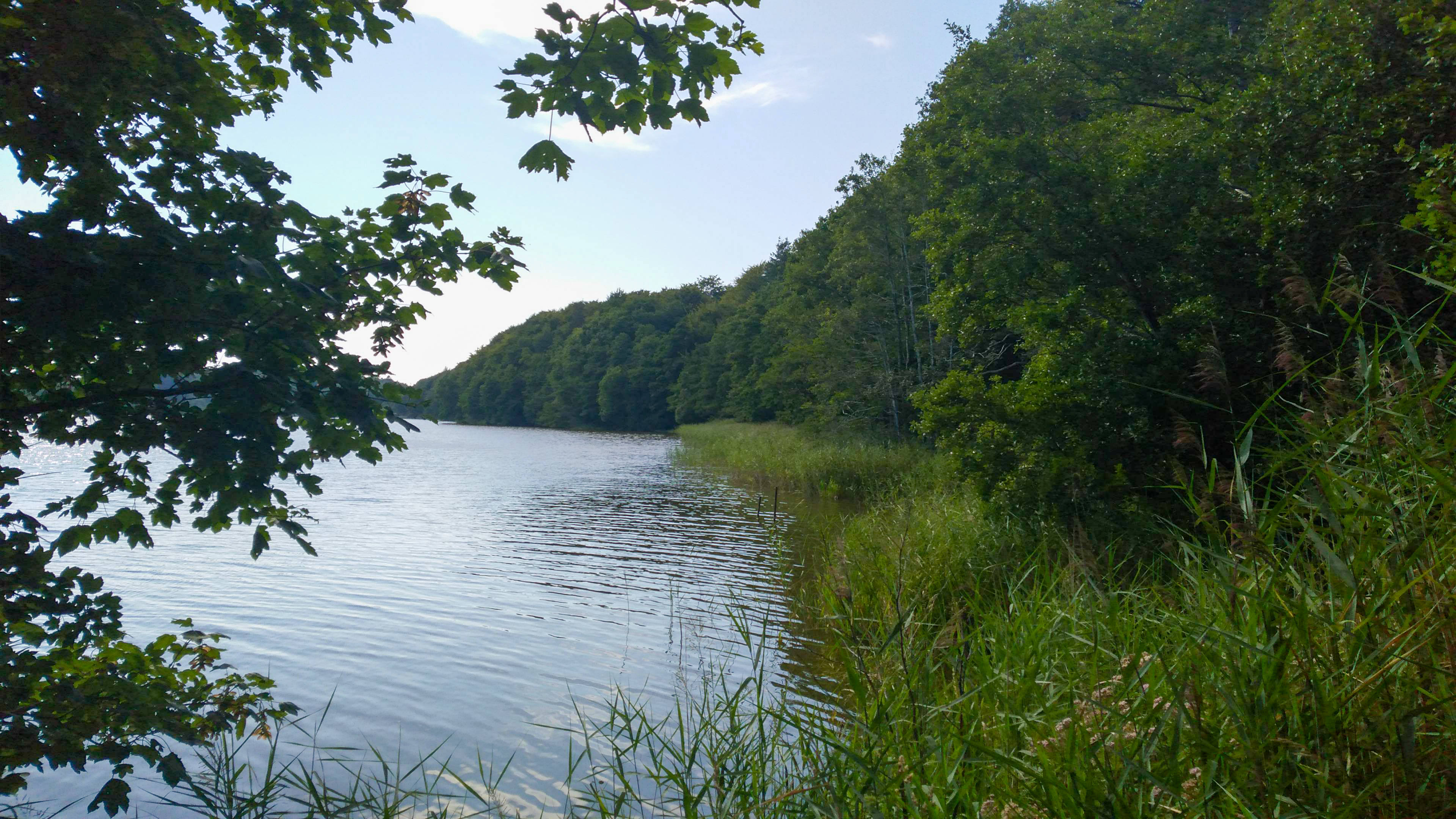
Am Nordufer des Langsees im FFH-Teilgebiet Neuberend

### FFH-Erhaltungsgegenstand

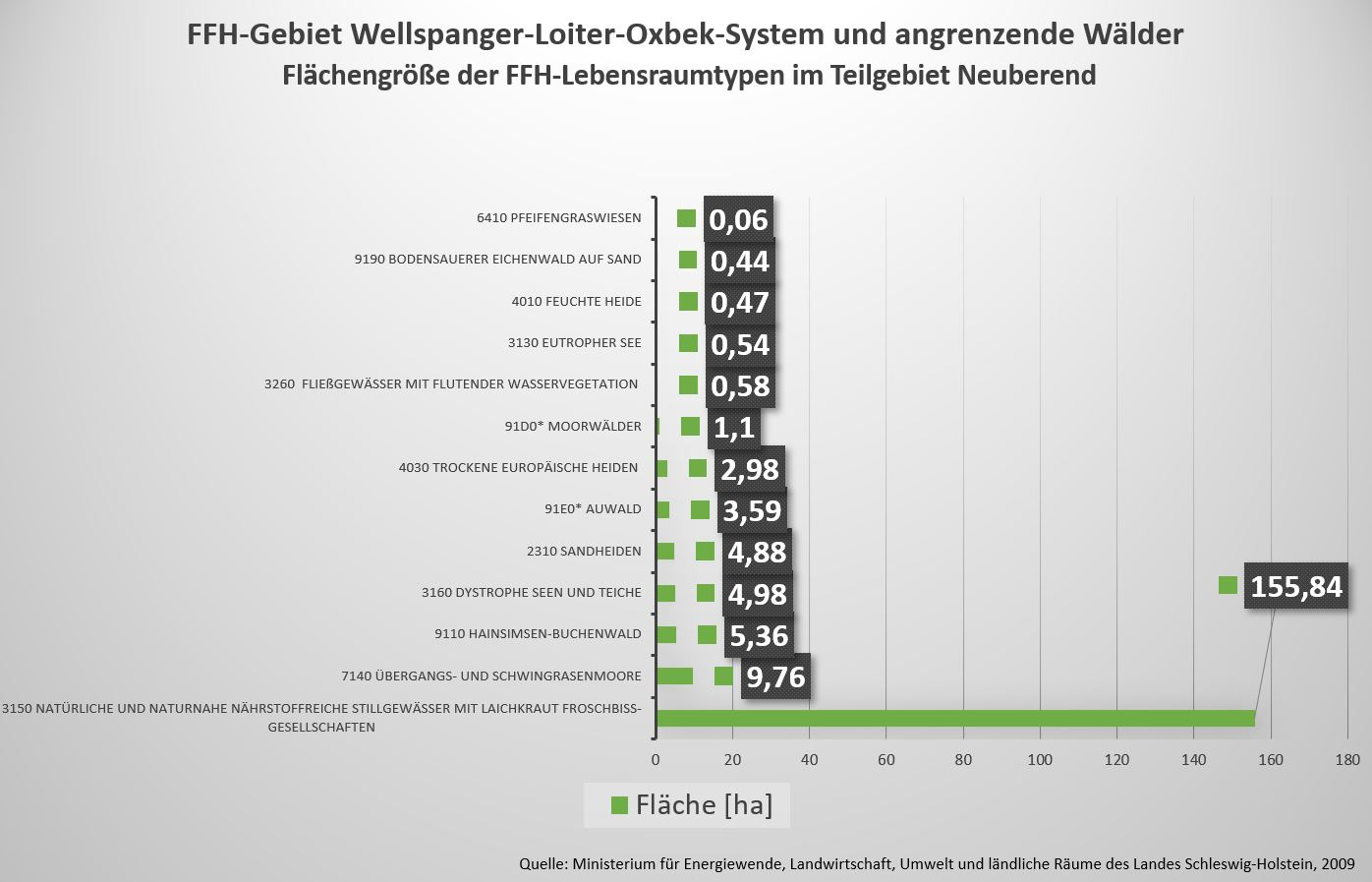
Grafik 4

Im „FFH-Teilgebiet Neuberend“ kommen folgende Stand 2009 gemeldete Lebensraumtypen nach Anhang I FFH-Richtlinie vor, siehe auch Grafik 4ː
- 2310 Sandheiden mit Besenheide und Ginster auf Binnendünen (Erhaltungszustand C)[90]
- 3130 Nährstoffarme bis mäßig nährstoffreiche Stillgewässer mit Strandlings- oder Zwergbinsen-Gesellschaften (Erhaltungszustand C)[91]
- 3150 Natürliche und naturnahe nährstoffreiche Stillgewässer mit Laichkraut Froschbiss-Gesellschaften (Erhaltungszustand B)[54]
- 3160 Dystrophe Stillgewässer (Erhaltungszustand C)[92]
- 3260 Fließgewässer mit flutender Wasservegetation (Erhaltungszustand C)[55]
- 4010 Feuchte Heiden mit Glockenheide (Erhaltungszustand C)[93]
- 4030 Trockene Heiden (Erhaltungszustand B+C)[56]
- 6410 Pfeifengraswiesen (Erhaltungszustand C)[57]
- 7140 Übergangs- und Schwingrasenmoore (Erhaltungszustand B+C)[60]
- 9110 Hainsimsen-Buchenwälder (Erhaltungszustand C)[62]
- 9190 Alte bodensaure Eichenwälder auf Sandebenen mit Stieleiche (Erhaltungszustand B)[64]
- 91D0* Moorwälder (Erhaltungszustand B)[65]
- 91E0* Erlen-Eschen- und Weichholzauenwälder (Erhaltungszustand B+C)[66]

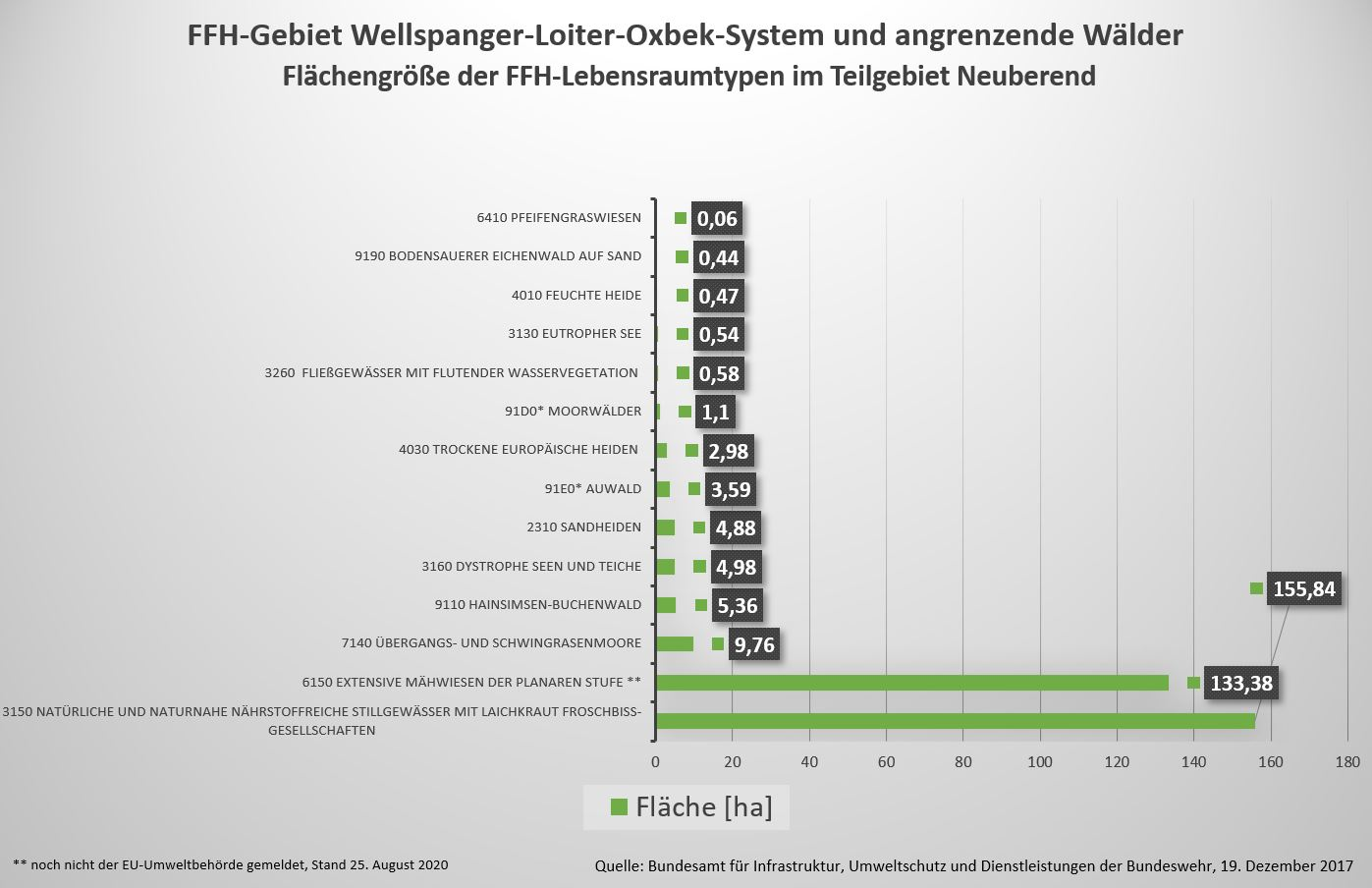
Grafik 5

Im MEP-Plan Stand 19. Dezember 2017 wurde bei der Nachbegehung ein flächenmäßig nicht unwesentlicher Teil des Gebietes als FFH-Lebensraumtyp 6150 „Extensive Mähwiesen der planaren Stufe“ eingestuft und zur Nachmeldung vorgeschlagen. Dadurch würde sich die Flächenverteilung der FFH-Lebensraumtypen erheblich ändern, siehe Grafik 5. Im Managementplan „FFH-Teilgebiet Neuberend“ werden die Angaben über gemeldete FFH-Arten nach Anhang II und IV FFH-Richtlinie als nicht mehr aktuell bezeichnet. Lediglich das Vorkommen des Kammmolches gilt mit Stand 2017 als gesichert. Auch die Angaben über dort vorkommende Pflanzenarten sind fast 20 Jahre alt und bedürfen auf Grund der geänderten Nutzung des Geländes der Aktualisierung.

### FFH-Erhaltungsziele
Von den FFH-Erhaltungsgegenständen wurden folgende als Erhaltungsziel von gemeinschaftlichem Interesse erklärt:
- 2310 Sandheiden mit Besenheide und Ginster auf Binnendünen
- 3130 Nährstoffarme bis mäßig nährstoffreiche Stillgewässer mit Strandlings- oder Zwergbinsen-Gesellschaften
- 3160 Dystrophe Stillgewässer
- 3260 Fließgewässer mit flutender Wasservegetation
- 4010 Feuchte Heiden mit Glockenheide
- 4030 Trockene Heiden
- 6410 Pfeifengraswiesen
- 7140 Übergangs- und Schwingrasenmoore
- 9110 Hainsimsen-Buchenwälder
- 9190 Alte bodensaure Eichenwälder auf Sandebenen mit Stieleiche
- 91D0* Moorwälder
- 91E0* Erlen-Eschen- und Weichholzauenwälder

### FFH-Analyse und Bewertung
Die Analyse und Bewertung in einem Managementplan ist die Grundlage für die Identifizierung durchzuführender Erhaltungs- und Entwicklungsmaßnahmen eines FFH-Gebietes.

### FFH-Maßnahmenkatalog
Die Besonderheit dieses Teilgebietes ist der Eigentümer Bundesrepublik Deutschland und die Eigenschaft als Gelände zur Landesverteidigung. Hiermit müssen Bundesgesetze bei der Erstellung des FFH-Maßnahmenkataloges mit berücksichtigt werden. Deshalb ist das Biotopkataster des Teilgebietes neben dem Biotoptypenschlüssel des Landes Schleswig-Holstein zusätzlich nach dem Bundesbiotoptypenschlüssel kartiert. Zuständig sind die beiden Bundesbehörden Bundesamt für Infrastruktur, Umweltschutz und Dienstleistungen der Bundeswehr GS II 4 (BAIUDBw) und der Bundesanstalt für Immobilienaufgaben Sparte Bundesforst (BImA). Die beiden Bundesbehörden haben am 19. Dezember 2017 einen Maßnahmen-, Pflege- und Entwicklungsplan (MPE-Plan) für das Teilgebiet veröffentlicht und in Detailkarten festgeschrieben. Die Erhaltungsmaßnahmen wurden in einer Karte den Örtlichkeiten zugeordnet. Es erfolgte eine Aufgliederung in Haupterhaltungsmaßnahmen, Nebenerhaltungsmaßnahmen, Hauptentwicklungsmaßnahmen, Nebenentwicklungsmaßnahmen und einen Beweidungsplan. Letzterer stellt sicher, dass die Flächen mit geringem Nährstoffbedarf sich in der Artenvielfalt weiterentwickeln können. Das bis dahin ausschließlich angewendete Verfahren des Mulchens durch Liegenlassen der Mahd hat dies behindert.

### FFH-Erfolgskontrolle und Monitoring der Maßnahmen
Die Durchführung der FFH-Erfolgskontrolle und des Monitorings im Teilgebiet ist Aufgabe der zuständigen Bundesbehörden. Die Durchführung geschieht alle sechs Jahre. Die Ergebnisse werden dem Landesamt für Landwirtschaft, Umwelt und ländliche Räume des Landes Schleswig-Holstein zur Verfügung gestellt. Dieses sorgt dann dafür, dass Änderungen im Standard-Datenbogen für den Bericht an die Umweltbehörde der EU eingearbeitet und weitergeleitet werden.